# Sainte-Agathe-de-Lotbinière
Pour les articles homonymes, voir Sainte-Agathe et Lotbinière.
Sainte-Agathe-de-Lotbinière (/sɛ̃t aɡat də lɔtbinjɛʁ/) est une municipalité canadienne d'environ 1 048 habitants de la province de Québec située dans la municipalité régionale de comté de Lotbinière et dans la région administrative de Chaudière-Appalaches. Elle est nommée en l'honneur d'Agathe de Catane.
C'est aussi un lieu touristique connu pour son camping sauvage, pour son pont couvert qui enjambe la rivière Palmer ainsi que pour la chute qui poursuit le parcours de la rivière Palmer.
Cette municipalité a la deuxième plus grande superficie dans Lotbinière avec une superficie d'environ 166,7 km2  et elle est la deuxième municipalité la moins densément peuplée dans cette même municipalité régionale de comté avec une densité d'environ 6,29 habitants/km2.
La municipalité dépend surtout sur les villes de Lévis, Québec et Thetford Mines ainsi que d'autres municipalités plus populeuses de la MRC de Lotbinière (Laurier-Station, Saint-Agapit, Saint-Apollinaire) vu qu'elle ne contient pas suffisamment de services pour satisfaire tous les besoins de ses citoyens.
La municipalité contient un village central ainsi que des terres agricoles qui couvrent le reste du territoire. Historiquement, ces deux éléments formaient deux municipalités différentes : La paroisse de Sainte-Agathe et le village de Sainte-Agathe. Elles se sont réunies lors d'une vague de fusions municipales le 3 février 1999 pour former la municipalité courante.
Les personnes de cette municipalité sont des Agathois et des Agathoises.
La municipalité a fêté son 150e anniversaire en 2003. Contrairement à d'autres municipalités, Sainte-Agathe-de-Lotbinière célèbre ainsi son érection canonique (17 mars 1853) plutôt que son érection civile (15 janvier 1857).

## Toponymie
Le nom de la municipalité est composé de deux parties : Sainte-Agathe et de-Lotbinière, chacune avec leur propre origine.

### Sainte-Agathe
La municipalité est nommée en l'honneur d'Agathe de Catane. Elle est nommée en l'honneur d'Agathe de Catane, car c'est des Irlandais qui sont venus s'installer en premier et qui ont pris cette sainte pour représenter la municipalité. Les Canadiens français qui viendront après reprendront le nom pour l'église catholique située au centre du village, ainsi donnant le nom Sainte-Agathe à la municipalité.

### de-Lotbinière
La partie "de-Lotbinière" a été ajoutée, mais aucune source ne précise quelle est la signification de cet ajout.
Provenances possibles
La municipalité de village et la municipalité de paroisse par le passé étaient référencées en ajoutant l'expression "dans Lotbinière", alors il est possible que l'ajout "de-Lotbinière" vient de cette appellation. Ceci peut être pour distinguer cette municipalité de celle de Sainte-Agathe-des-Monts.

## Géographie
La municipalité de Sainte-Agathe-de-Lotbinière peut être décrite géographiquement de deux façons : par sa physiographie et par sa géographie politique.

### Physiographie

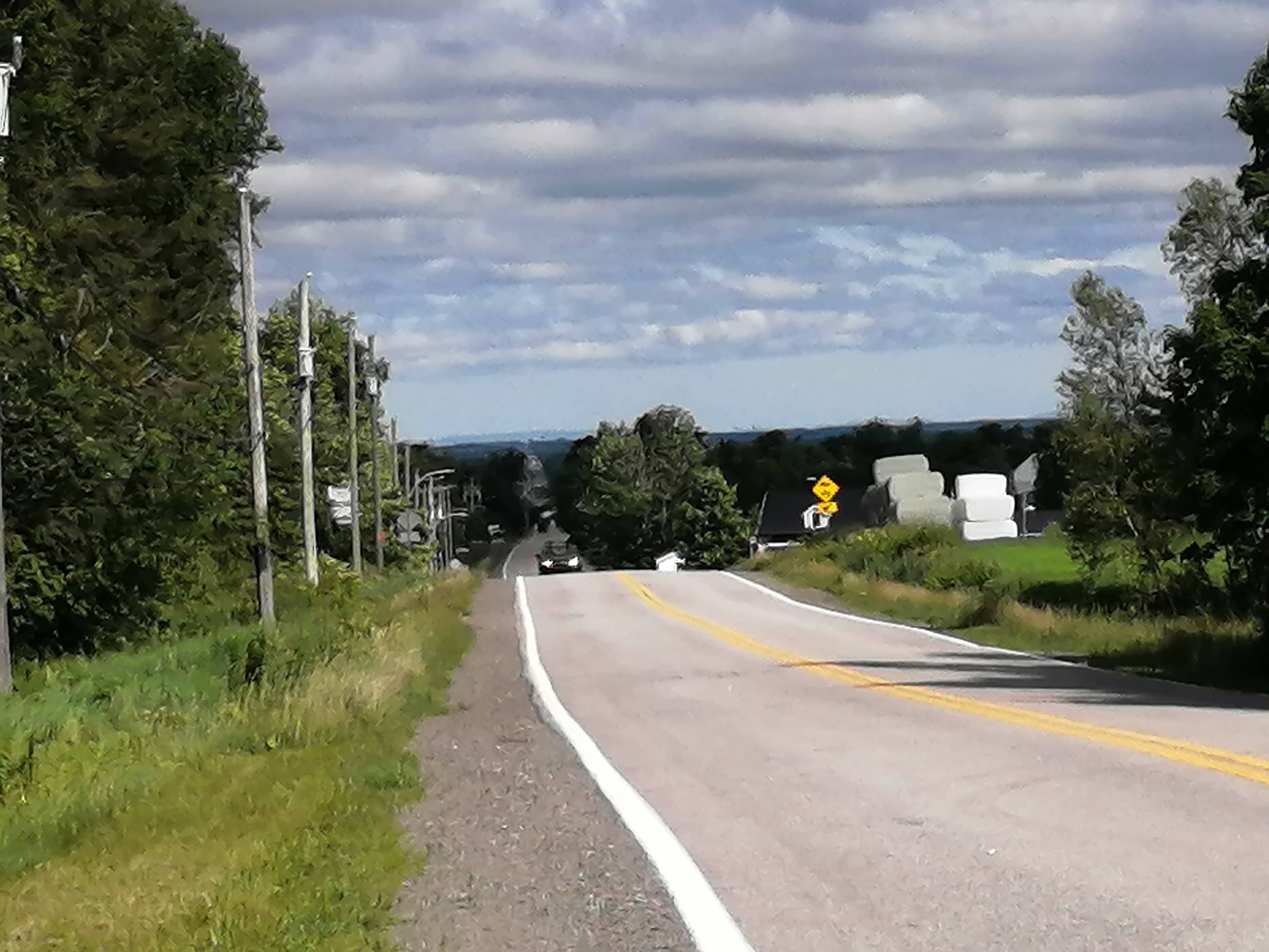
Vue de Sainte-Agathe-de-Lotbinière à partir du piedmont des Appalaches

Le territoire de Sainte-Agathe-de-Lotbinière, situé au pied des Appalaches, est sillonné par de petits cours d’eau et présente un caractère surtout agricole et forestier. Il y pousse principalement une forêt mixte. Le territoire fait partie de la zone climatique hémiborée.
La municipalité couvre une superficie de 167,04 km carré, soit 10% du territoire de la MRC de Lotbinière.

#### Climat
Sainte-Agathe-de-Lotbinière
La température annuelle moyenne dans la région est de 3 °C. Le mois le plus chaud est juillet, lorsque la température moyenne est de 18 °C, et le plus froid est janvier, avec -16 °C. Les précipitations annuelles moyennes sont de 1 371 mm. Le mois le plus humide est mai, avec une moyenne de 184 mm de précipitations, et le plus sec est février avec 67 mm de précipitations.

#### Hydrographie

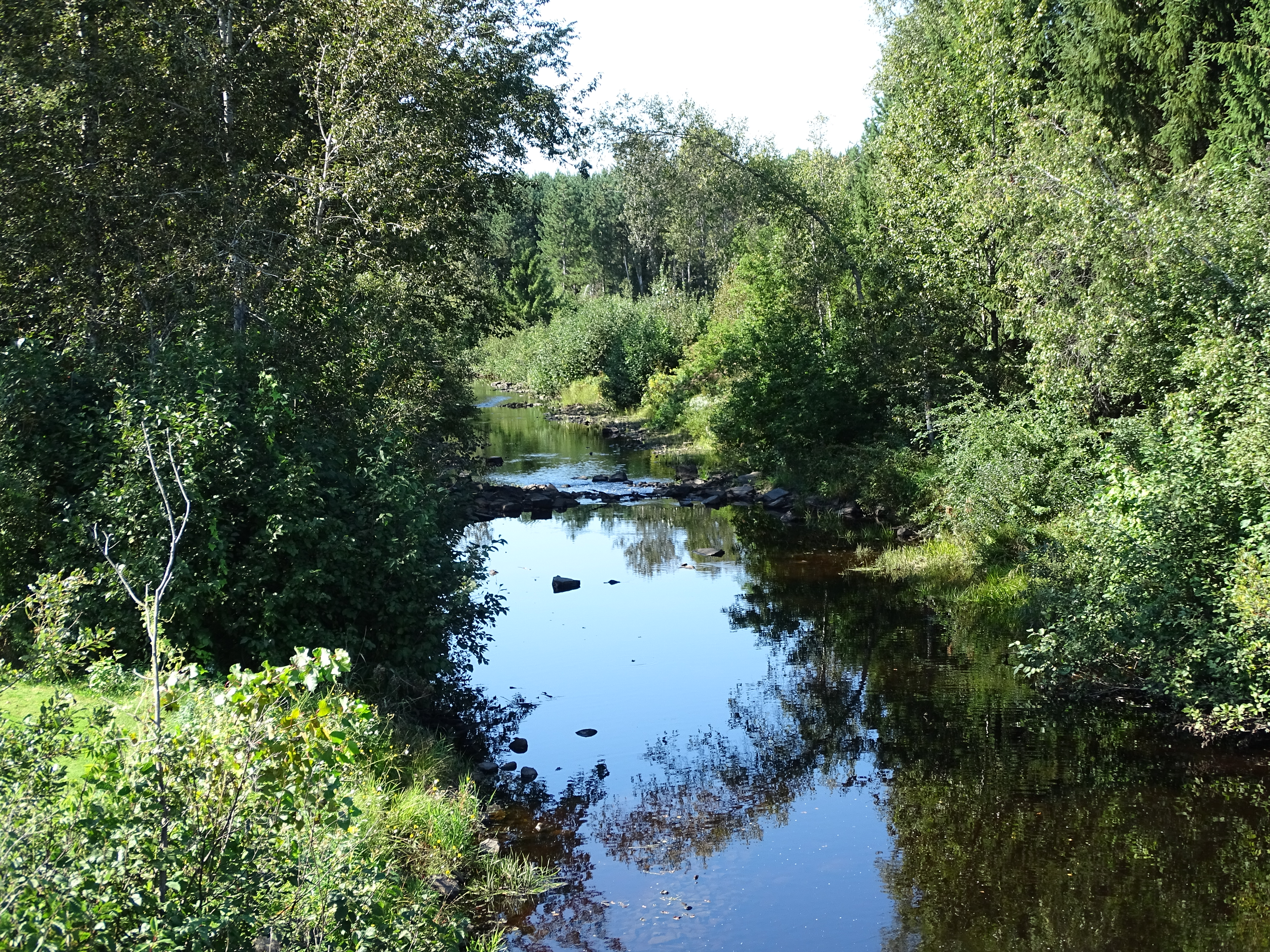
Rivière Henri

La municipalité est traversée par divers cours d'eau :
- La rivière Armagh. Elle est située à l'est du cœur villageois, près du rang Armagh.
- La rivière aux Chevreuils. Elle est située au sud du cœur villageois. Elle est traversée par la rue Gosford Ouest, le 11e rang et le 10e rang.
- La rivière du Chêne. Elle s'étend du nord-est au nord-ouest du cœur villageois. Elle est traversée par le rang Armagh, le chemin Gosford et la route Saint-Georges.
- La rivière Filkars. Elle est située à l'est du cœur villageois.
- La rivière Henri.
- La rivière Palmer. Elle est située au sud du cœur villageois. Elle traverse le chemin Gosford. C'est cette rivière qui crée une chute au site touristique le Parc de la chute de Sainte-Agathe. Le pont rouge traverse cette rivière également.
- La rivière Saint-André. Elle est située à l'est du cœur villageois.
- La rivière Saint-Georges. Elle est située au nord-ouest du cœur villageois.

### Géographie humaine
La municipalité est formée de deux parties : Le village et le reste de la municipalité.
Avant la fusion des deux entités, le village faisait partie de la municipalité de village de Sainte-Agathe, alors que le reste de la municipalité faisait partie de la municipalité de paroisse de Sainte-Agathe.
Le village est situé à la croisée des routes 218 et 271.
Le reste de la municipalité est situé en-dehors des limites du village.

#### Municipalités limitrophes
La municipalité est entourée de sept autres municipalités. Étant située aux limites de la MRC de Lotbinière, certaines des municipalités voisines font partie d'autres MRCs. Les municipalités de Lyster et Inverness, situées à l'ouest et au sud-ouest respectivement, font partie de la MRC de L'Érable alors que la municipalité de Saint-Jacques-de-Leeds, située au sud-est, fait partie de la MRC des Appalaches. Le reste des municipalités envoisinnantes est situé dans la MRC de Lotbinière. Au nord-ouest, il y a la municipalité de Dosquet; Au nord, il y a la municipalité de Saint-Gilles; Au nord-est, il y a la municipalité de Saint-Patrice-de-Beaurivage; Et à l'est, il y a la municipalité de Saint-Sylvestre.

#### Villes et infrastructures routières environnantes
En termes de distance, les citoyens doivent parcourir 30 km pour atteindre l’autoroute 20 à Laurier-Station. Ils sont situés à 45 minutes de Québec et de Lévis et à 30 minutes de Sainte-Marie-de-Beauce et de Thetford Mines, les principales villes environnantes.
D'autres villes qui sont près : Plessisville est situé à environ 30 minutes et Victoriaville est situé à environ 1 heure.

## Histoire
L'histoire de Sainte-Agathe-de-Lotbinière est caractérisée par une forte solidarité, comme sa devise l'indique, qui l'aidera à se créer une identité, à braver les drames et à continuer dans son développement tout en forgeant des personnalités remarquables.

### Histoire brève
L'histoire de Sainte-Agathe-de-Lotbinière est marqué par différents changements à sa composition.
La construction initiale des chemins menant à la municipalité a permis aux premiers colons Irlandais et Français de s'installer dans ces nouveaux chemins. La construction de la première chapelle en 1848 a mené à l'érection canonique  le 17 mars 1853 et l'érection civile le 15 janvier 1857. Lorsque le noyau villageois est devenu plus dense, en 1914, cette partie de la municipalité s'est séparée. Après plusieurs années où les deux parties principales étaient séparées et dans un temps où plusieurs entités québécoises se fusionnaient, les deux parties ont décidé de se fusionner le 3 février 1999, ce qui a mené à la municipalité qui existe depuis.
Le canton de Nelson, proclamé en 1804, s'est fusionné avec la municipalité de paroisse de Sainte-Agathe en 1985. Ce canton a changé de composition avant cette date, notamment lorsque la municipalité de Lyster s'est formé d'une partie du canton en 1875.

### Terres
Sainte-Agathe-de-Lotbinière fait partie de trois terres historiques : la seigneurie de Beaurivage, la seigneurie de Sainte-Croix et les terres du canton de Nelson.

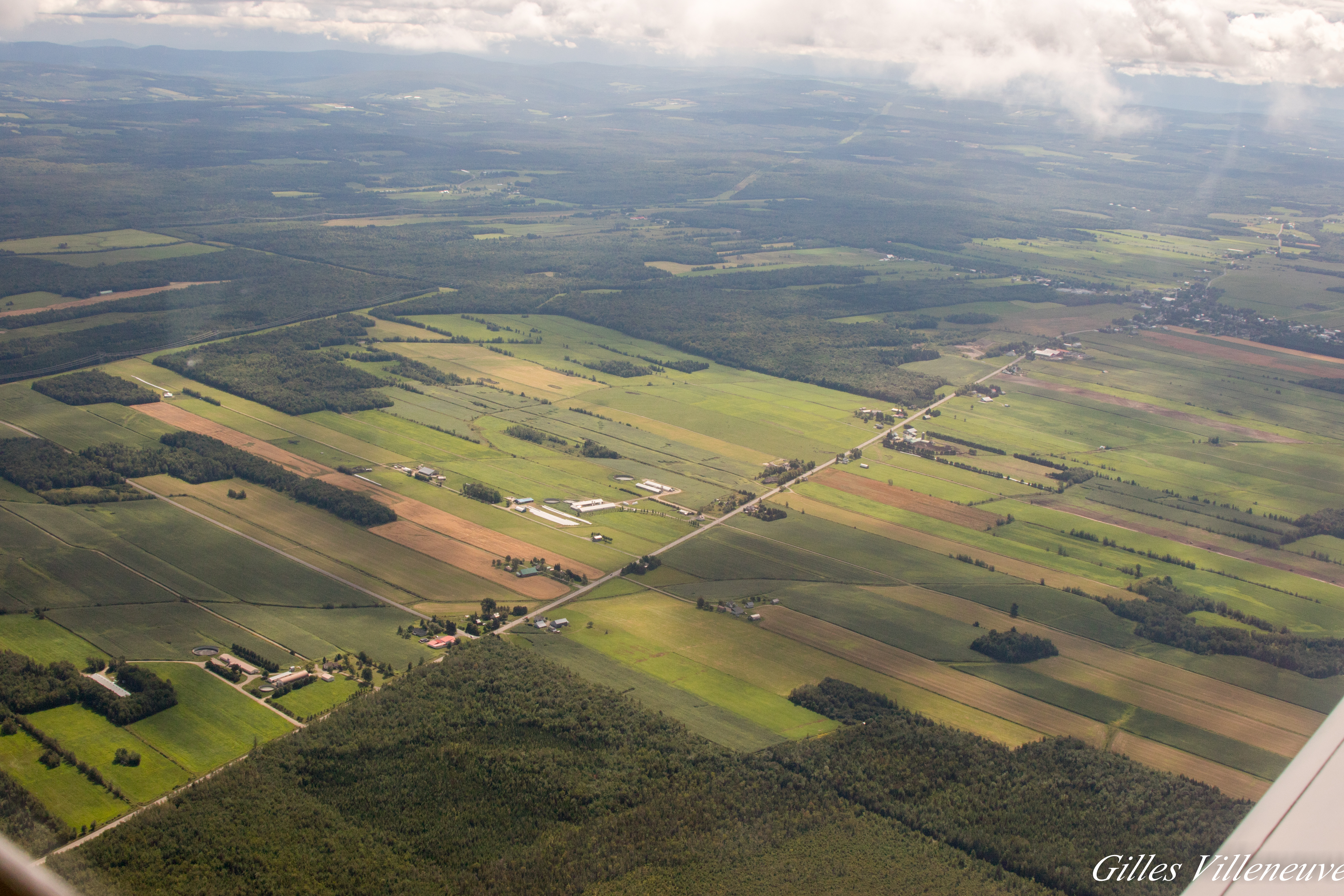
Vue aérienne de la municipalité

Le 16 janvier 1637, la Compagnie de la Nouvelle-France concédait à Jean Beauvais, commissaire de marine du Panet, une étendue de terre d’une lieue de front sur le fleuve St-Laurent, au lieu dit Platon Sainte-Croix, par dix lieues de profondeur.
La seigneurie de Beaurivage fut concédée le 1er avril 1738 par le marquis de Beauharnois et par Gilles Hocquart, respectivement gouverneur et intendant de la Nouvelle-France, à Gilles Rageot sieur de Beaurivage et négociant de Québec.
Les terres du canton de Nelson, faisant partie des terres incultes de la Couronne, furent concédées par ordre en Conseil le 18 novembre 1803 aux miliciens qui avaient servi sous le colonel comte Dupré au siège de Québec en 1775-1776. Le canton de Nelson était dans le comté de Mégantic.

### New Armagh

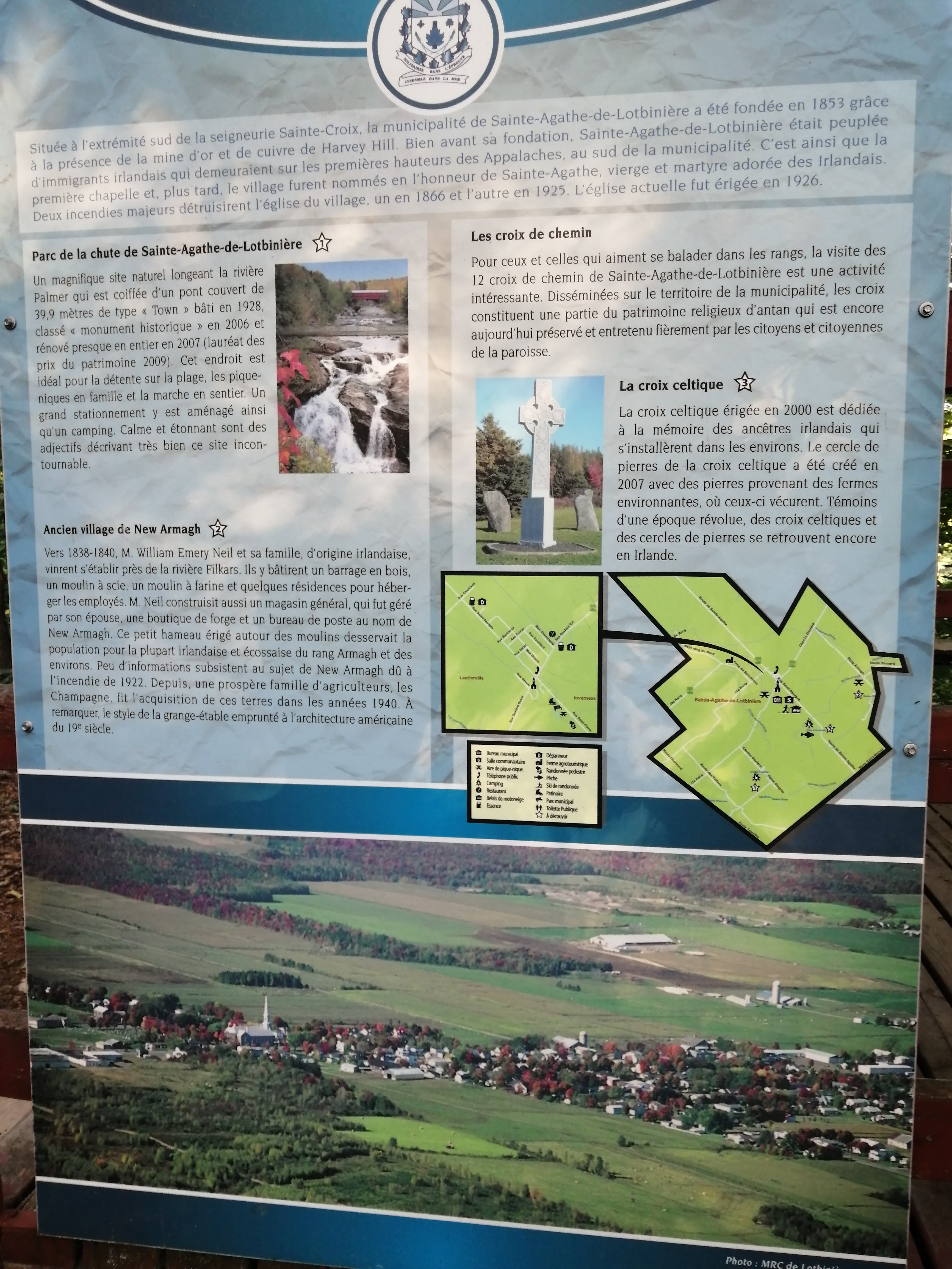
Panneau d'information incluant une mention de l'ancien village de New Armagh

Sainte-Agathe-de-Lotbinière comprend en son territoire d'aujourd'hui les restants d'un ancien village ou hameau qui s'appelait New Armagh. Le développement de cet hameau commence en 1826. Son nom fait référence à la ville d'Armagh, en Irlande du Nord. Cet hameau comprenait deux moulins, un barrage en bois, une école, un magasin général, une forge et plusieurs maisons.
En 1910, les lots du hameau sont transférés de Saint-Patrice-de-Beaurivage à la paroisse de Sainte-Agathe. En 1941, tous les terrains et bâtiments sont vendus pour de l'exploitation agricole. Selon un panneau d'information situé sur le site du Parc de la chute, il y aurait eu un incendie à cet endroit en 1922, ce qui a détruit une grande partie de l'information qu'il y avait sur cet hameau.
Le rang Armagh qui existe à ce jour prend son nom en référence à cet hameau.

### Drames

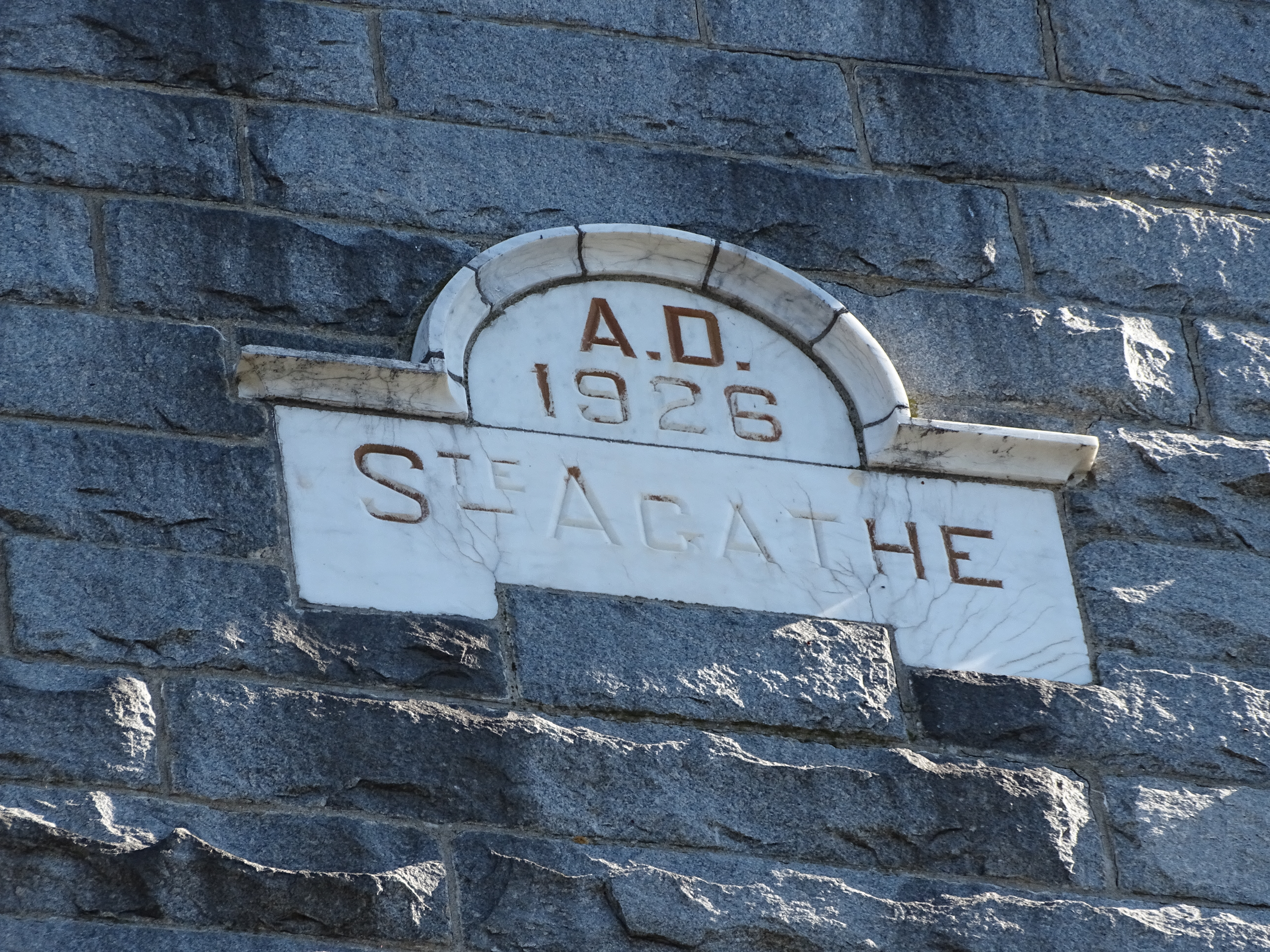
Insigne sur l'église qui indique l'année de construction

Plusieurs drames se sont produits dans cette municipalité.
L'église du village a été brûlée plus de deux fois. À chaque fois, la municipalité s'est relevée et a érigé une nouvelle église.
Quelques autres incendies ont ravagé des parties du village, comme un incendie en 1939 qui a détruit le seul moulin à scie du village et quelques maisons. De plus, au fil des années, il y a eu plusieurs incidents à l'endroit du Parc de la chute, en raison de manœuvres dangereuses.

### Développement initial et développement au19esiècle
Le 19e siècle verra naître cette municipalité. Des premières familles à l'arrivée du 20e siècle, plusieurs événements ont marqué les débuts de cette nouvelle municipalité.
Le développement initial de Sainte-Agathe-de-Lotbinière est lié à la construction du chemin de Craig et du chemin de Gosford au milieu du 19e siècle.
Le premier chemin à être construit est le chemin de Craig (3 août 2025 la route 269), nommé en l’honneur de James Henry Craig. La construction de ce chemin a débuté en août 1810. L'utilisation de ce chemin commença dès 1811.

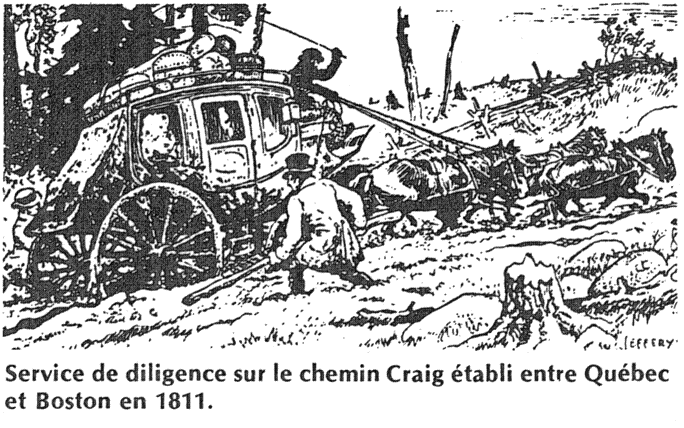
Diligence Chemin Craig 1811

Du chemin de Craig, on construit le premier chemin qui se dirige vers le territoire qui devient plus tard la paroisse de Ste-Agathe. Ce chemin (3 août 2025, une partie de la route 271) a longtemps été nommé Harvey Hill ou chemin des Mines. Il partait de la mine de Harvey Hill, située au sud du Craig et le traversait pour se rendre à Ste-Agathe. Le territoire est ouvert aux colonisateurs en 1830.
Ce chemin est initialement ouvert aux prospecteurs pour leur permettre de trouver des gisements de cuivre ou d’autres métaux. Ainsi, dans ces années, beaucoup de prospections dans les environs ont lieu dans le but de trouver des gisements importants. Après un certain temps, les prospections sont abandonnées et la mine Harvey Hill est fermée définitivement en 1899.
À la suite de la construction de ce chemin, quelques colons en profitent pour s’établir et s’adonner à l’agriculture. Ce sont surtout des irlandais qui s'établissent sur ce chemin.
Quelque temps plus tard, le chemin Gosford est ouvert. Ce chemin reliait à Québec les cantons de Nelson, Inverness, Halifax, Wolfton, Ham, Weedon, Westbury et Ascot.
À ce moment-là, le territoire qui devait former plus tard la paroisse de Sainte-Agathe comptait déjà 63 familles pour 522 âmes dont 219 de langue française et 303 de langue anglaise, et 1 763 acres étaient en culture.
Plusieurs années plus tard, un chemin vers Methot’s Mill (Dosquet) est ouvert. C'était le seul endroit où les gens pouvaient recevoir de la marchandise et voyager par le train. Il y avait un petit sentier de tracé dans la forêt qui permettait de voyager à pied ou à dos de cheval, mais non en voiture. C’est en 1862 que la construction a débuté. La somme totale des coûts fut de 41 livres, 16 shillings, obtenue du gouvernement par l’entremise du député M. H. Joly.

### Développement au20esiècle

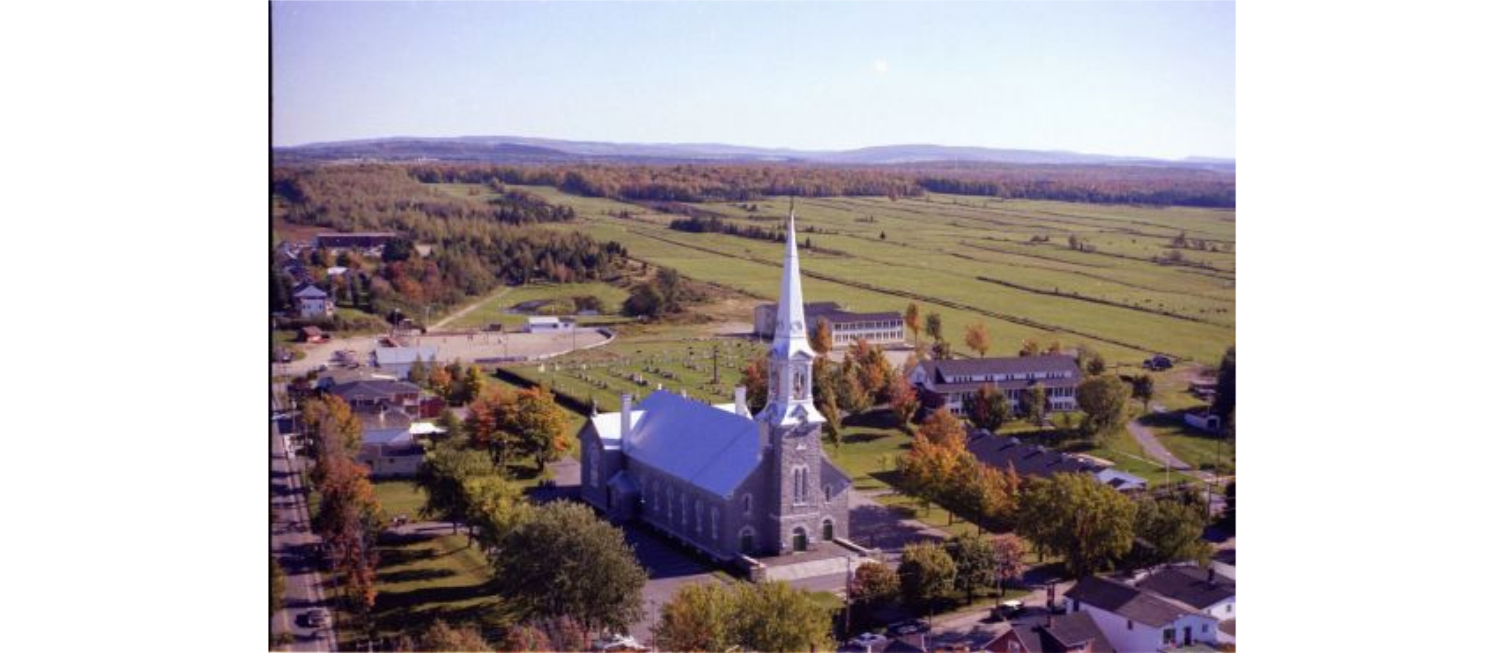
Sainte-Agathe-de-Lotbinière en 1981

Le 20e siècle est un siècle qui verra le plus de changements dans cette municipalité. Les changements vus dans le reste du Québec et du monde affectent également cette municipalité. Plusieurs industries, services et événements d'importance élevée à l'histoire de la municipalité voient le jour.
La municipalité a été modernisée par l'arrivée de nouveaux services. En 1905, il y a l'arrivée de la première ligne téléphonique qui relie Sainte-Agathe aux autres paroisses. En 1915, il y a l'arrivée du premier service de poste. En 1931, l'électricité arrive dans la municipalité. En 1941, il y a à la fois la fondation de la première Brigade des incendies et la fondation de la caisse populaire. L'école du village devient l'école primaire principale en 1963. En 1974, une première clinique médicale ouvre. L'année suivante, en 1975, il y a également ouverture de la première pharmacie. La première résidence pour personnes âgées, le HLM Villa A. Gagné, voit le jour en 1976. En 1979, il y a à la fois l'ouverture de la première bibliothèque municipale et la construction du centre municipal.
Au fil des années, avec l'arrivée de nouveaux services, de nouvelles industries se sont établies dans cette municipalité. En 1942, il y a la fondation de Meubles Drouin, un employeur d'importance élevée dans l'histoire de la municipalité. Cependant, cet employeur cesse ses opérations peu de temps avant qu'un nouveau employeur s'installe dans les mêmes locaux. En 1995, il y a la fondation d'Alutrec, qui est ce nouveau employeur. Il s'installe dans les anciens bureaux des Meubles Drouin en 1996. Au travers de la fondation de ces nouvelles industries, il y a également la fermeture d'anciennes industries. En 1925, le dernier moulin ferme définitivement. En 1965, il y a également la fermeture de la seule beurrerie du village.
Autre que ces changements, il y a également d'autres événements marquants. En 1913, la première voiture arrive à Sainte-Agathe. En 1919, les chemins du village sont gravelés. En 1923, le premier radio arrive dans la paroisse. En 1954, il y a l'arrivée de la première télévision. En 1977, le lac du Parc Agathois est créé. En 1978, il y a création des armoiries et de la devise de la paroisse. En 1979, l'école de Fatima cesse ses opérations en tant qu'école secondaire. En 1979, le premier Festival d'Automne de Sainte-Agathe-de-Lotbinière a lieu.

### Développement au21esiècle

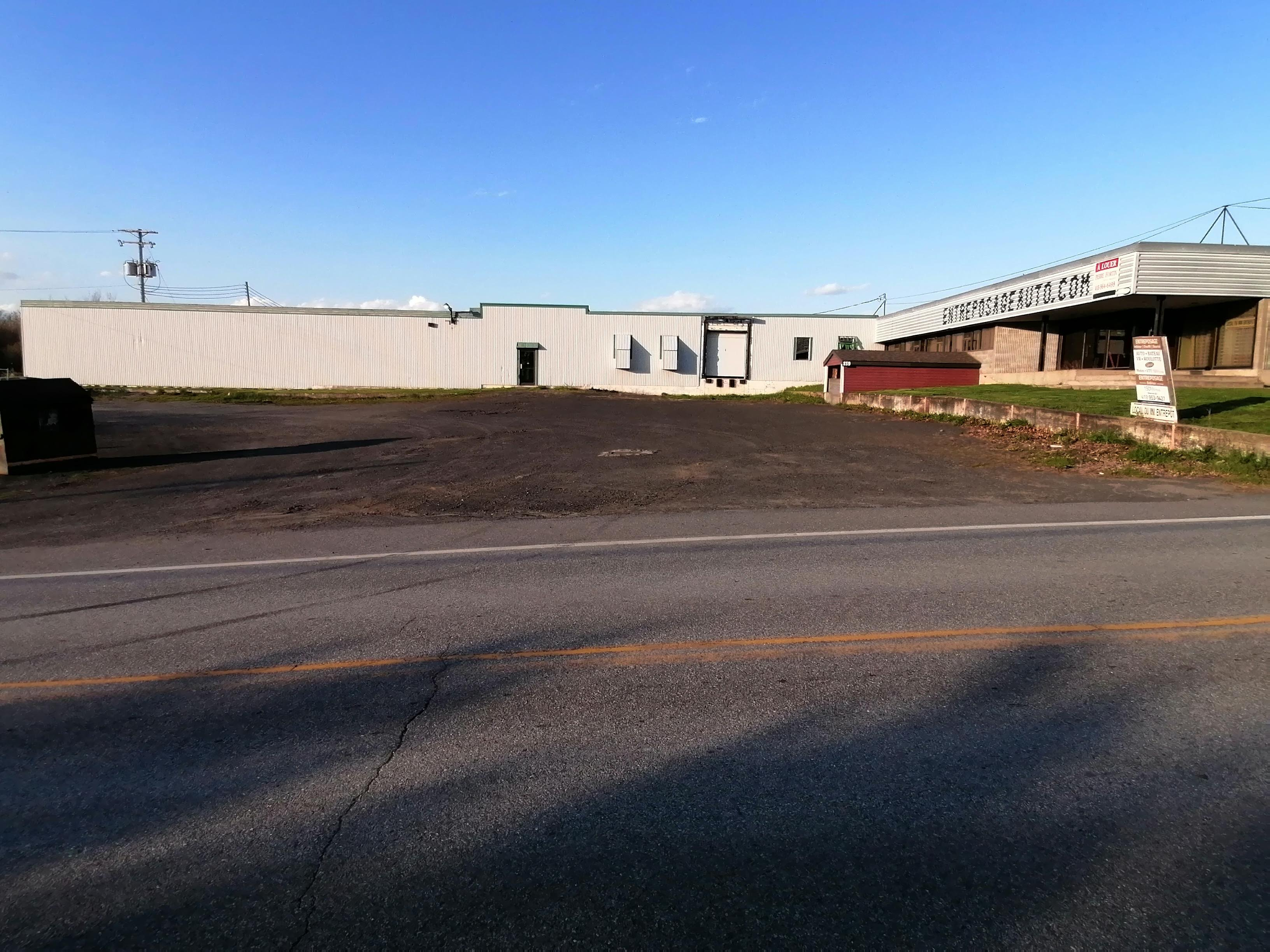
Ancienne Usine de Meubles Drouin à Sainte-Agathe-de-Lotbinière

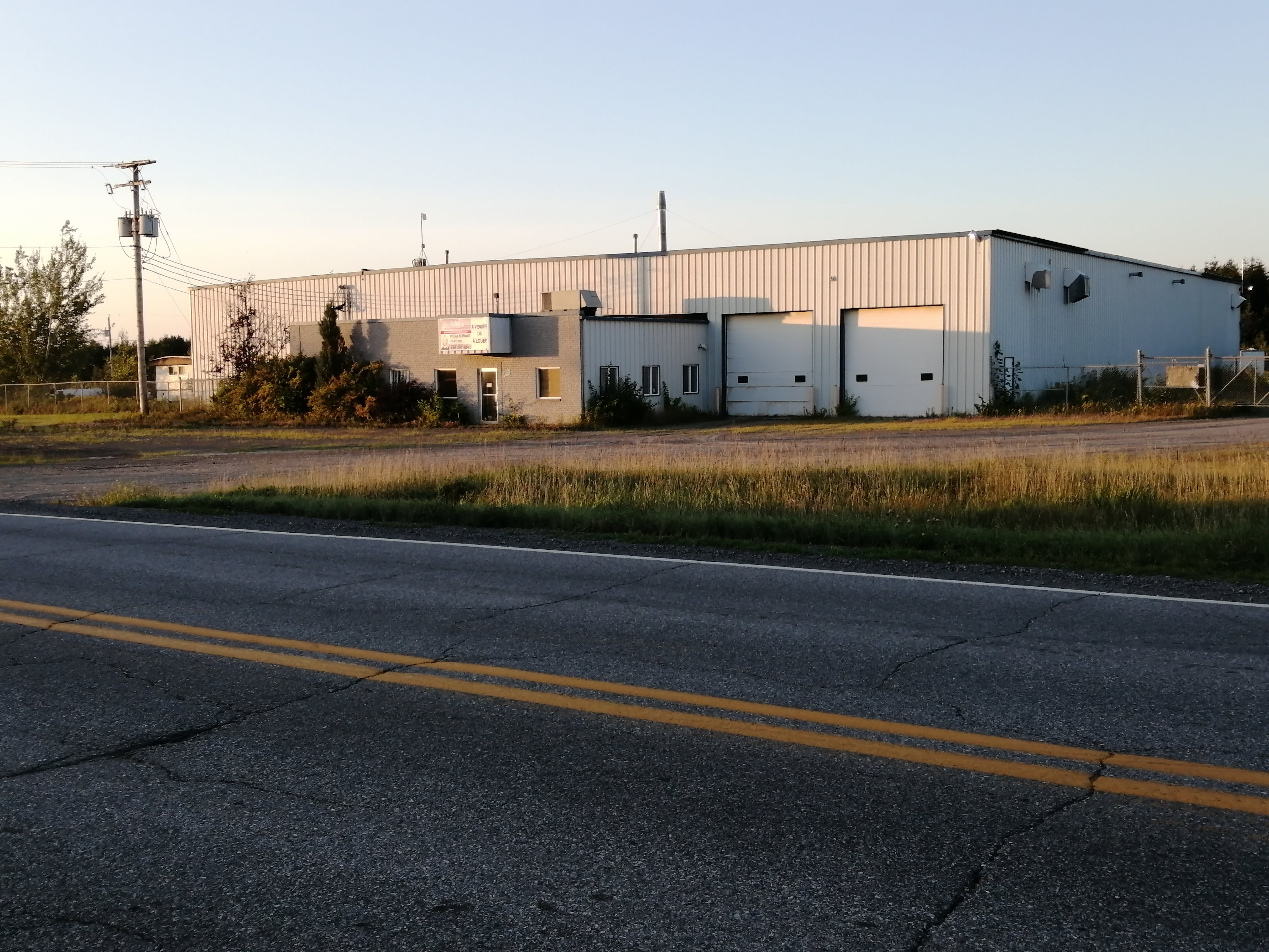
L'ancienne usine d'Alutrec

Ce siècle voit un déclin initial de population qui transformera le futur de cette municipalité. Ce déclin amène des fermetures et des changements significatifs aux industries et services de la municipalité. À travers cela, certains changements positifs sont faits. Il y a également du nouveau dans la suite de cette histoire de la municipalité de Sainte-Agathe-de-Lotbinière.
Durant ce siècle, la municipalité est surtout marquée par des changements à ses commerces et ses industries. En 2009, la dernière épicerie du village ferme ses portes. En Août 2015, un des restaurants de la municipalité, le restaurant Chez Ti-Bé change son nom pour "les Quatre-saisons". En Janvier 2016, Alutrec, un des principaux employeurs de la municipalité, déménage à Laurier-Station. Le 1er décembre 2017, le dépanneur qui était situé sur le chemin Gosford est acheté par la Coopérative BMR du village. Le 1er mars 2018, le restaurant les Quatre-Saisons, qui avait été renommé il n'y a pas si longtemps, est acheté par un nouveau restaurateur : La Fin d'la Faim. En 2019, l'Oasis, un autre des restaurants de la municipalité, est vendu à un nouveau propriétaire. En août 2019, un nouveau bâtiment est construit à l'emplacement de l'ancienne épicerie pour y accueillir la pharmacie et la clinique médicale du village. Le 10 septembre 2021, la Société Générale d'Électrotechnique Internationale inc. s'établit à l'endroit de l'ancienne usine d'Alutrec, sous la filiale Transmag Énergie.
D'autres changements ont également lieu durant ce siècle. En Avril 2015, la municipalité achète une terre agricole et en fait un nouveau développement résidentiel. En Février 2016, la municipalité aménage un nouveau développement industriel situé en arrière de la Coopérative BMR. En Mars 2017, la municipalité s'offre un nouveau hôtel de ville, en achetant une partie du terrain de la Caisse Desjardins de l'Érable. Le 6 septembre 2019, une enseigne numérique est installée au croisement des chemins principaux du village. En septembre 2021, la municipalité installe une porte sécurisée et des caméras au Chalet des sports.

### Personnalités remarquables

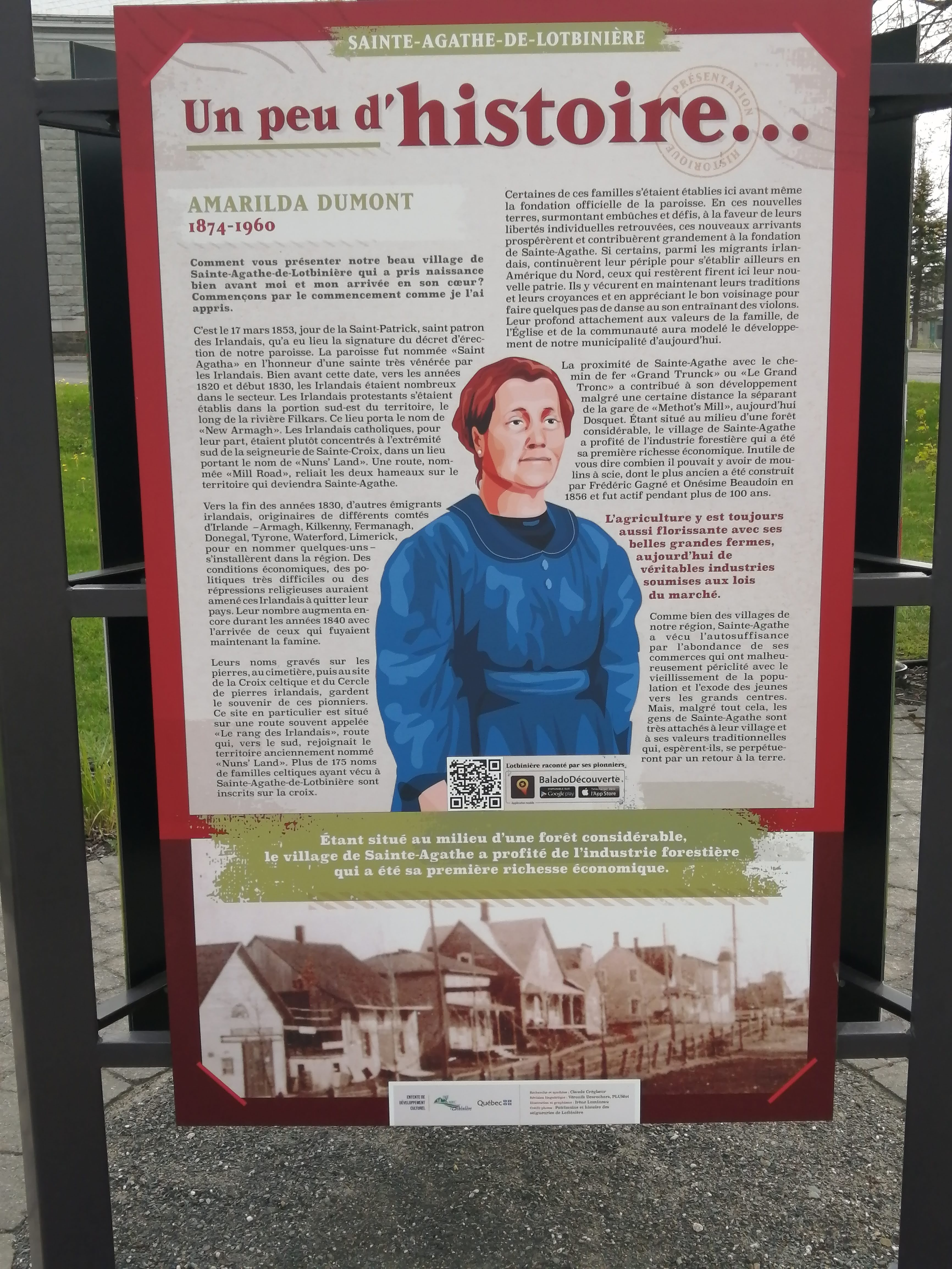
Panneau qui présente une partie de l'histoire de Sainte-Agathe-de-Lotbinière

Plusieurs familles et leur descendance ont marqué l'histoire de cette municipalité.
Voici une liste qui comprend à la fois des individus et des familles remarquables :
- Albert Gagné, un homme qui a aidé le développement de Sainte-Agathe. Il est responsable de la construction de plusieurs bâtiments dans la municipalité, incluant le HLM, le bâtiment anciennement dédié aux services médicaux et la salle municipale. Il a été maire du village pendant 10 ans[71],[72].

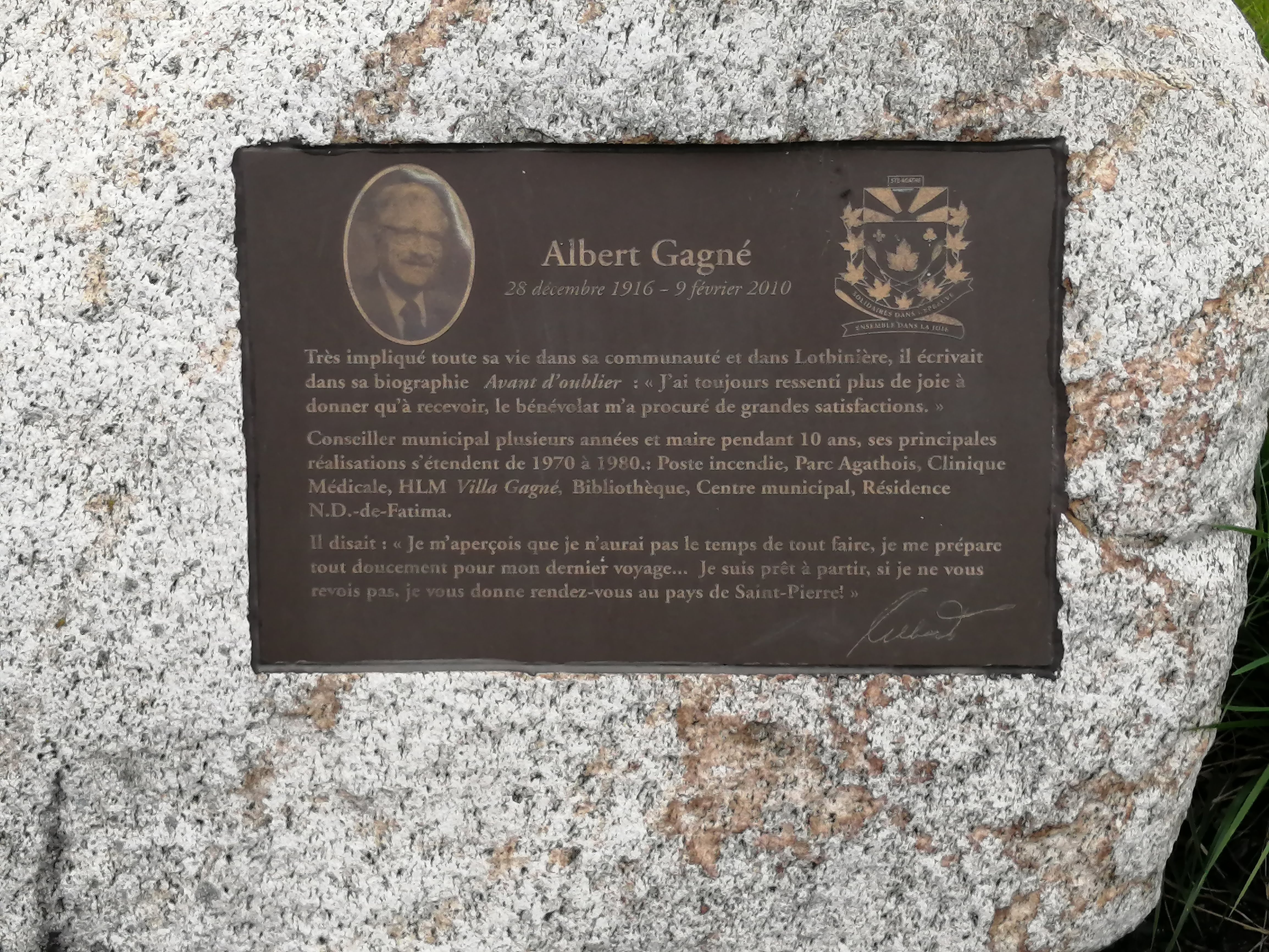
Une plaque en hommage à Albert Gagné
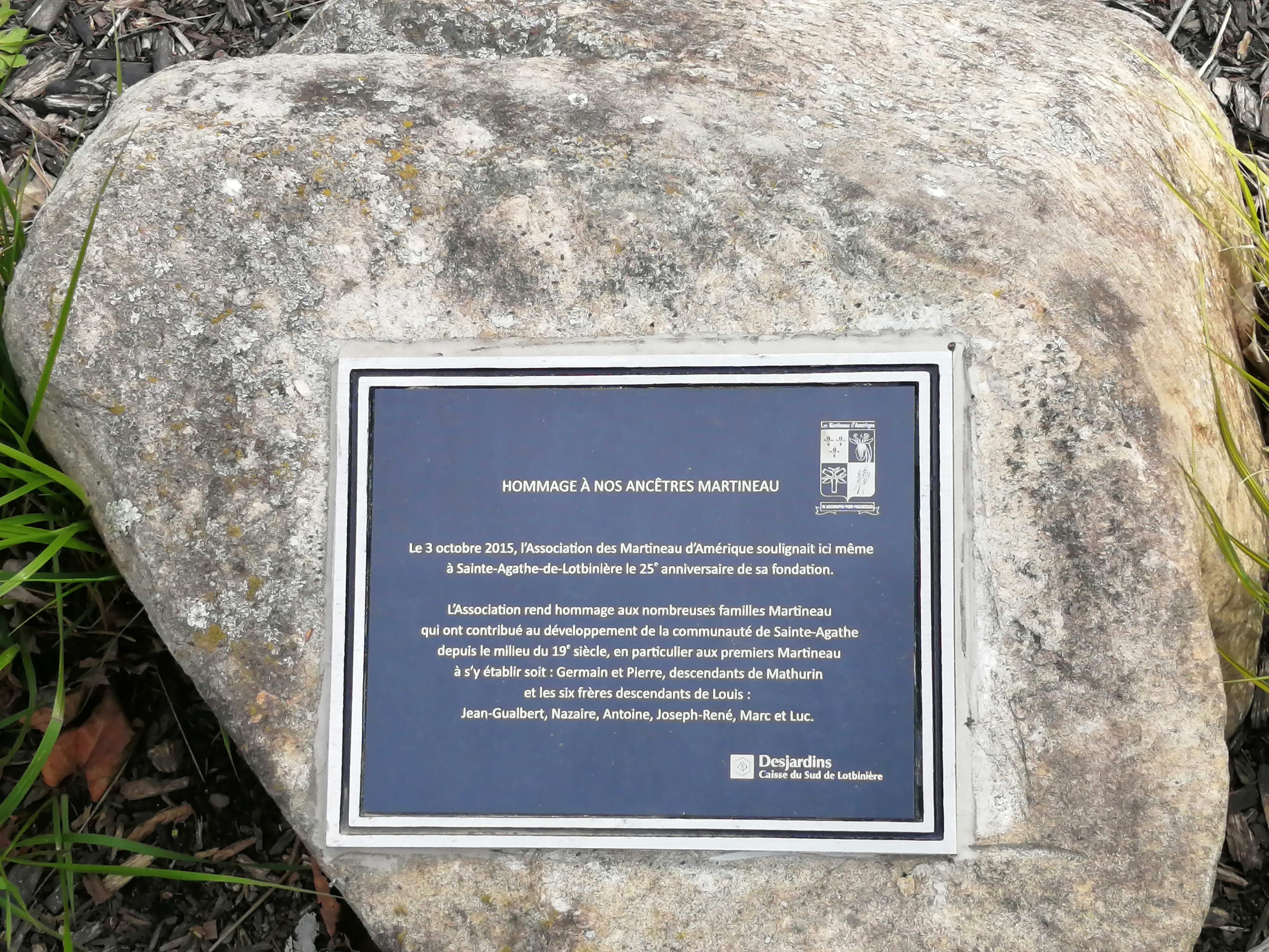
Une fiche indiquant les contributions de la famille Martineau à Sainte-Agathe-de-Lotbinière

## Armoiries

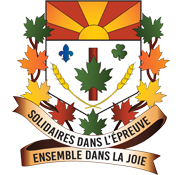
Armoiries de Sainte-Agathe-de-Lotbinière

Les armoiries représentent l'identité d'un regroupement de personnes. La municipalité de Sainte-Agathe-de-Lotbinière en possède également.
Les armoiries de cette municipalité ont été conçues et dessinées par Albert Gagné.
Elles ont été conçues à l'occasion du 125e anniversaire de la fondation de la paroisse.
En deux parties, elles représentent les deux seigneuries sur lesquelles Sainte-Agathe-de-Lotbinière est située : la Seigneurie de Sainte-Croix et la Seigneurie Beaurivage. Le soleil levant représente la joie de vivre des résidents. La couleur or des rayons du soleil représente la richesse de l’esprit paroissial et l’attachement à son milieu. La fleur de lys représente l’élément français de la paroisse. Le trèfle représente l’élément irlandais de la paroisse. La feuille d’érable représente la nationalité et les nombreuses érablières. La lettre « I » en forme de cheminée représente les industries. Les deux brins de blé représentent l’agriculture. La croix formée par les deux tiges de blé représente la foi que les ancêtres ont léguée. La guirlande de neuf feuilles d’érable montées sur trois tiges représente les neuf rangs. La couleur d’automne des feuilles rappelle les beaux paysages. Devise : Solidaires dans l’épreuve, ensemble dans la joie (3 juillet 1978).

## Démographie
La démographie de Sainte-Agathe-de-Lotbinière est l'effet de plusieurs changements au courant des années. Ici, il y a une séparation des démographies du Canton de Nelson, de la paroisse de Sainte-Agathe ainsi que du village de Sainte-Agathe, pour représenter les populations avant fusion. La population totale prend en compte les trois parties et la municipalité fusionnée.
Les caractéristiques démographiques rapportent les différentes statistiques qui caractérisent la population de cette municipalité.

### Canton de Nelson
Les populations présentées ici vont de 1861 à 1981, car ce canton a été érigé canoniquement en 1855 et a été fusionné à la municipalité de paroisse de Sainte-Agathe en 1985.
| 1861  | 1871  | 1881 | 1891 |
| ----- | ----- | ---- | ---- |
| 1 078 | 1 633 | 428  | 410  |

| 1901 | 1911 | 1921 | 1931 |
| ---- | ---- | ---- | ---- |
| 431  | 413  | 349  | 309  |

| 1941 | 1951 | 1956 | 1961 |
| ---- | ---- | ---- | ---- |
| 297  | 274  | 287  | 287  |

| 1966 | 1971 | 1976 | 1981 |
| ---- | ---- | ---- | ---- |
| 258  | 230  | 195  | 226  |

Les démographies de 1861 et 1871, environnant 1 000 personnes, peuvent être expliquées par le fait que la municipalité de Lyster faisait partie du canton de Nelson jusqu'en 1875, lors de l'érection canonique de la nouvelle paroisse. Par la suite, le canton passe d'environ 400 personnes en 1881 à environ 200 personnes en 1981, date du dernier recensement où le canton n'avait pas encore été fusionné.

### Paroisse de Sainte-Agathe
Ayant existé de son érection canonique en 1853 à la fusion avec la municipalité de village en 1999, la paroisse a des données affichées ci-dessous qui couvrent les années de 1861, premier recensement où la paroisse faisait partie des entités québécoises pouvant être dénombrées, à 1996, dernier recensement avant la fusion avec le village.
| 1861  | 1871  | 1881 | 1891 | 1901 |
| ----- | ----- | ---- | ---- | ---- |
| 1 509 | 1 052 | 981  | 930  | 894  |

| 1911 | 1921 | 1931 | 1941 | 1951 |
| ---- | ---- | ---- | ---- | ---- |
| 997  | 704  | 539  | 577  | 610  |

| 1956 | 1961 | 1966 | 1971 | 1976 |
| ---- | ---- | ---- | ---- | ---- |
| 559  | 538  | 537  | 494  | 425  |

| 1981 | 1986 | 1991 | 1996 | - |
| ---- | ---- | ---- | ---- | - |
| 462  | 590  | 555  | 561  | - |

Les populations de 1861 à 1911 sont plus nombreuses, environnant les 1 000 personnes, car la municipalité de village faisait partie de la municipalité de paroisse dans ces années. Il y a aussi un bond de population à partir de 1986 en raison de la fusion avec le canton de Nelson. Entre ces deux événements, la paroisse compte environ 600 personnes jusqu'en 1971, où elle commence à décroître en population pour atteindre son plus bas en 1976 avec 425 personnes.

### Village de Sainte-Agathe
Le village de Sainte-Agathe en tant que municipalité indépendante a existé de 1914 à 1999, c'est ainsi pourquoi les données vont de 1921 à 1996.
| 1921 | 1931 | 1941 | 1951 | 1956 | 1961 | 1966 |
| ---- | ---- | ---- | ---- | ---- | ---- | ---- |
| 250  | 258  | 310  | 457  | 559  | 600  | 657  |

| 1971 | 1976 | 1981 | 1986 | 1991 | 1996 | - |
| ---- | ---- | ---- | ---- | ---- | ---- | - |
| 646  | 727  | 709  | 689  | 694  | 675  | - |

La municipalité de village passe de 250 habitants en 1921 à 675 habitants en 1996 en atteignant son plus haut compte de population de 727 habitants en 1976.

### Population totale
Les données ci-dessous prennent en compte que de 1861 à 1996, la municipalité était séparée en plusieurs entités, en totalisant les comptes de chaque entité pour ces années. À partir de 2001, les données représentent celles de la municipalité complètement fusionnée en 1999.
| 1861  | 1871  | 1881  | 1891  | 1901  | 1911  |
| ----- | ----- | ----- | ----- | ----- | ----- |
| 2 587 | 2 684 | 1 409 | 1 315 | 1 325 | 1 409 |

| 1921  | 1931  | 1941  | 1951  | 1956  | 1961  |
| ----- | ----- | ----- | ----- | ----- | ----- |
| 1 303 | 1 106 | 1 185 | 1 341 | 1 405 | 1 425 |

| 1966  | 1971  | 1976  | 1981  | 1986  | 1991  |
| ----- | ----- | ----- | ----- | ----- | ----- |
| 1 452 | 1 370 | 1 347 | 1 397 | 1 275 | 1 249 |

| 1996  | 2001  | 2006  | 2011  | 2016  | 2021  |
| ----- | ----- | ----- | ----- | ----- | ----- |
| 1 236 | 1 238 | 1 202 | 1 145 | 1 168 | 1 049 |

À travers les années, excluant les premières années où Lyster faisait partie de la municipalité, la population varie entre 1 100 et 1 400 habitants. Depuis 1966, il y a une forte baisse de population dans cette municipalité. Plusieurs facteurs peuvent expliquer ce déclin de population. Notamment, la fermeture d'industries et de services réduit la quantité d'emplois disponibles dans la municipalité et peut influencer ce déclin. L'augmentation de population la plus remarquable depuis 1966 est celle entre 2011 et 2016, où la population est passée de 1 145 habitants à 1 168 habitants. De 2016 à 2021, la population de cette municipalité a baissé considérablement, perdant environ 10 % de sa population pour atteindre 1 049 habitants en 2021. Cette baisse de population peut être expliqué par une baisse de logements dans la municipalité de 536 logements à 515 logements selon le recensement du Canada de 2021, malgré la construction de nouveaux logements dans la municipalité de 2016 à 2021 et aucune destruction de logements annoncée dans cette même période. Selon la gazette officielle du Québec, la population de la municipalité en 2021 serait plutôt de 1 153 habitants.

### Caractéristiques démographiques
Selon les statistiques ci-dessous, une grande portion de la population est âgée de plus de 40 ans. Environ une centaine de personnes sont d'âge pour aller à l'école primaire, une autre centaine de personnes sont d'âge pour aller à l'école secondaire et le reste sont des personnes d'âge adulte. Puisque la municipalité compte environ 1 200 personnes, il y a une différence marquée entre la proportion d'adultes et la proportion de jeunes, qui indique qu'il y a beaucoup moins de jeunes que d'adultes.
| Âge             | Total | Sexe masculin | Sexe féminin |
| --------------- | ----- | ------------- | ------------ |
| 0 à 4 ans       | 50    | 25            | 25           |
| 5 à 9 ans       | 60    | 35            | 25           |
| 10 à 14 ans     | 60    | 30            | 25           |
| 15 à 19 ans     | 70    | 30            | 45           |
| 20 à 24 ans     | 70    | 45            | 25           |
| 25 à 29 ans     | 40    | 25            | 15           |
| 30 à 34 ans     | 45    | 25            | 20           |
| 35 à 39 ans     | 80    | 45            | 30           |
| 40 à 44 ans     | 70    | 35            | 40           |
| 45 à 49 ans     | 75    | 45            | 35           |
| 50 à 54 ans     | 110   | 60            | 55           |
| 55 à 59 ans     | 90    | 45            | 50           |
| 60 à 64 ans     | 80    | 45            | 40           |
| 65 à 69 ans     | 80    | 35            | 40           |
| 70 à 74 ans     | 65    | 40            | 30           |
| 75 à 79 ans     | 55    | 20            | 35           |
| 80 à 84 ans     | 35    | 20            | 15           |
| 85 à 89 ans     | 25    | 5             | 15           |
| 90 à 94 ans     | 5     | 5             | 5            |
| 95 à 99 ans     | 0     | 0             | 0            |
| 100 ans et plus | 0     | 0             | 0            |

| Âge            | Total | Sexe Masculin | Sexe Féminin |
| -------------- | ----- | ------------- | ------------ |
| 0 à 14 ans     | 14,2  | 13,9          | 14,3         |
| 15 à 64 ans    | 63,9  | 66,4          | 61,6         |
| 65 ans et plus | 22,3  | 19,7          | 25,0         |
| 85 ans et plus | 2,1   | 0,8           | 2,7          |

En 2016, l'âge moyen de la population est de 44,7 ans, alors que l'âge médian de la population est de 47,7 ans.

### Langue
Sur 1140 personnes, 880 connaissent seulement le français et 260 connaissent l'anglais et le français. Ceci fait que la population est en grande majorité francophone unilingue.

## Administration
La municipalité a été administrée par plusieurs maires au courant des années. Avant la fusion du village et de la paroisse, il y avait un maire pour chaque subdivision non-fusionnée. Après la fusion, il y a seulement un maire pour tout le territoire couvert par la municipalité. Il y a également eu quelques controverses au fil des années. Faisant partie de la MRC de Lotbinière, la municipalité fait partie des circonscriptions incluant cette MRC.
La municipalité tient des séances de conseil à chaque mois qui permettent aux conseillers d'aborder des sujets en lien avec la municipalité et prendre des décisions sur ceux-ci. Une période de question se tient à chaque fin de séance afin de permettre au public de poser des questions sur divers sujets en lien avec la municipalité.

### Avant la fusion du village et de la paroisse
Avant la fusion, plusieurs maires se sont partagé la mairie des différentes divisions.
Références,,
| Sainte-Agathe Maires de la paroisse avant la fusion |                      |
| Mandat                                              | Maire                |
| 1854-1858                                           | Lazare Boulanger     |
| 1858-1862                                           | James Campbell       |
| 1862-1864                                           | Jean Enouf           |
| 1864-1866                                           | Francis Maguire      |
| 1866-1868                                           | Louis Carrier        |
| 1868                                                | Peter Power          |
| 1869-1872                                           | Charles Mercier      |
| 1872-1874                                           | Matthiew Smith       |
| 1874-1879                                           | Thomas Guay          |
| 1879                                                | Francis Maguire      |
| 1879-1880                                           | Thomas Guay          |
| 1880-1882                                           | Augustin Laflamme    |
| 1882-1894                                           | Honoré Paquet        |
| 1894-1896                                           | Octave Boulanger     |
| 1896-1898                                           | Laurent Morin        |
| 1898-1903                                           | Honoré Paquet        |
| 1903-1906                                           | Hilaire Bernard      |
| 1906-1909                                           | Pierre Proulx        |
| 1909-1912                                           | Omer Gravel          |
| 1912-1914                                           | Onésime Boutin       |
| 1914-1915                                           | Hermégénide Therrien |
| 1915                                                | Arthur Dubois        |
| 1915-1917                                           | Zoël Hamel           |
| 1917-1921                                           | Ferdinand Gingras    |
| 1921-1923                                           | Octave Gagné         |
| 1923                                                | Louis Martineau      |
| 1923-1925                                           | Patrick Small        |
| 1925-1945                                           | Georges Rouillard    |
| 1945-1947                                           | Amédée Gingras       |
| 1947-1951                                           | Philémon Boutin      |
| 1951-1953                                           | Joseph Laflamme      |
| 1953-1957                                           | Henri Lambert        |
| 1957-1959                                           | Napoléon Mercier     |
| 1959-1961                                           | Alcide Bédard        |
| 1961-1965                                           | Henri Gagné          |
| 1965-1967                                           | Alphonse Rouillard   |
| 1967-1971                                           | Laurent Boutin       |
| 1971-1977                                           | Gervais Lambert      |
| 1977-1992                                           | Réal Poirier         |
| 1992-1995                                           | André Vachon         |
| 1996-1999                                           | Jacques Marcoux      |

| Sainte-Agathe Maires du village avant la fusion |                    |
| Mandat                                          | Maire              |
| 1914-1925                                       | Frédéric Boulanger |
| 1926-1932                                       | Philias Drouin     |
| 1933-1935                                       | Patrick Small      |
| 1935-1937                                       | Wilfrid Poirier    |
| 1937-1943                                       | Léon Hamel         |
| 1943-1947                                       | Alonzo Drouin      |
| 1947-1949                                       | Aristide Drouin    |
| 1949-1951                                       | Thimoty D. Small   |
| 1951-1959                                       | Hermas Drouin      |
| 1959-1963                                       | Alphonse Drouin    |
| 1963-1964                                       | Albert McKinnon    |
| 1964-1967                                       | Albert Rouillard   |
| 1967-1969                                       | Robert Roy         |
| 1969-1979                                       | Albert Gagné       |
| 1979-1983                                       | Réal Laflamme      |
| 1983-1987                                       | Philippe Turcotte  |
| 1987-1989                                       | Robert Martineau   |
| 1989-1996                                       | Philippe Turcotte  |
| 1997-2005                                       | Lise Thivierge     |

| Nelson Maires du canton avant la fusion |                      |
| Mandat                                  | Maire                |
| 1872-1876                               | Thomas Fillion       |
| 1876-1880                               | Marcel Guay          |
| 1880-1882                               | John Cox             |
| 1882-1884                               | Thomas Fillion       |
| 1884-1886                               | Joseph Gingras       |
| 1886-1887                               | Vilbon Guillemette   |
| 1887-1888                               | Octave Boissonneault |
| 1888-1889                               | Octave Chapeleau     |
| 1889-1895                               | Octave Boissonneault |
| 1895-1901                               | Israël Lambert       |
| 1901-1903                               | Joseph Jacques       |
| 1903-1906                               | Octave Boissonneault |
| 1906-1909                               | Amédée Martineau     |
| 1909-1913                               | Joseph Gingras       |
| 1913-1915                               | Léon Martineau       |
| 1915-1916                               | Pierre Martineau     |
| 1916-1921                               | Joseph Gingras       |
| 1921-1923                               | Baptiste Brochu      |
| 1923-1927                               | Léandre Brochu       |
| 1927-1929                               | Gédéon Gingras       |
| 1929-1933                               | Alfred Turcotte      |
| 1933-1935                               | Wilfrid Isabel       |
| 1935-1939                               | Léandre Brochu       |
| 1939-1941                               | Arthur Martineau     |
| 1941-1953                               | Alphonse Martineau   |
| 1953-1955                               | Philémon Bolduc      |
| 1955-1959                               | Philias Mercier      |
| 1959-1967                               | Octave Gosselin      |
| 1967-1981                               | Léon Chartrand       |
| 1981-1985                               | Gaston Martineau     |

### Après la fusion du village et de la paroisse
Les élections municipales se font en bloc pour le maire et les six conseillers.
| Sainte-Agathe-de-Lotbinière Maires depuis 2002                                                                       |                  |         |          |
| Élection | Maire            | Qualité | Résultat |
| 2002 | Lise Thivierge   |         | Voir     |
| 2005 | Michel Champagne |         | Voir     |
| 2009 | Michel Champagne | Voir    |          |
| 2013 | Gilbert Breton   |         | Voir     |
| 2017 | Gilbert Breton   | Voir    |          |
| 2021 | Gilbert Breton   | Voir    |          |
| Élection partielle en italique Depuis 2005, les élections sont simultanées dans toutes les municipalités québécoises |                  |         |          |

| Rôle                                 | Nom               |
| ------------------------------------ | ----------------- |
| Maire de Sainte-Agathe-de-Lotbinière | Gilbert Breton    |
| Conseiller municipal #1              | Allan McCaffrey   |
| Conseiller municipal #2              | Daniel Desrochers |
| Conseiller municipal #3              | Émmanuel Séguin   |
| Conseiller municipal #4              | Marylin Shallow   |
| Conseiller municipal #5              | Suzanne Cyr       |
| Conseiller municipal #6              | Guylaine Napert   |

### Controverses
Lise Thivierge, la mairesse de 1997 à 2005, a plaidé coupable à une accusation de fraude de moins de 5000$ à l'endroit de la Fabrique de la paroisse de Sainte-Agathe.

### Circonscriptions électorales provinciales et fédérales
Sainte-Agathe-de-Lotbinière fait partie de la circonscription électorale fédérale de Mégantic—L'Érable—Lotbinière et fait partie de la circonscription électorale provinciale de Lotbinière-Frontenac.

### District judiciaire
La municipalité fait partie du district judiciaire de Frontenac, dans le Barreau d'Arthabaska.

## Infrastructures
La municipalité contient quelques infrastructures civiles et sportives. Étant une municipalité peu densément peuplée, il y a peu d'infrastructures urbaines qui desservent la municipalité.

### Infrastructures civiles
La municipalité contient diverses infrastructures civiles qui permettent de satisfaire des besoins de la population locale. Ce sont surtout des infrastructures qui sont possibles à maintenir dans des endroits à faible densité.
Voici une liste non-exhaustive des infrastructures civiles dans cette municipalité :
- Une salle municipale : un endroit fait pour divers événements civiles. Elle est située sur la rue Saint-Pierre.
- Une bibliothèque municipale : La Bibliothèque Rayons d'Art. Elle est située au rez-de-chaussée de la résidence privée pour aînés Notre-Dame-de-Fatima[89].
- Un bureau de poste Postes Canada. Il est situé sur la rue Saint-Pierre.
- Un hôtel de ville. Il est situé sur la rue Saint-Pierre, dans le même établissement que la caisse Desjardins[14].

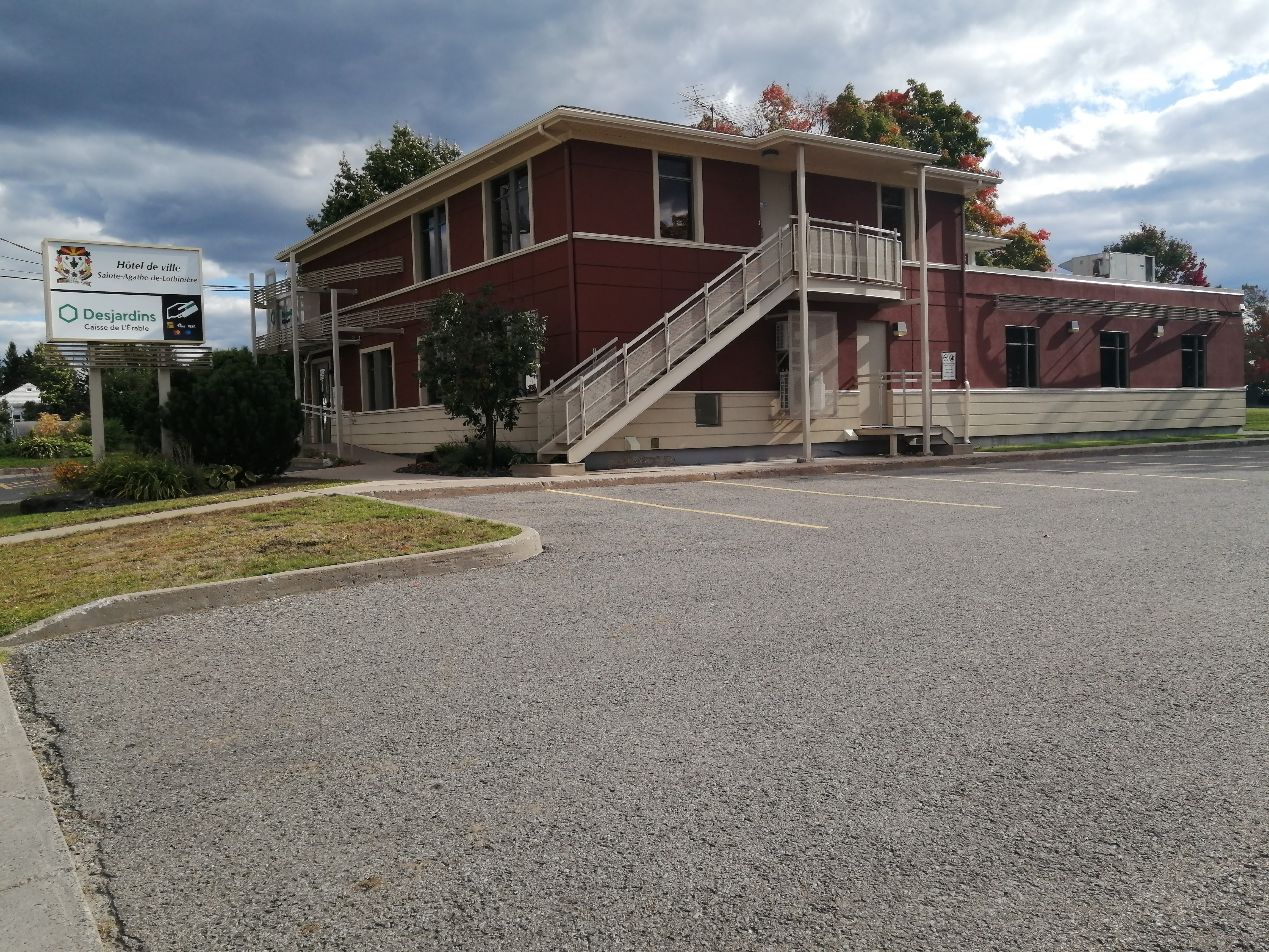
L'hôtel de ville
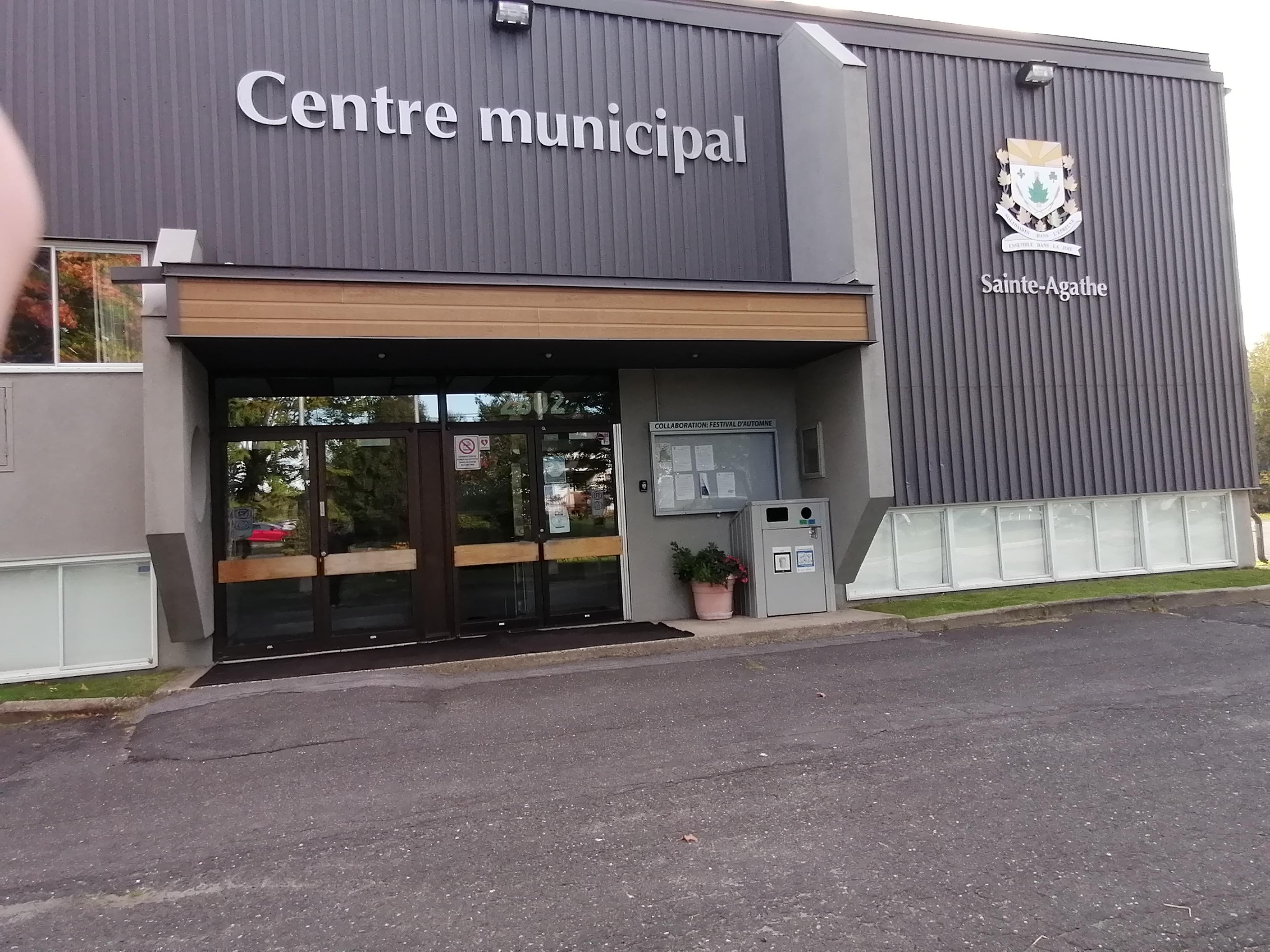
Le centre municipal
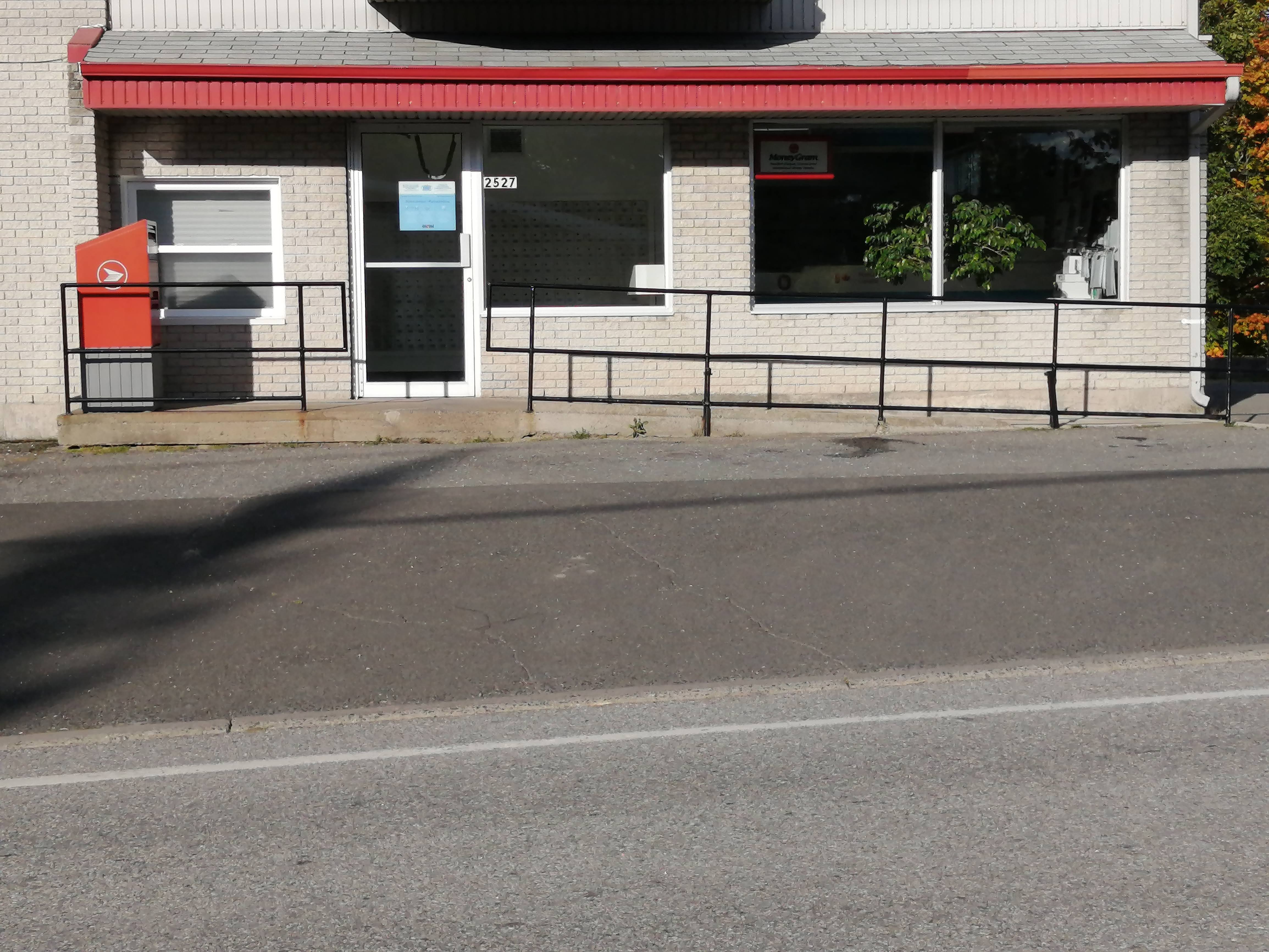
Le bureau de poste
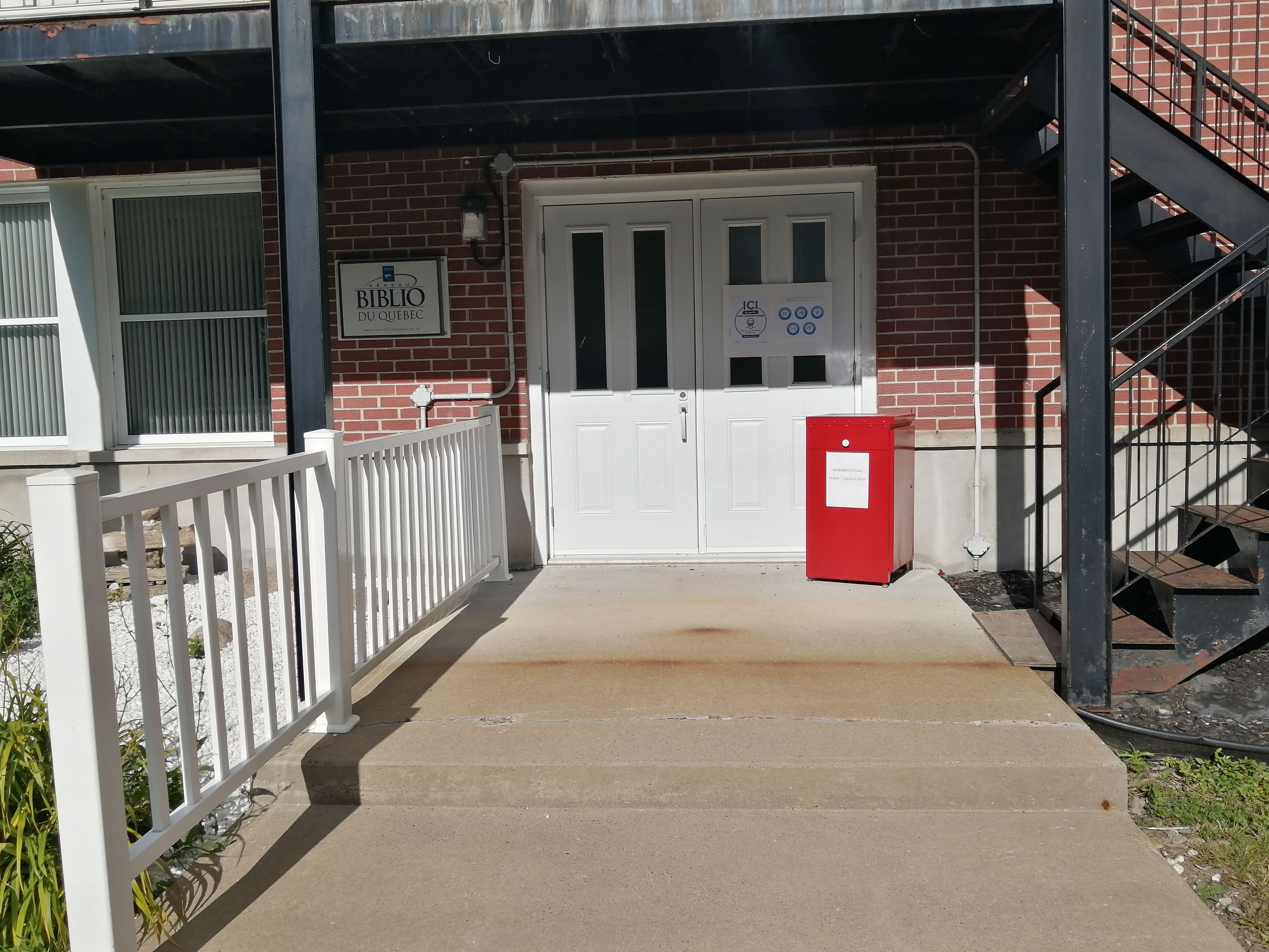
La bibliothèque

### Infrastructures sportives
La municipalité contient diverses infrastructures sportives soit disponibles l'été, l'hiver ou en toute saison. Ce sont surtout des infrastructures qui ont des équivalents dans toute autre municipalité.
Voici une liste non-exhaustive des infrastructures sportives dans cette municipalité :
Toute saison
- Un parc avec quelques sentiers et un lac - localement appelé le Parc Agathois[90]. Il est situé sur le côté est de la rue Saint-Pierre.
- Un chalet des sports : un endroit propice à divers événements sportifs. Il est situé sur le terrain du Parc Agathois, près de la caserne des pompiers.
- Une surface multifonctionnelle. Elle est située sur le terrain du Parc Agathois, près du terrain de baseball.

Été
- Un parc pour enfants. Il est situé sur le terrain de l'école primaire.
- Un terrain de soccer. Il est situé sur la rue Saint-Pierre, tout près du stationnement de la salle municipale.
- Un terrain de baseball. Il est situé sur le terrain du Parc Agathois, près de la caserne des pompiers et du chalet des sports.

Hiver
- Une patinoire extérieure. Elle remplace une partie du terrain de baseball durant la saison hivernale[14].

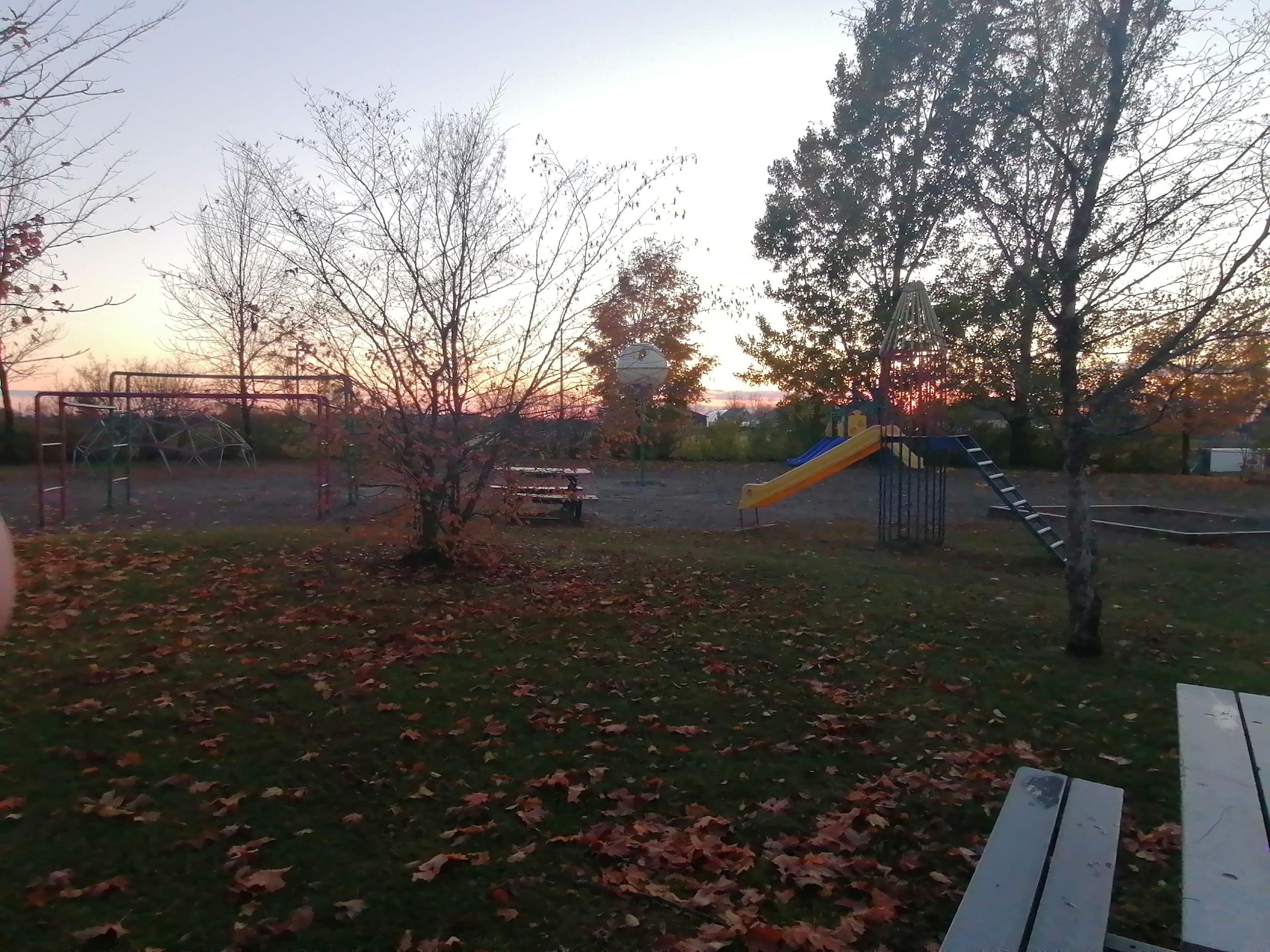
Le parc pour enfants
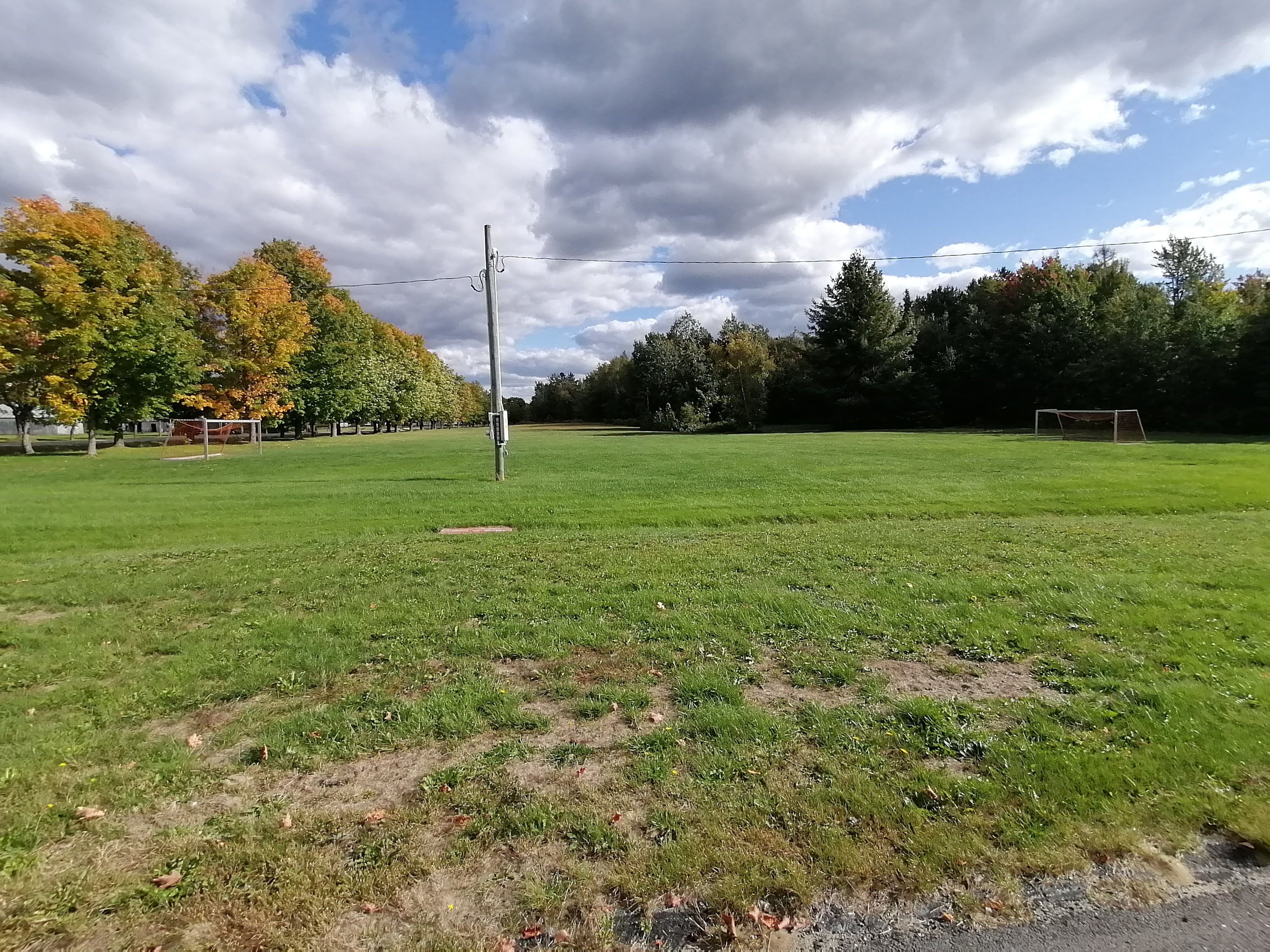
Le terrain de soccer
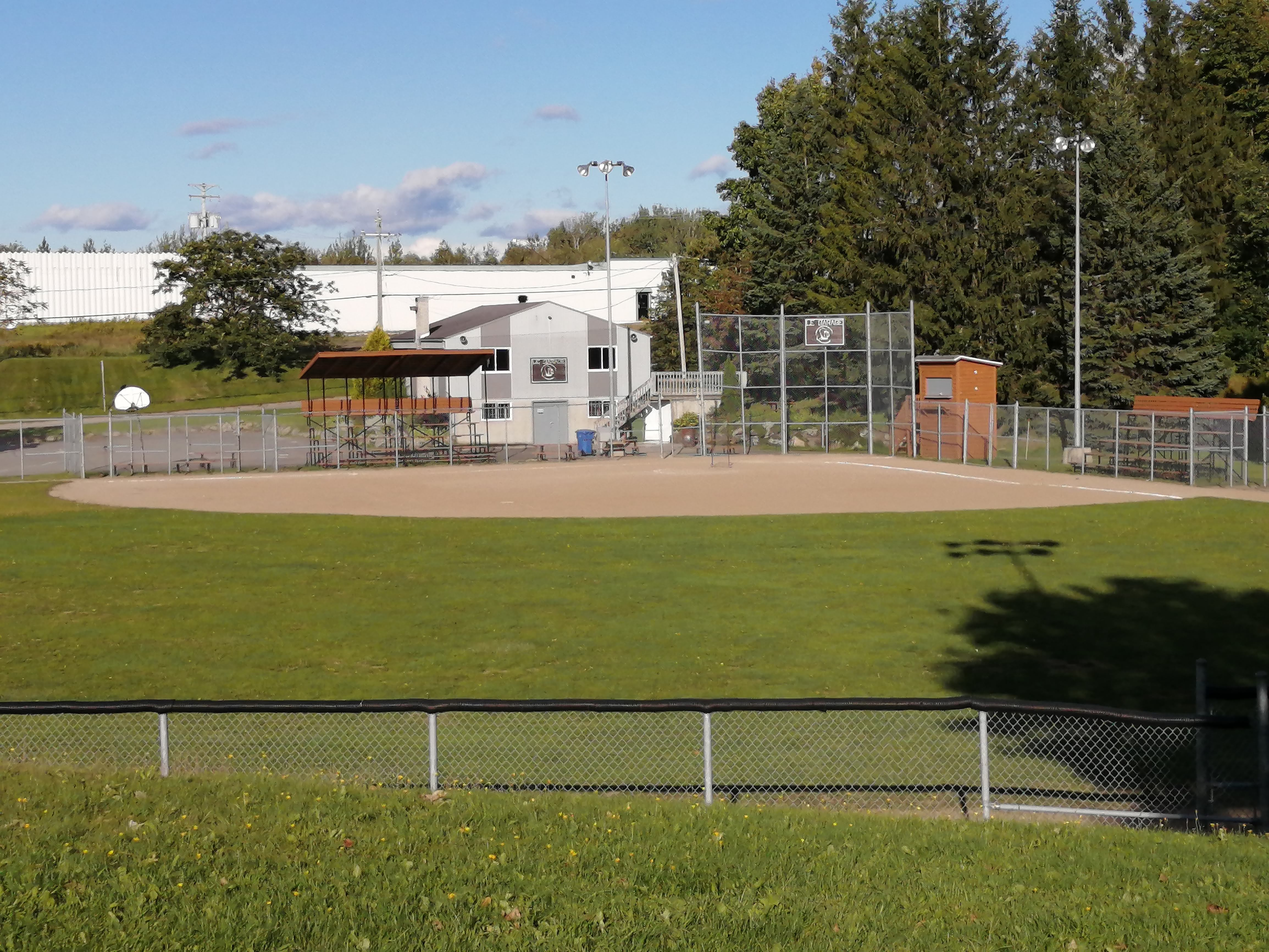
Le terrain de baseball et chalet des sports
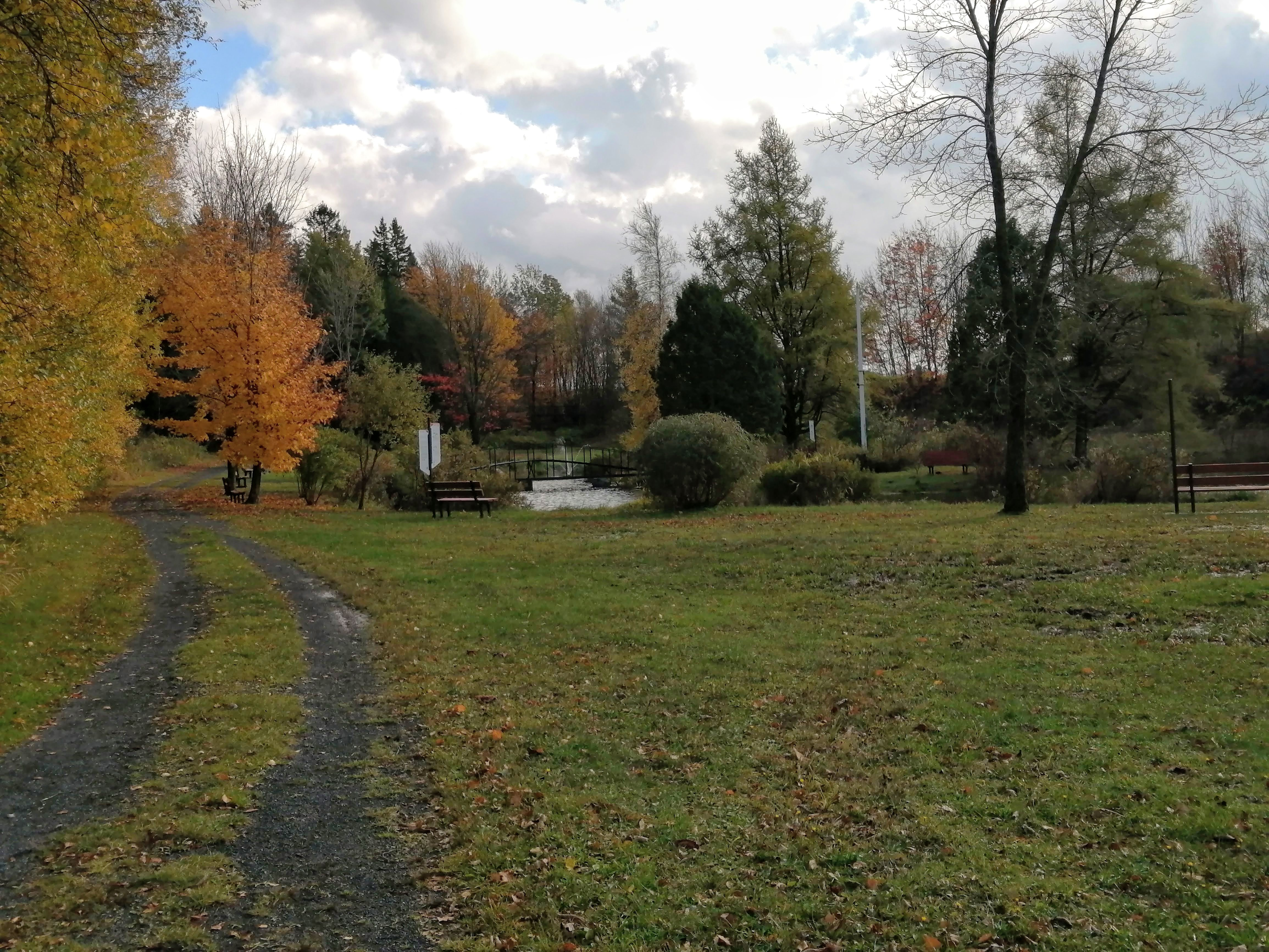
Le parc Agathois
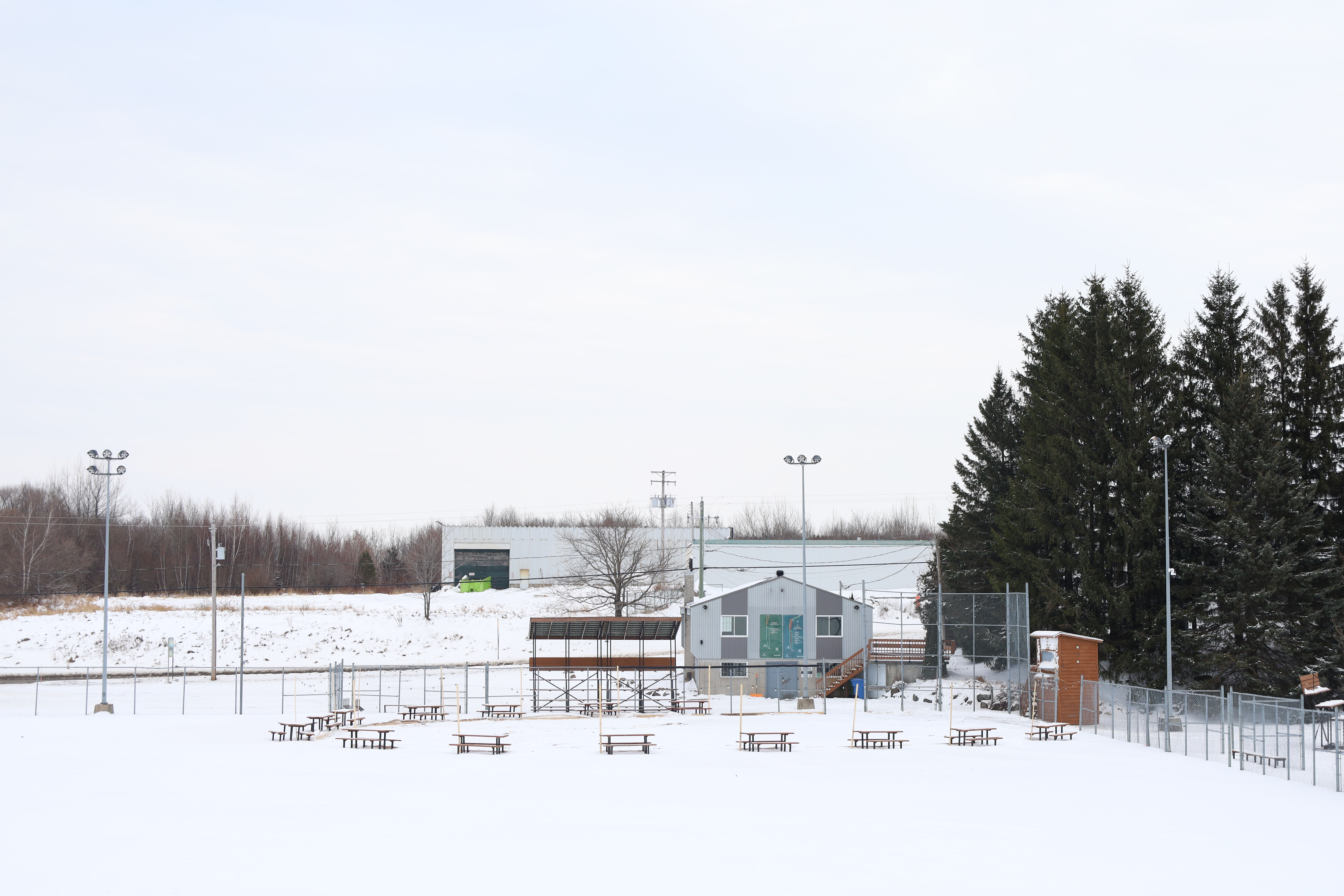
La patinoire extérieure et chalet des sports

### Autres infrastructures
La municipalité possède plusieurs autres types d'infrastructures. Elle contient :
- Une caserne de pompiers, qui est située sur la rue Saint-Pierre et qui est encore en opération[91].
- Une enseigne numérique, qui est située au centre du village, au croisement des rues principales.

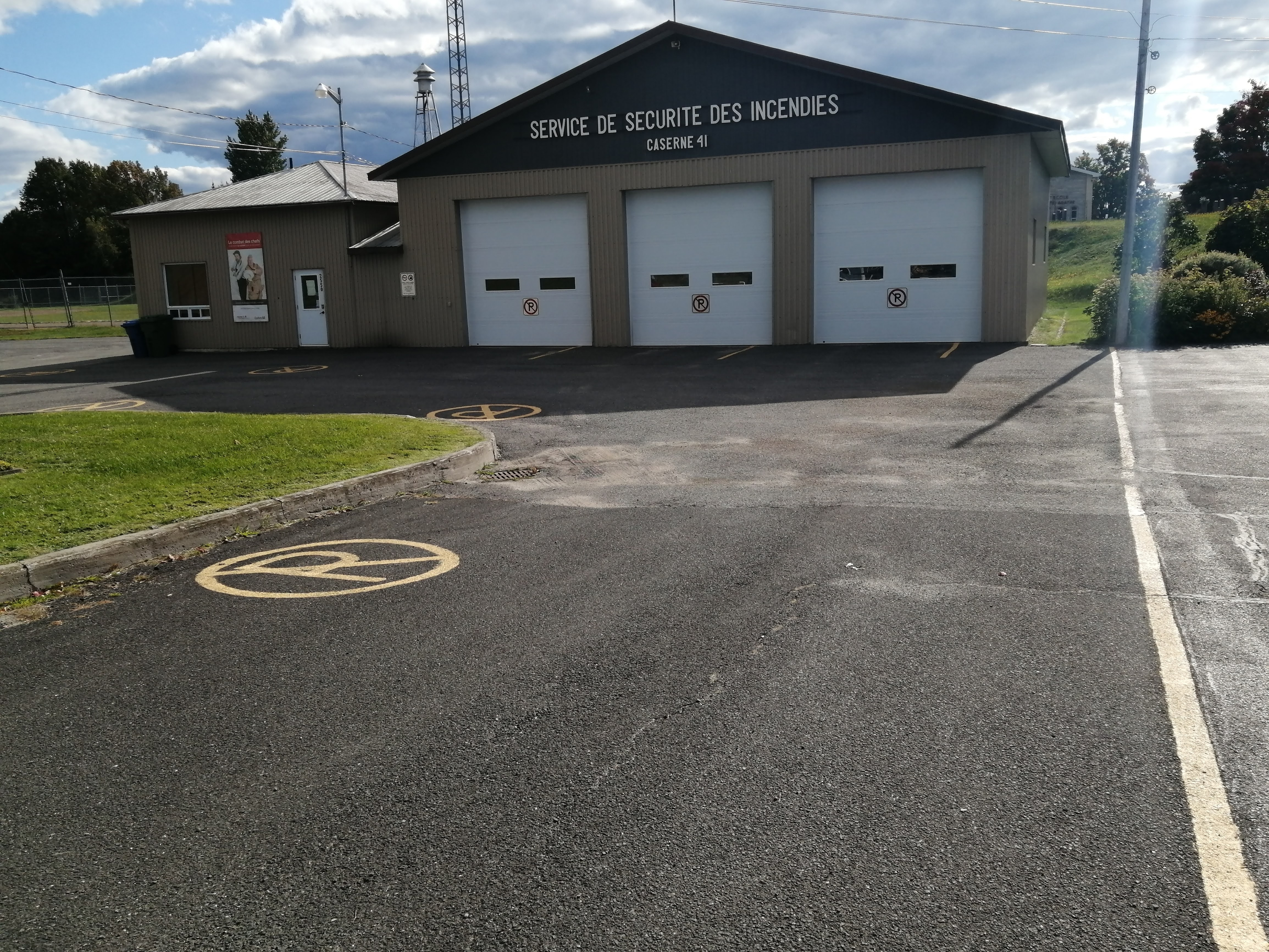
La caserne de pompiers
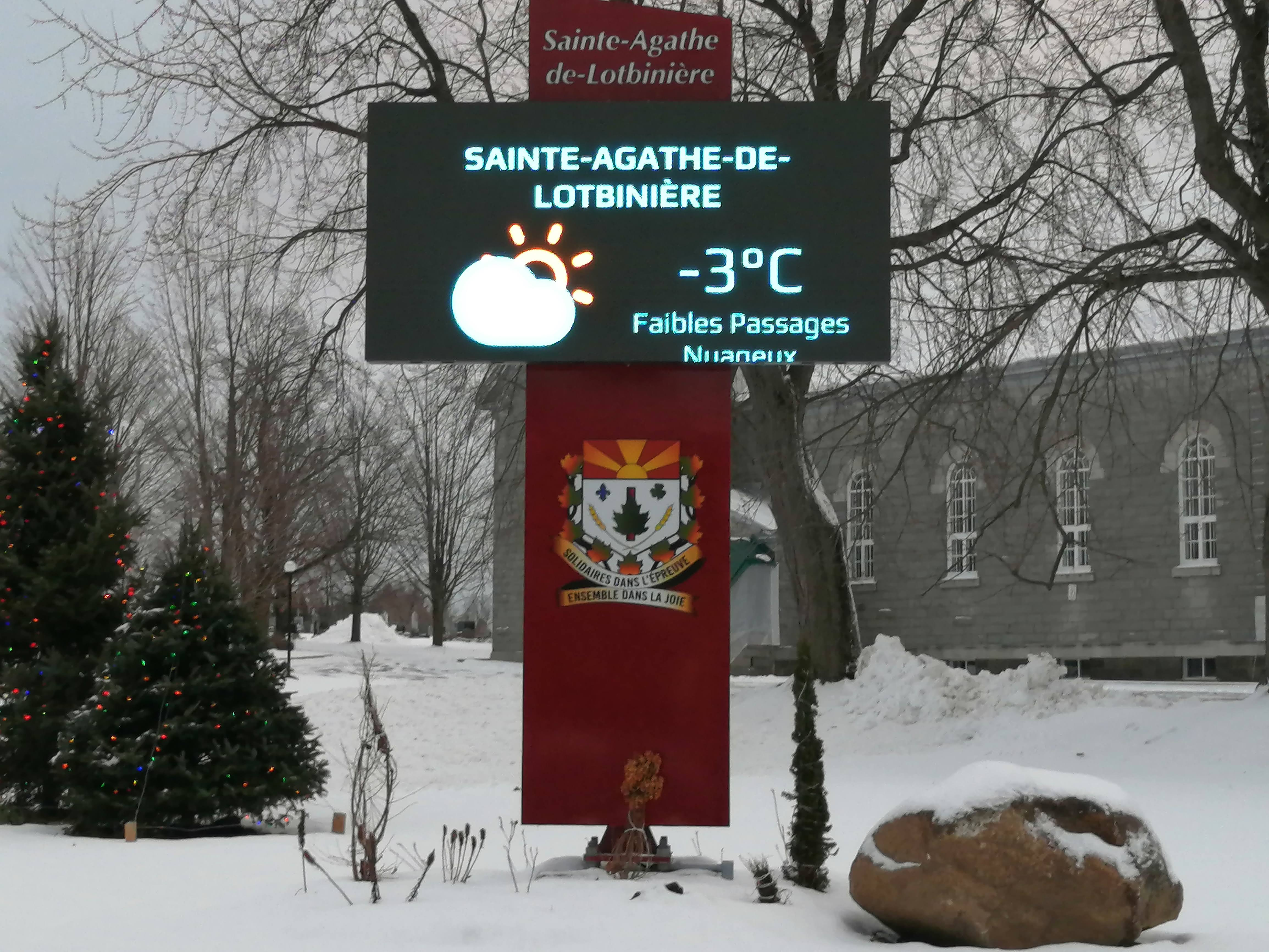
L'enseigne numérique

## Architecture et urbanisme

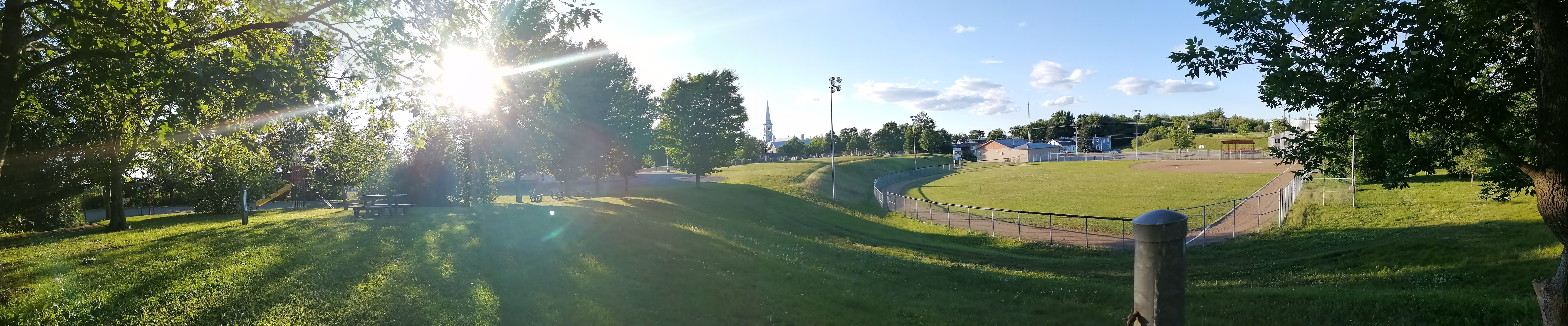
Panoramique de Sainte-Agathe-de-Lotbinière

L'architecture et l'urbanisme de la municipalité ressemblent à ceux d'autres municipalités du Québec.

### Architecture et immobilier
L'architecture présente dans la municipalité reflète le type et les années de construction de son immobilier.
L'immobilier de la municipalité est en majorité unifamilial ou individuel, représentant environ 89 % du total de l'immobilier présent en 2016.
Il existe des maisons jumelées (2 % du total de 2016) et des immeubles à moins de 5 étages (8 % du total de 2016).
49 % des habitations ont été construites avant 1960. 40 % des habitations ont été construites de 1961 à 1990.
Au total, il y a 486 logements privés qui sont occupés en 2016 sur un total de 536 logements. C'est une augmentation de 5 % par rapport à 2011.
Selon le recensement du Canada de 2021, il y a 473 logements privés qui sont occupés en 2021 sur un total de 515 logements. Ce qui est à la fois une baisse en logement occupés et en logements au total par rapport à 2016.

### Urbanisme
La municipalité fait partie d'un milieu rural, par sa faible densité. Elle a son propre plan d'urbanisme et s'allie avec d'autres municipalités dans les environs pour aider à son urbanisme.
La municipalité est divisée en divers zones d'urbanisme. Le village est en grande partie divisé en zones résidentielles et multifonctionnelles alors que la paroisse est surtout divisée en zones propres à l'agriculture et l'exploitation de ressources. Il existe également des zones industrielles dans le village.
La municipalité continue à se développer en suivant une politique établie avec la MRC de Lotbinière, qui s'appelle la politique MADA-Famille, afin de combler les besoins des citoyens de la municipalité.

## Économie
La municipalité a une situation économique stable et possède quelques services essentiels. La municipalité fait l'objet de quelques exploits économiques également.
Au début, puisque le village était dans un endroit recouvert de forêts, l'industrie forestière a prospéré dans cette municipalité. Par la suite, il y a eu un nombre grandissant de fermes qui se sont établies dans la municipalité. Pendant un certain temps, Sainte-Agathe-de-Lotbinière a vécu l'autosuffisance par l'abondance de ses commerces. Cependant, le nombre de commerces a diminué considérablement avec le vieillissement de la population et l'exode des jeunes vers les grands centres urbains.

### Situation économique

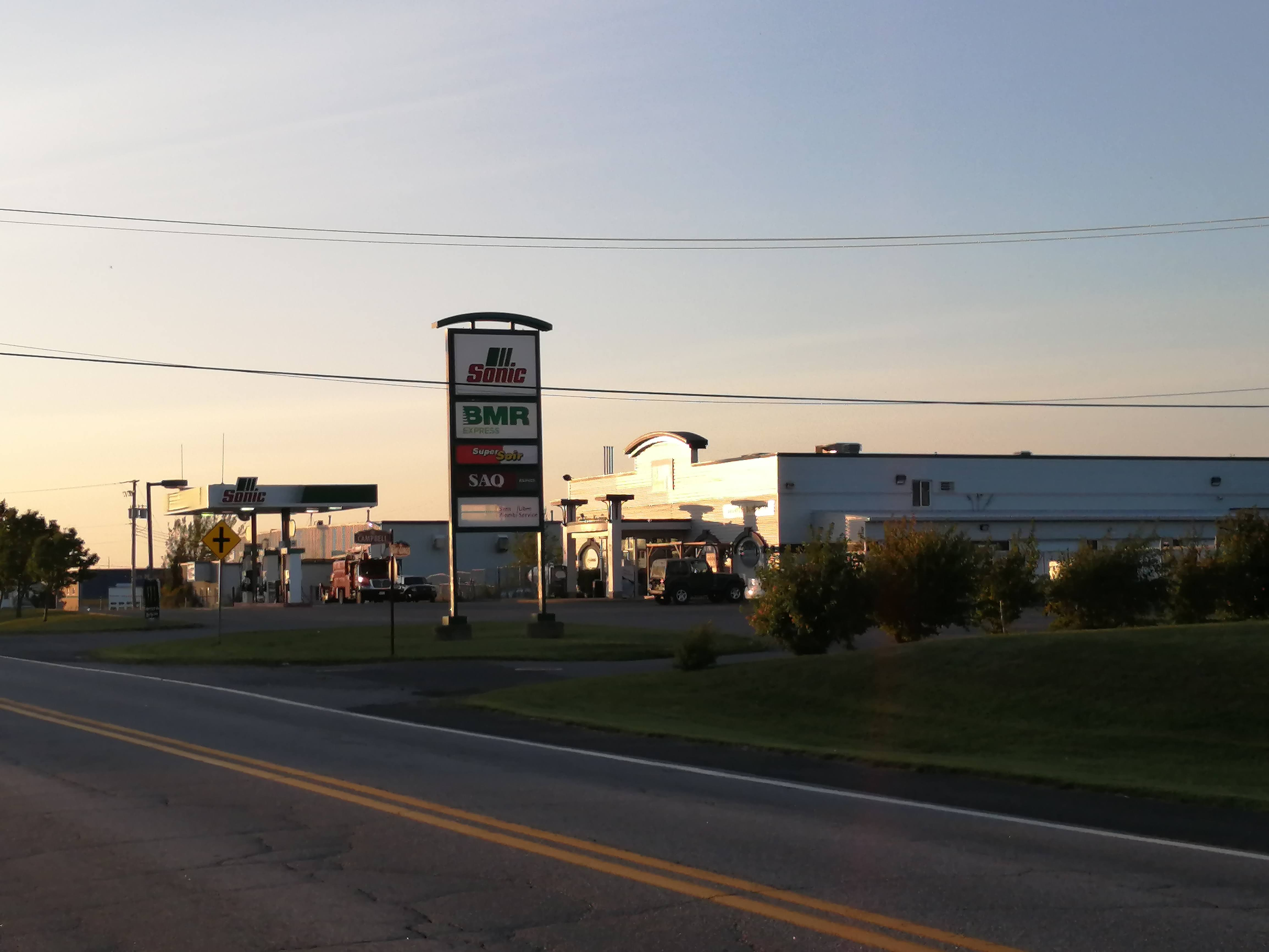
Coopérative BMR / Poste à gaz

Malgré une déclinaison de population, la situation économique de cette municipalité est surtout stable.
Le taux d'activité de la municipalité est de 70,6% alors que le taux d'emploi de la municipalité est de 68,0% et le taux de chômage de la municipalité est de 4,4%.
L'économie de Sainte-Agathe-de-Lotbinière est surtout liée à l'agriculture ou à diverses activités qui sont liées à l'agriculture soit directement ou indirectement. La municipalité comprend aussi plusieurs fermes familiales ou gérées par une seule famille.
| Industrie                                                                                                  | Total | Sexe masculin | Sexe féminin |
| Agriculture, foresterie, pêche et chasse                                                                   | 100   | 80            | 20           |
| Extraction minière, exploitation en carrière, et extraction de pétrole et de gaz                           | 0     | 10            | 0            |
| Services publics                                                                                           | 0     | 0             | 0            |
| Construction                                                                                               | 50    | 50            | 0            |
| Fabrication                                                                                                | 105   | 75            | 35           |
| Commerce de gros                                                                                           | 25    | 20            | 0            |
| Commerce de détail                                                                                         | 60    | 20            | 40           |
| Transport et entreposage                                                                                   | 45    | 35            | 10           |
| Industrie de l'information et industrie culturelle                                                         | 0     | 0             | 0            |
| Finance et assurances                                                                                      | 0     | 0             | 0            |
| Services immobiliers et services de location et de location à bail                                         | 10    | 0             | 0            |
| Services professionnels, scientifiques et techniques                                                       | 10    | 10            | 0            |
| Gestion de sociétés et d'entreprises                                                                       | 0     | 0             | 0            |
| Services administratifs, services de soutien, services de gestion des déchets et services d'assainissement | 15    | 0             | 0            |
| Services d'enseignement                                                                                    | 15    | 15            | 10           |
| Soins de santé et assistance sociale                                                                       | 105   | 0             | 90           |
| Arts, spectacles et loisirs                                                                                | 10    | 0             | 0            |
| Services d'hébergement et de restauration                                                                  | 35    | 0             | 25           |
| Autres services (sauf les administrations publiques)                                                       | 60    | 45            | 15           |
| Administrations publiques                                                                                  | 50    | 25            | 30           |
| Total | 685   | 395           | 290          |

### Services offerts

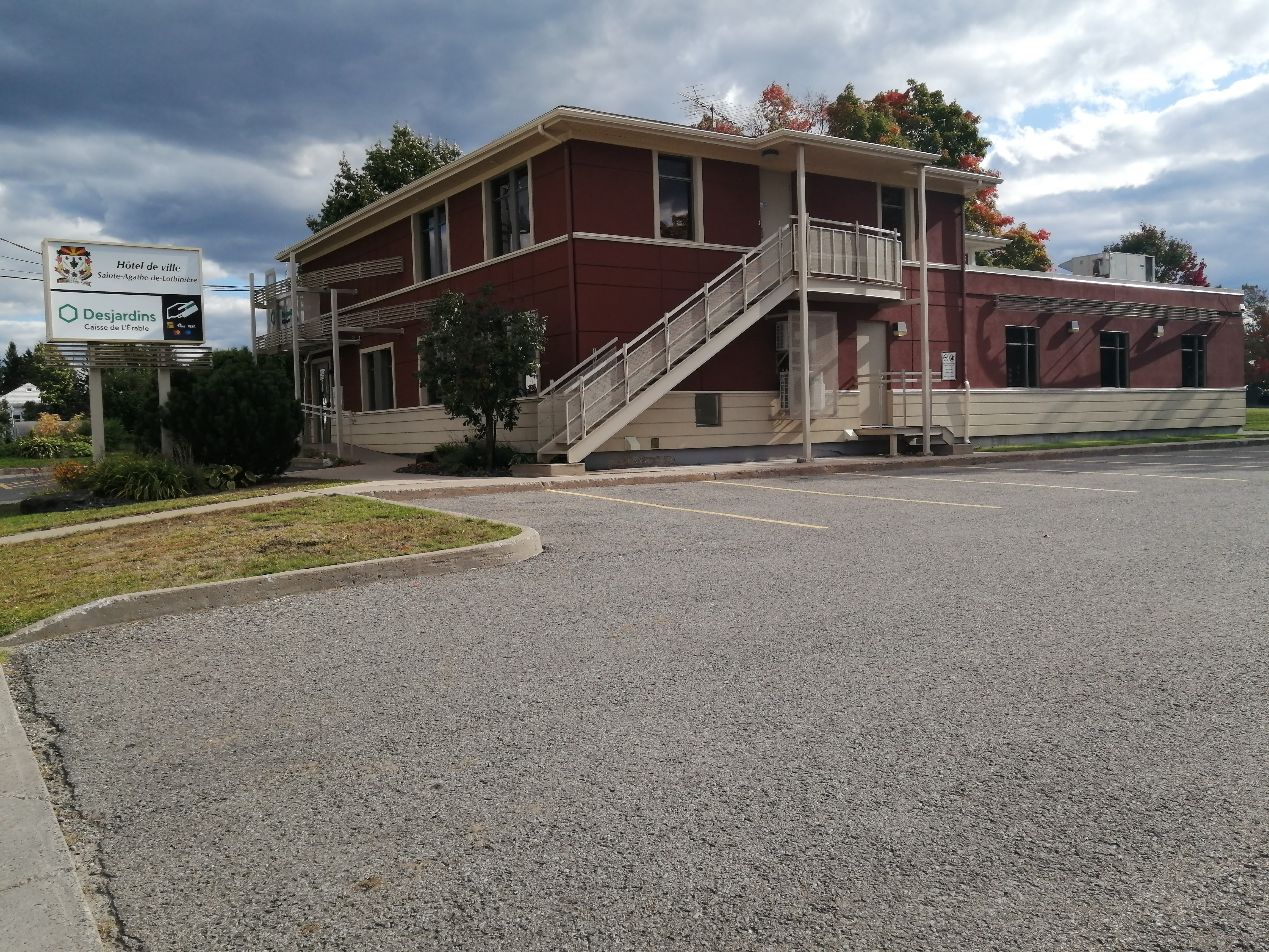
La caisse Desjardins

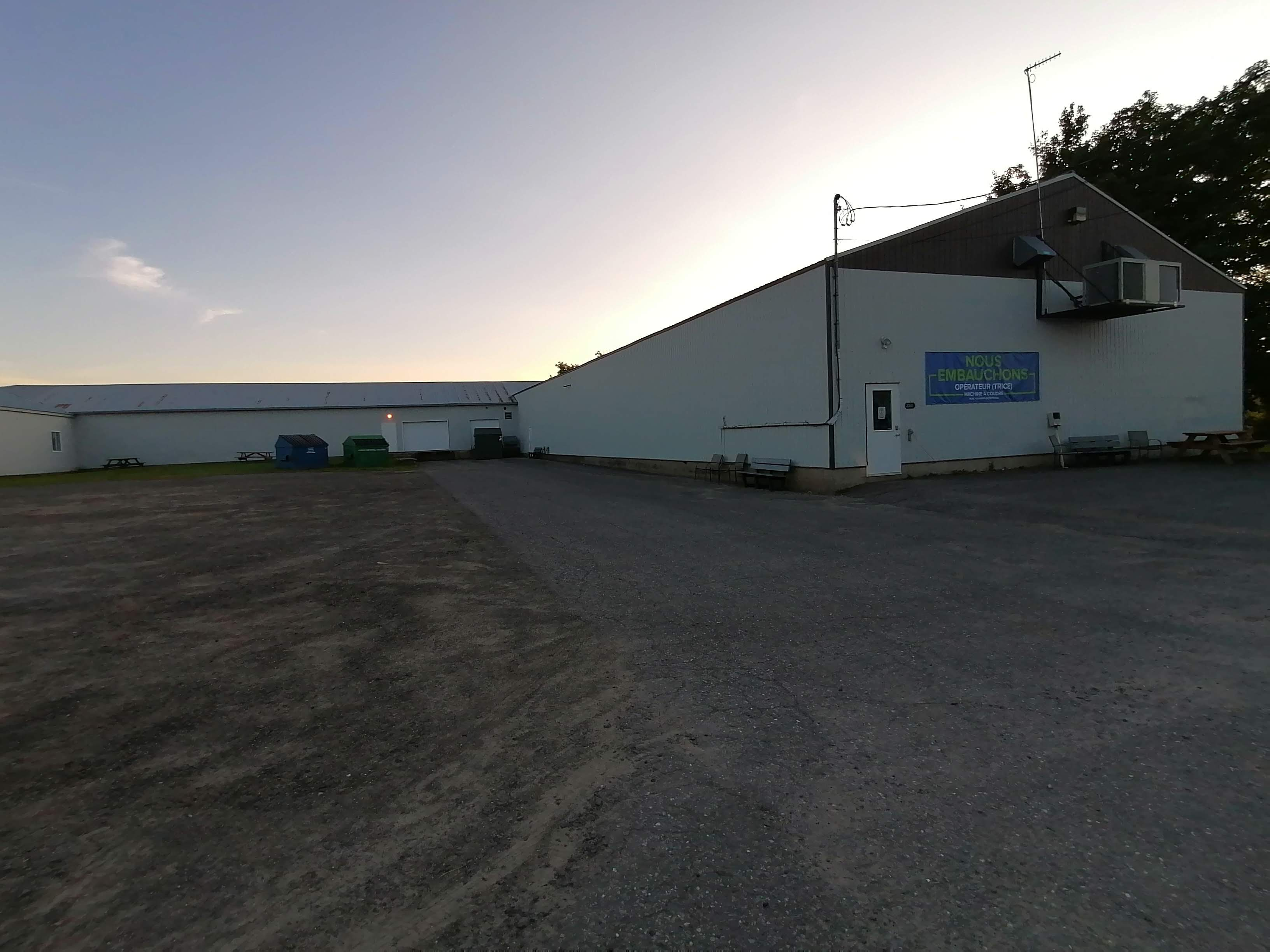
L'usine de couture

La municipalité contient plusieurs garages et plusieurs entreprises qui ont un lien avec le travail physique ou manuel. Une coopérative à l'entrée du village sert de poste à gaz ainsi que de quincaillerie.
La municipalité contient également quelques autres services privés. En voici une liste brève :
- Une caisse Desjardins
- Une usine de couture
- Un entrepôt à voitures
- Un domaine de pêche
- Deux campings (Un inclut dans le domaine de pêche, un dans le Parc de la Chute)
- Un vignoble
- Un magasin de meubles[99],[100].

Il existe également des services privés donnés dans des demeures. Voici une liste brève :
- Coiffeurs/coiffeuses
- Esthéticiens/esthéticiennes
- Couturiers/couturières
- Soins des animaux
- Gardiennage d'enfants
- Peintre
- Un service de réparation d'ordinateurs et de fourniture informatique[99],[100].

La municipalité possède également quelques résidences pour personnes âgées.

### Exploits
Le premier sirop d'érable à voyager dans l'espace avec Julie Payette provenait de Sainte-Agathe-de-Lotbinière.

## Transport
Cette municipalité est à la fois desservie par du transport routier et du transport récréatif. Ainsi, plusieurs modes de transport sont possibles et plusieurs infrastructures routières existent.

### Transport routier
La voiture est le principal moyen de transport.
Les services de Transport en commun les plus près de la municipalité sont Express Lotbinière vers Sainte-Foy et Société de transport de Lévis. Le seul service de transport en commun qui dessert la municipalité est l'Express Taxi, organisé par Express Lotbinière.
En 2017, la municipalité a fait partie d'un projet pilote de transport collectif menant à Laurier-Station.
La piste cyclable la plus près est située à Dosquet.
Des trottoirs sont aménagés dans la partie village de la municipalité, ce qui permet de se déplacer à la marche également.

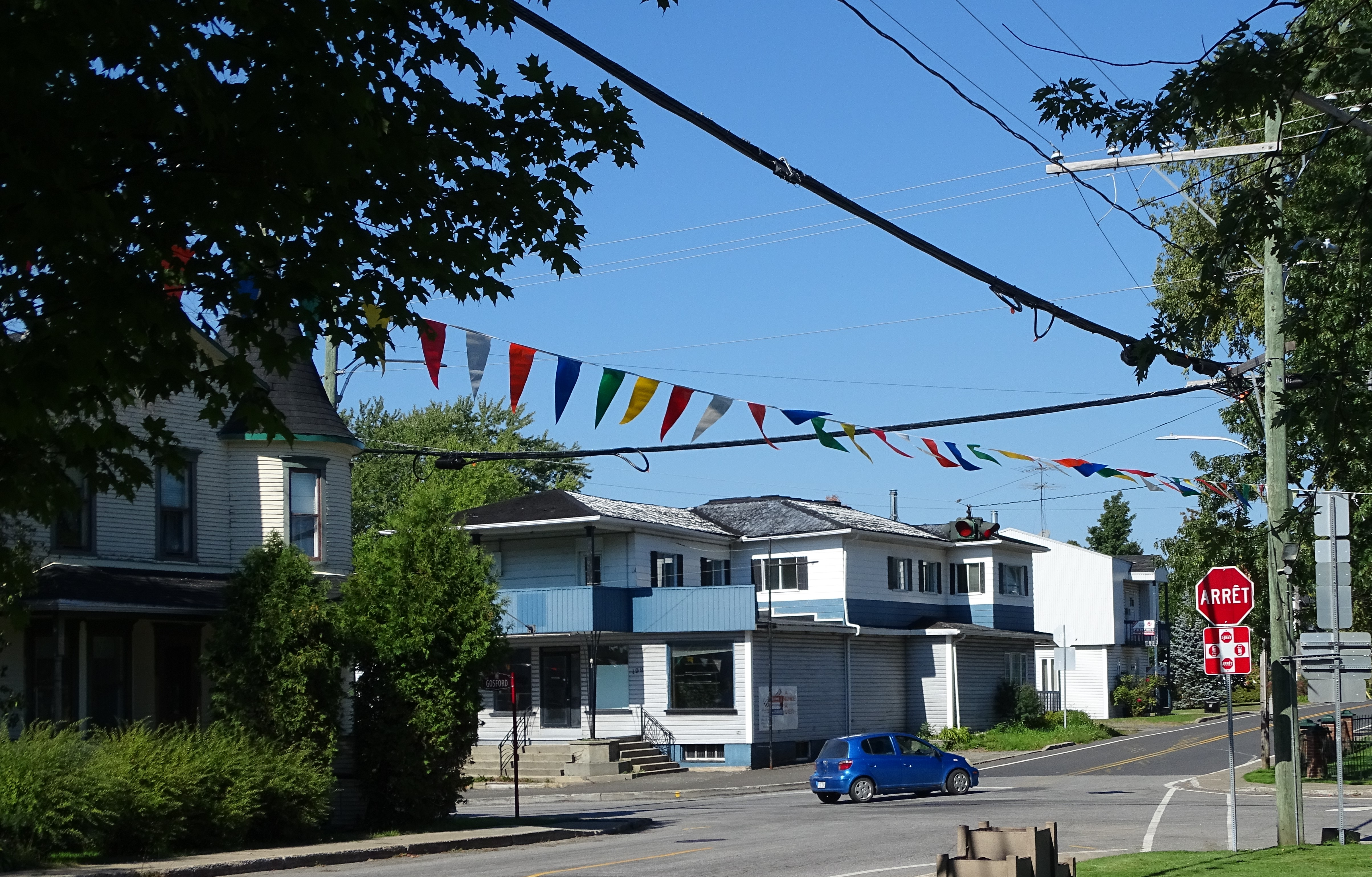
Croisement des routes 218 et 271
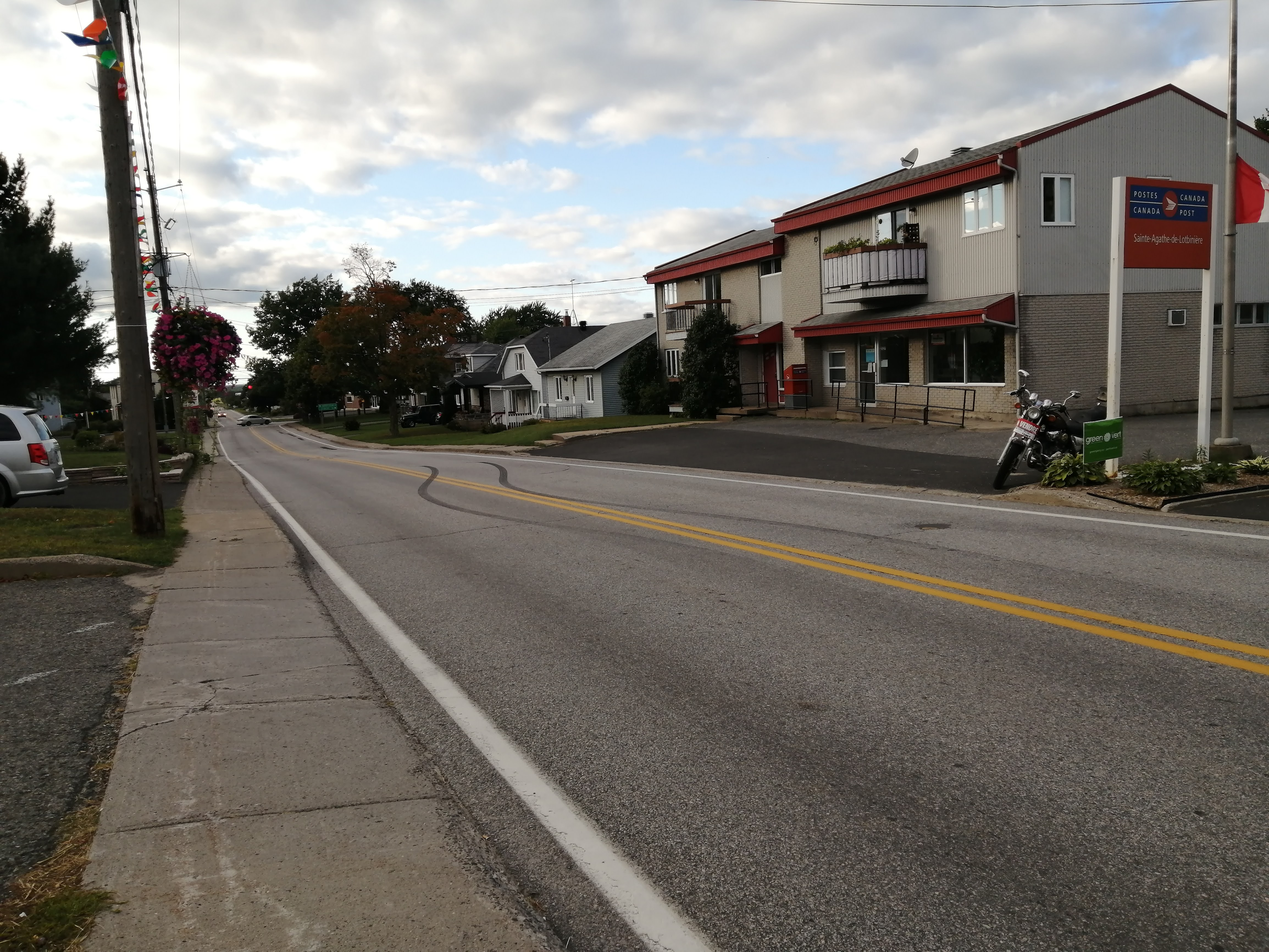
La rue Saint-Pierre
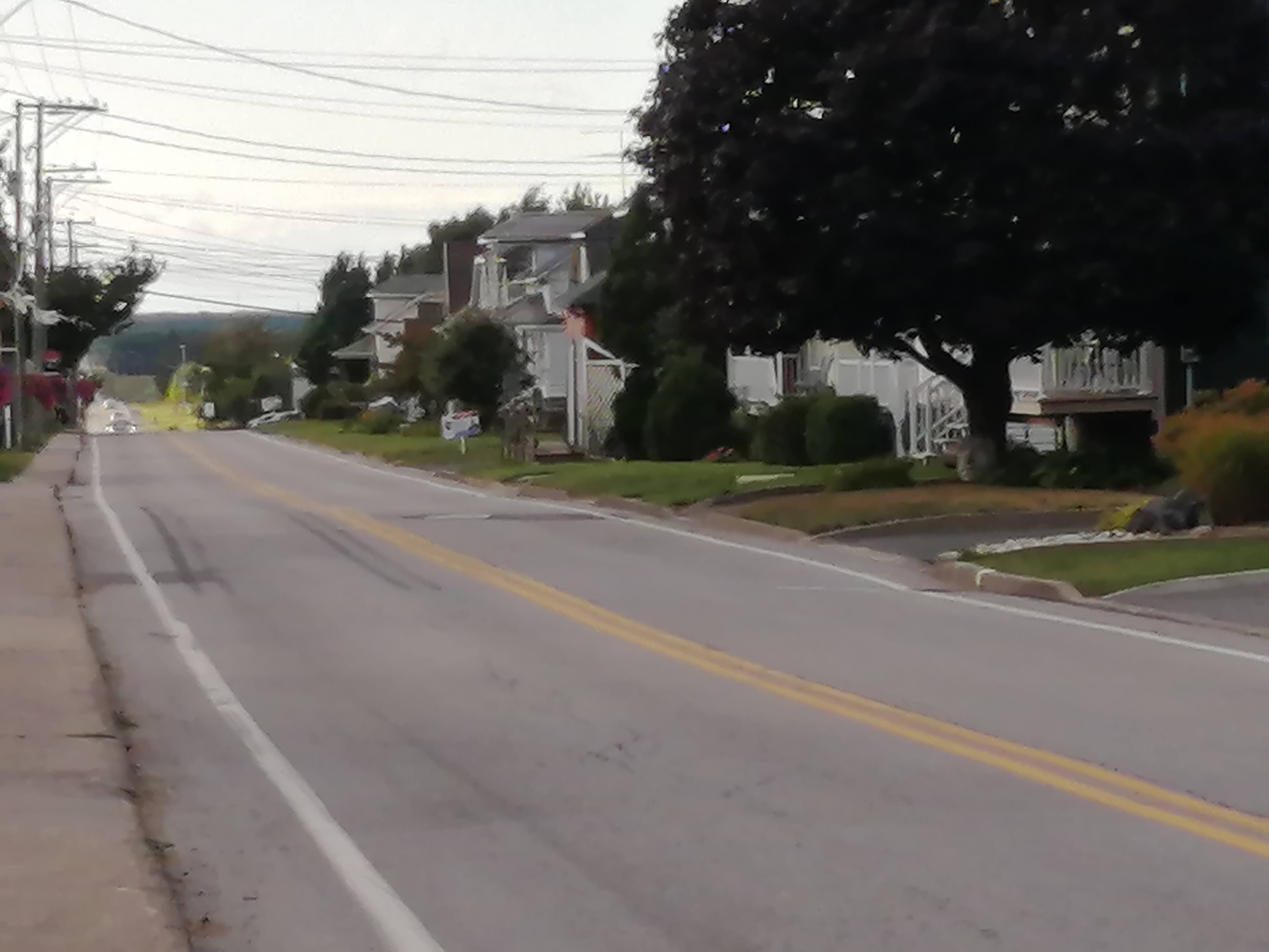
La rue Saint-Georges
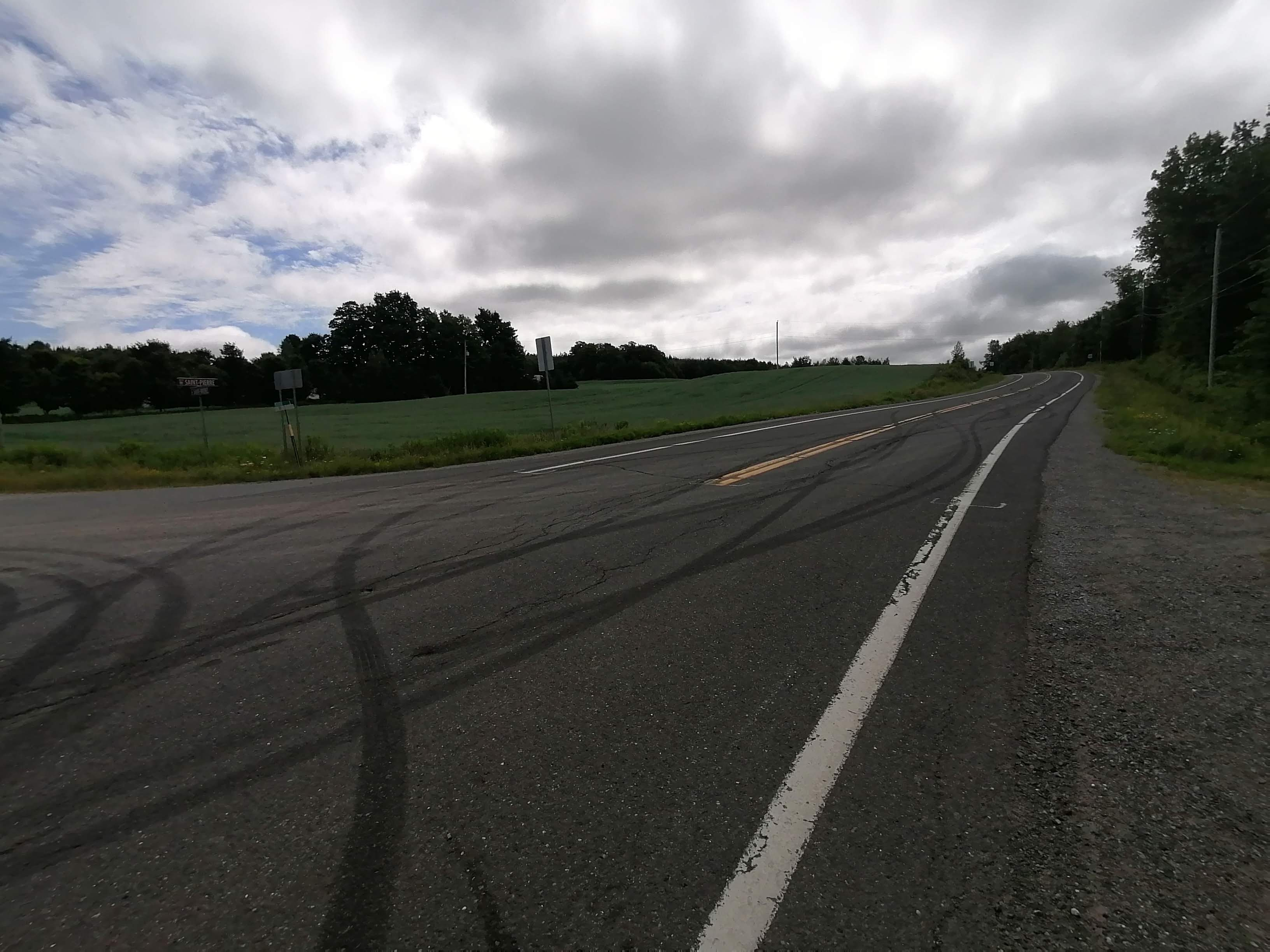
Croisement des rues Saint-Pierre (route 271) et Saint-Michel (route locale) aux limites de Sainte-Agathe-de-Lotbinière

### Transport récréatif
Des pistes de motoneige et de VTT passent par la municipalité.
Les pistes de motoneige qui passent par la municipalité sont la piste 35, la piste 533, la piste 535, ainsi que quelques bouts de pistes qui se rendent tout près du village.

## Éducation

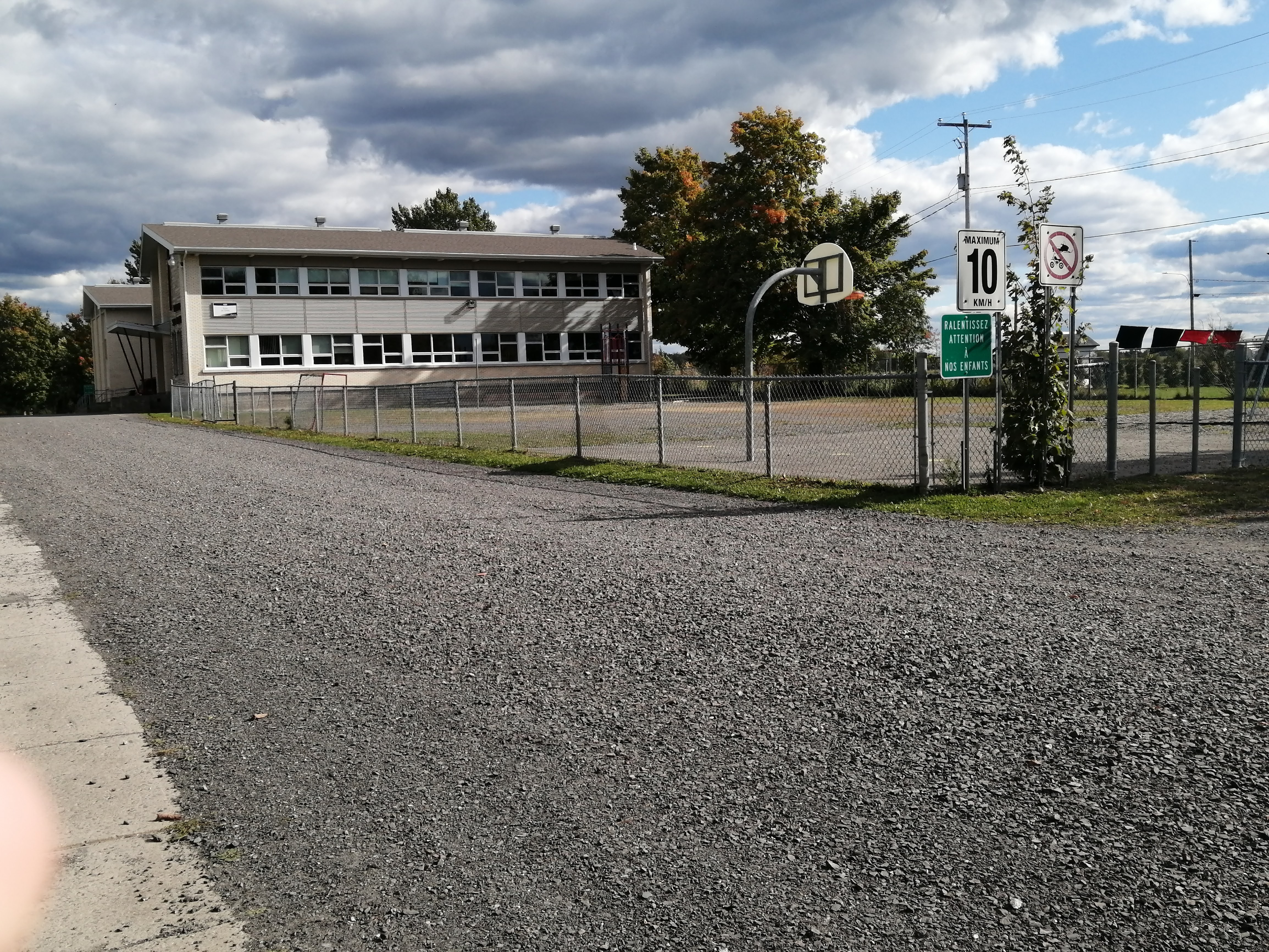
L'École l'Amitié

Les écoles primaires et secondaires font partie du Centre de services scolaire des Navigateurs.

### Éducation primaire
Sainte-Agathe contient une école primaire : L'École L'Amitié. Cette école primaire accueille des élèves de la maternelle jusqu'à la sixième année.

### Éducation secondaire
L'école secondaire la plus près est l'École Beaurivage à Saint-Agapit.

### Éducation collégiale
L'établissement collégial le plus près est le Centre d'études collégiales de Lotbinière, qui fait partie du Cégep de Thetford et qui est situé à Saint-Agapit également.

### Éducation universitaire
L'établissement universitaire le plus près est l'Université Laval, qui est situé dans la ville de Québec.

## Santé

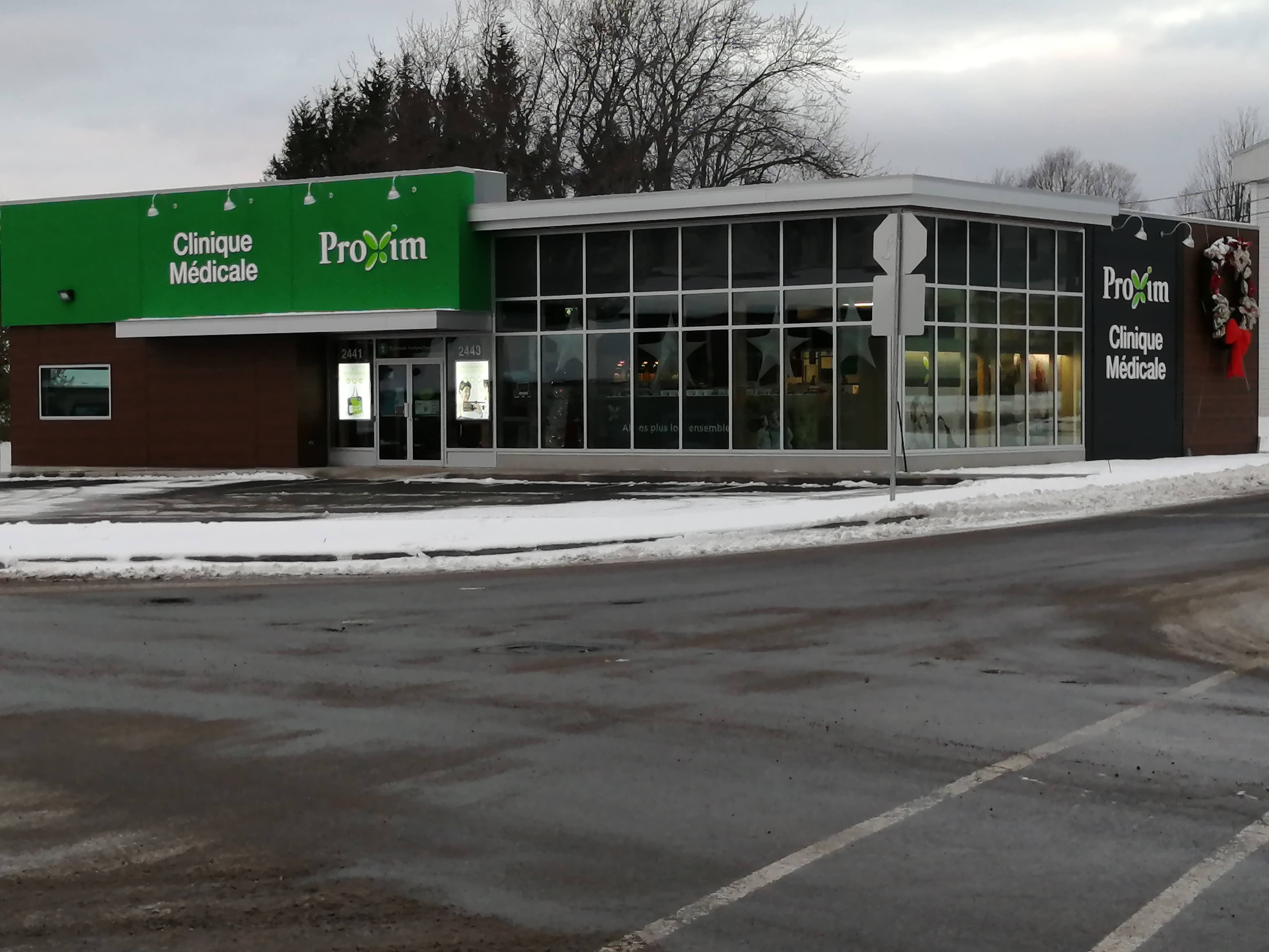
Pharmacie et clinique médicale

À une distance de plus de 30 minutes des villes environnantes, la municipalité est desservie par différents services médicaux, à la fois dans la municipalité et à l'extérieur.

### Services médicaux
La municipalité dispose d'une clinique médicale ainsi que d'une pharmacie au centre du village. Le CLSC le plus proche est situé à Laurier-Station (CLSC de Laurier-Station) et le centre hospitalier le plus près est à Thetford Mines (Hôpital de Thetford Mines).
Il existe également quelques services médicaux privés :
- Soins des pieds
- Chiropratique
- Massothérapie
- Kinésithérapie[99],[100].

## Médias
La municipalité est l'objet de plusieurs types de médias et est desservie par d'autres.

### Journal municipal
Le Babillard est un journal municipal mensuel de Sainte-Agathe-de-Lotbinière.
Le Peuple Lotbinière est un journal hebdomadaire qui couvre les nouvelles des municipalités de la municipalité régionale de comté de Lotbinière, incluant Sainte-Agathe-de-Lotbinière.

### Télévision municipale
La chaîne Câble 6 / Numérique 100 : TV LOCAL STE-AGATHE, obtenue via des distributeurs de services locaux, est une télévision municipale de Sainte-Agathe-de-Lotbinière.

### Distributeurs de services locaux
La Coopérative de câblodistribution Sainte-Agathe est une coopérative qui distribue des services locaux à Sainte-Agathe-de-Lotbinière.

### Apparition de la municipalité dans les médias externes
L'émission Soirée canadienne a un épisode dédié à la municipalité, diffusé en 1978,.
La municipalité est également passée dans l'émission québécoise L'amour est dans le pré à plus de deux reprises.

## Loisirs
La municipalité comporte plusieurs loisirs culturels, sportifs et civils. Ceux-ci sont souvent organisés par des organisations locales.

### Loisirs culturels
À chaque année, en automne, il y a le Festival D'Automne De Sainte-Agathe-de-Lotbinière. C'est un festival créé pour célébrer l'arrivée de l'automne et qui contient plusieurs activités différentes. L'activité qui revient à chaque année est la parade, qui part de la Coopérative Avantis (BMR) et se dirige vers la salle municipale en empruntant les rues Saint-Georges et Saint-Pierre. Exceptionnellement, l'événement n'a pas eu lieu en 2020, en raison de la pandémie.
À chaque année, il y a aussi le party Hot-Dog, qui est un événement organisé par la municipalité qui permet de récolter des fonds pour l'organisme Opération enfant-soleil. L'événement est souvent en Mai, ou près de la date du téléthon pour l'Opération enfant-soleil. Afin de récolter des fonds, il y a une vente de hot-dogs durant l'événement, ce qui donne le nom party Hot-Dog. L'événement n'a pas eu lieu en 2020 ni en 2021, en raison de la pandémie.
À chaque année, il y a un Marché de Noël, un événement similaire à d'autres événements dans les municipalités autour, où les gens se rassemblent pour célébrer Noël. Cet événement permet à des entreprises et organismes de la région de présenter leurs produits en même temps. Il a lieu à la salle municipale de la municipalité. Des cadeaux sont distribués aux enfants de la municipalité lors de l'événement. L'événement n'a pas eu lieu en 2020, en raison de la pandémie.
En raison d'une grande population irlandaise dans le passé, la Saint-Patrick est célébrée à chaque année par les descendants de ces Irlandais ainsi que d'autres citoyens. Il y a parfois des rencontres à la salle municipale pour cet événement,.
Depuis quelques années, de nouveaux événements culturels apparaissent dans la municipalité. Le Boucane Fest Sainte-Agathe est un événement «show de boucane» qui se déroule en juillet ou en août depuis le 13 juillet 2019. Le Snow Rodéo Sainte-Agathe-de-Lotbinière est un événement de course de baril en motoneige qui se déroule en février depuis le 18 février 2022.

### Loisirs sportifs
Durant l'été, le terrain de baseball, situé juste à côté du Chalet des Sports, fait partie de tournois de baseball, souvent avec une équipe qui vient de Sainte-Agathe ou des municipalités autour. Le terrain est disponible pour se pratiquer au baseball. Le terrain de soccer situé à côté de la salle municipale est disponible pour se pratiquer au soccer. Le terrain a servi à faire quelques tournois de soccer. Les sentiers de marche dans le parc Agathois permettent de faire un parcours à la marche dans la forêt. Il y a aussi un parc pour enfants situé à côté de l'école primaire.

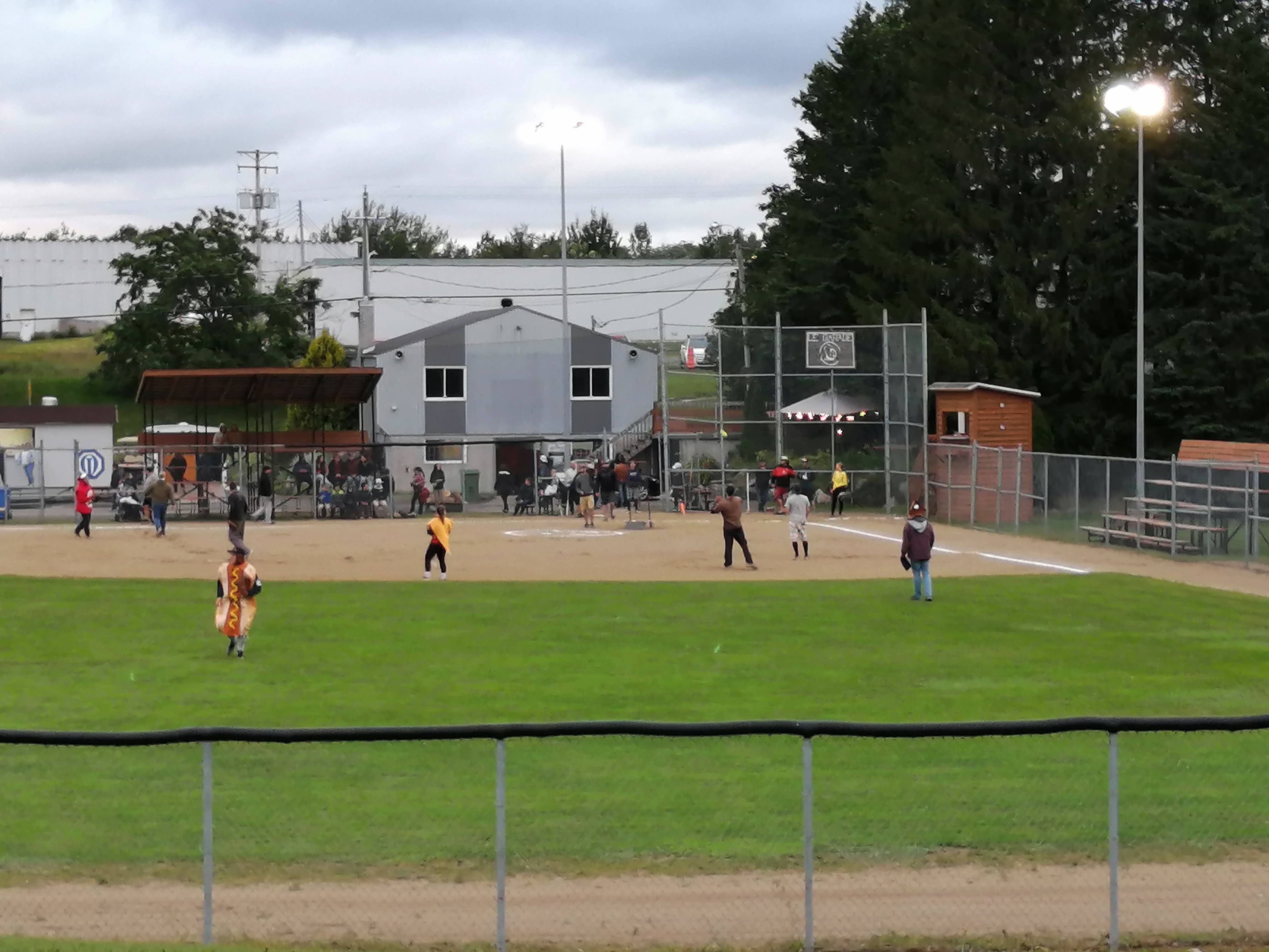
Un match de baseball au terrain de baseball

Durant l'hiver, le terrain de baseball est transformé en patinoire, ce qui permet à plusieurs de patiner sur celle-ci. Il y a parfois des petits matchs d'hockey. La côte située juste à côté du terrain de baseball permet de glisser avec des traineaux. Les sentiers servent à trois activités de plein-air différents : la marche, la raquette et le ski. Il y a aussi des sentiers de motoneige tout près.

### Loisirs civils
La bibliothèque Rayons d'Art, une bibliothèque municipale, permet de louer et commander des livres à lire.

### Organisateurs des loisirs
Les activités de culture et de loisir sont gérés par le club Optimiste de Sainte-Agathe-de-Lotbinière. Il existe également d'autres organisations.

## Tourisme
La municipalité, qui est traversée par différents cours d'eau et qui a un caractère agricole, comporte surtout du tourisme estival.

### Tourisme estival

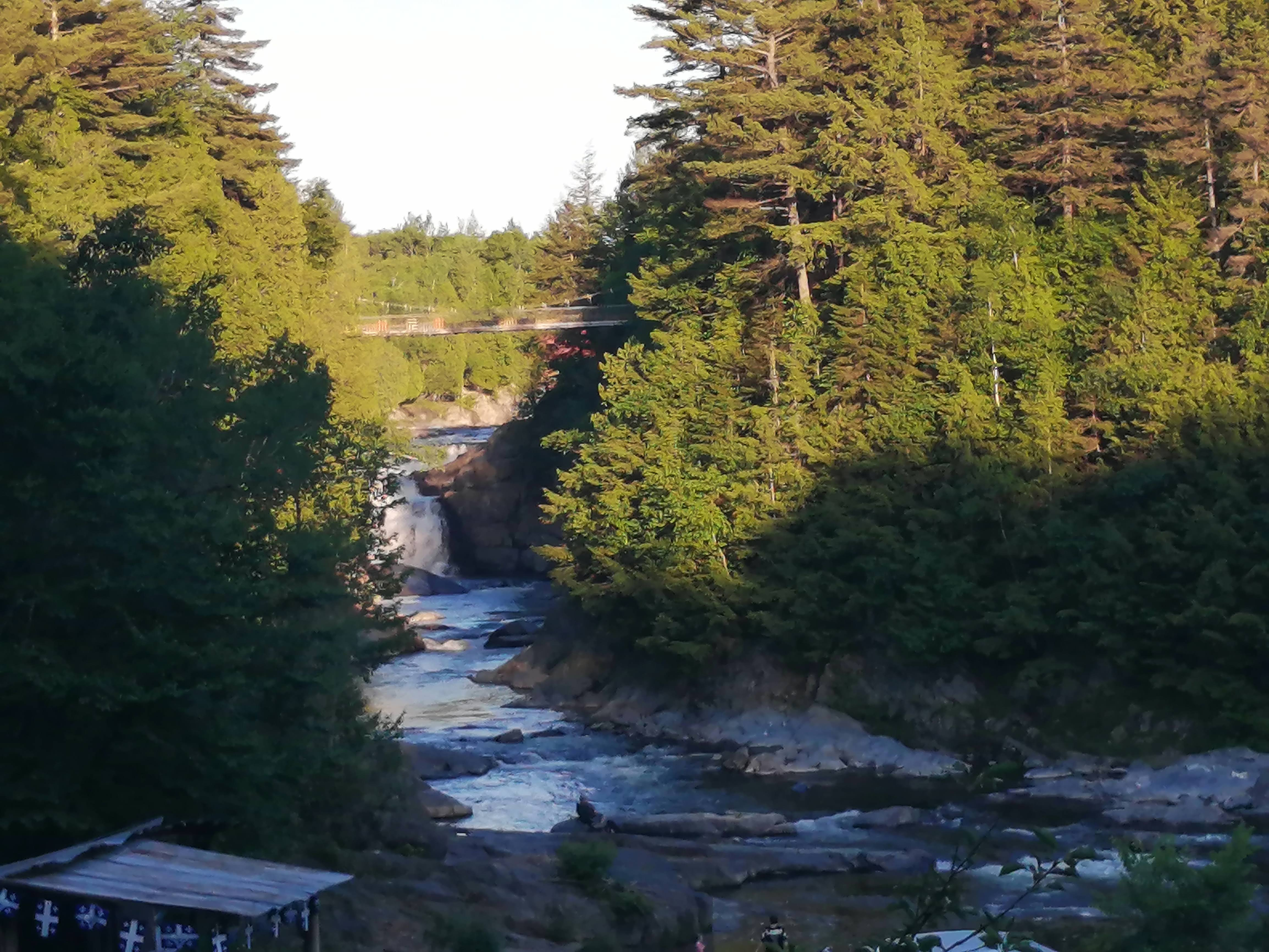
Chutes du Parc de la chute de Sainte-Agathe-de-Lotbinière

Le Parc de la chute Sainte-Agathe-de-Lotbinière est un parc ouvert durant l'été qui comporte une chute provenant de la rivière Palmer et du camping. Des sentiers sont tracés dans la forêt et permettent de se rendre à un pont suspendu au-dessus de la chute. Le site est également ouvert pendant l'hiver. Cependant, durant l'hiver, les toilettes sont barrées et il n'y a aucun employé sur le site pour venir en aide. C'est l'attrait touristique le mieux connu de la municipalité et fait venir des gens de partout.
La ferme pédagogique Marichel est une ferme qui éduque les gens sur les processus d'une ferme et qui comporte diverses activités en lien avec le domaine agricole. Ce sont surtout des activités orientées vers les jeunes du primaire et du secondaire. Ainsi, plusieurs familles et écoles visitent cette ferme pédagogique.
Le Circuit historique des chemins Craig et Gosford, qui passe par la municipalité, est un circuit historique qui permet de connaître l'histoire des chemins Craig et Gosford au travers d'une baladodiffusion. Ce circuit passe par plusieurs municipalités environnantes : Saint-Gilles, Saint-Sylvestre, Saint-Jacques-de-Leeds, Inverness, Kinnear's Mills, Saint-Jean-de-Brébeuf, Irlande et Saint-Ferdinand,.

## Personnalités
Quelques personnalités reconnues sont nées et d'autres ont déjà résidé dans cette municipalité.

### Nées à Sainte-Agathe-de-Lotbinière
- Alphonse Guay (1885-1916), soldat du 22e bataillon du Régiment de Québec décédé en Belgique durant la Première Guerre mondiale[131].
- Jean-Paul Mercier (1944-1974), criminel québécois notoire dans les années 1970[132].
- Carmelle Martineau (1952), artiste et graveuse[133].

### Autres
- Henry George Carroll (1865-1939), Lieutenant-gouverneur du Québec, s'est marié dans cette municipalité le 1er juin 1891[134].
- Guy Drouin, le fondateur de Village vacances Valcartier, serait originaire de Sainte-Agathe-de-Lotbinière selon des commentaires sur son avis de décès[135].

## Patrimoine

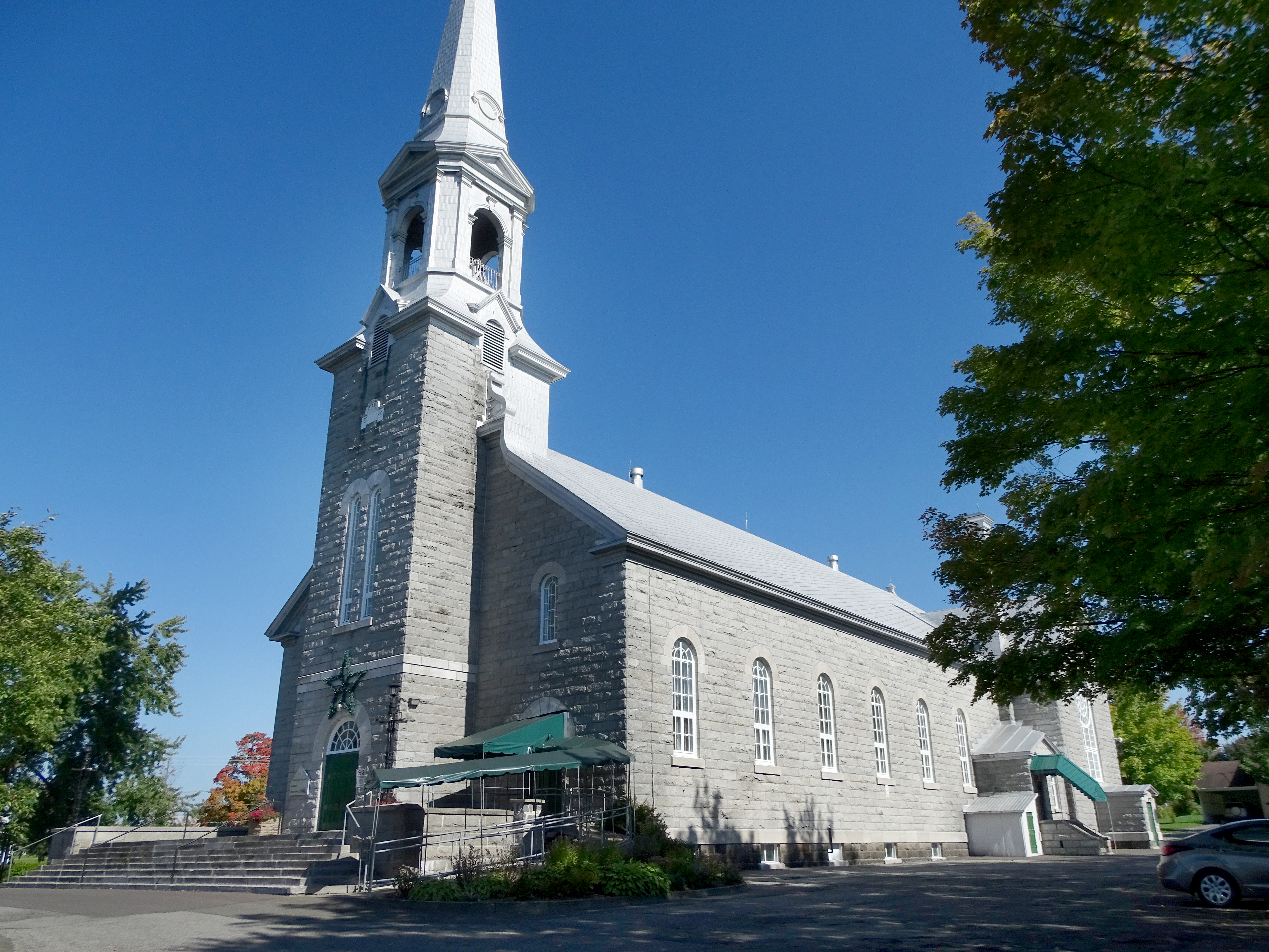
Église de Sainte-Agathe-de-Lotbinière

L'église Sainte-Agathe est érigée en 1926-1927. Ses architectes sont René Lemay et Joseph-Siméon Bergeron. Un cimetière catholique voisine l'église. Il contient la Croix de Sainte-Agathe-de-Lotbinière.

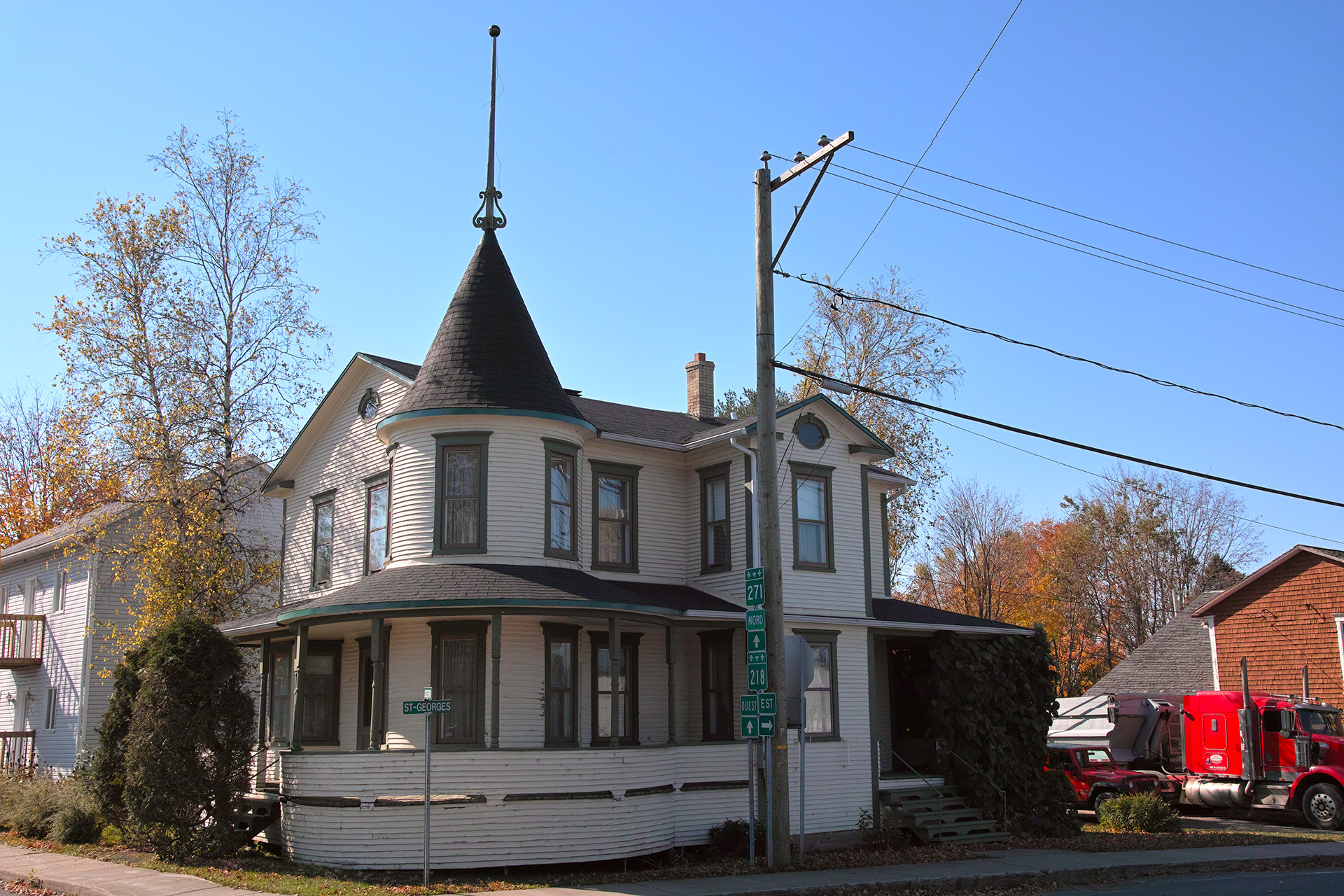
Maison Louis-Dumont

Sur le plan de l'architecture résidentielle, la maison Louis-Dumont est citée comme immeuble patrimonial depuis 2005. Bâtie dans le style éclectique victorien à l'intersection des chemins Gosford et Craig, elle a abrité pendant environ 70 ans une succursale de la Banque provinciale.
Sur le plan de l'architecture agricole, plusieurs fermes possèdent un intérêt patrimonial. Situé près du 984, chemin Gosford, un important ensemble de ferme comprend une grange-étable, un hangar, une laiterie et une porcherie. Non loin, un autre ensemble comprend un hangar et un poulailler. Le voisinage comprend un dernier ensemble constitué d'un garage et d'un hangar. Enfin, trois granges-étables sont également inventoriées dans le Répertoire du patrimoine culturel du Québec,,.

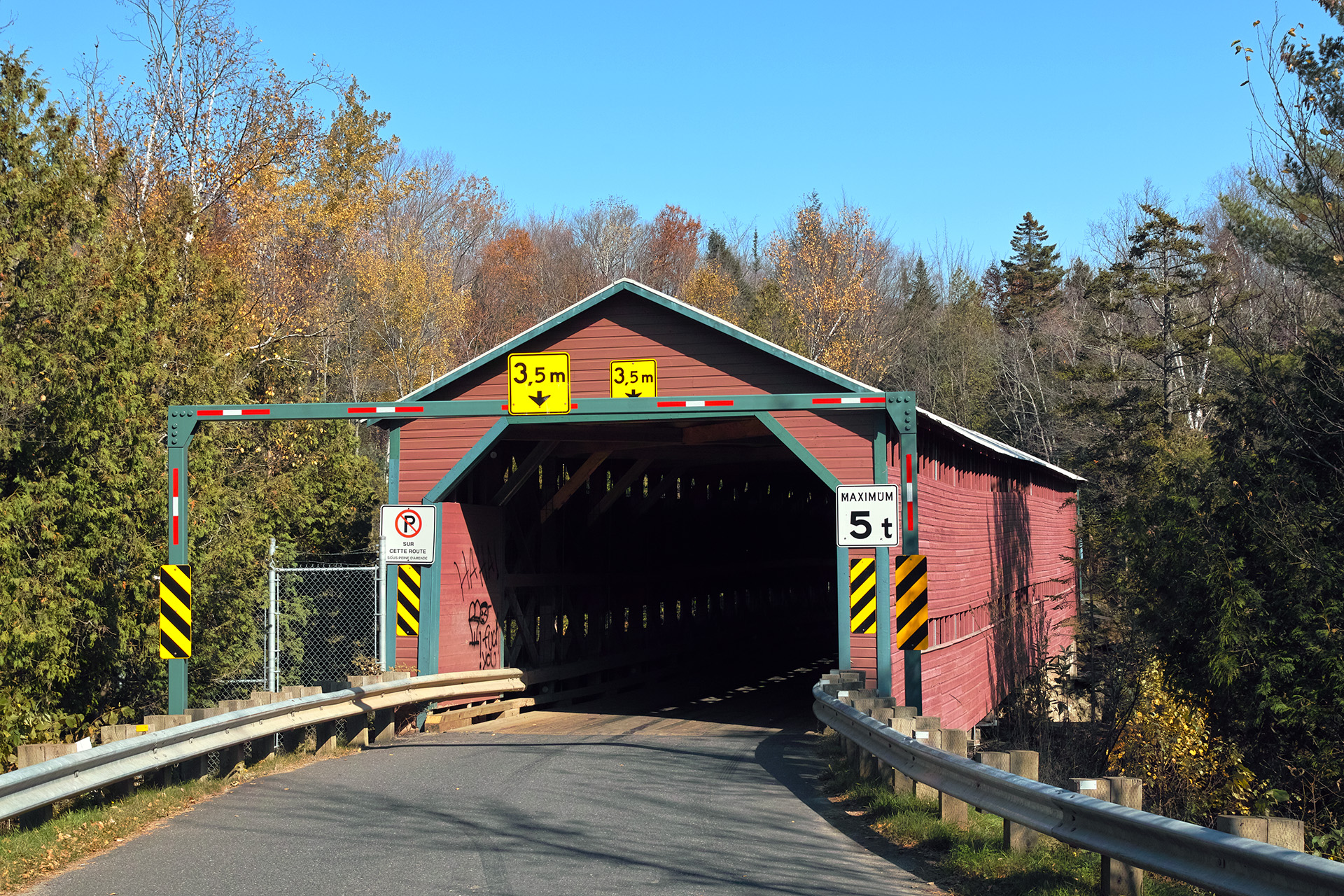
Pont Rouge

Situé près de la chute de Sainte-Anne sur la rivière Palmer, le pont Rouge est un pont couvert cité depuis 2006.

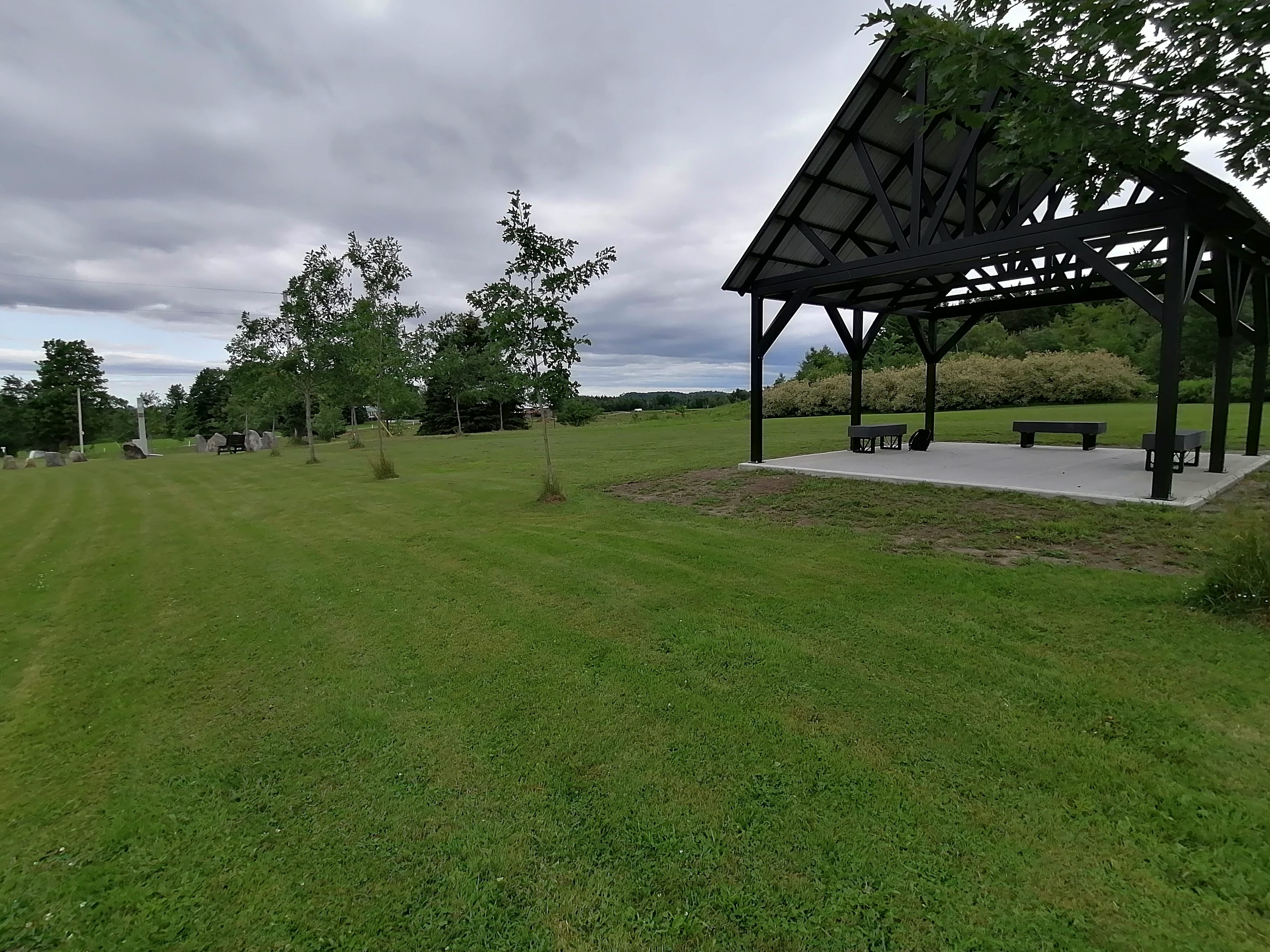
Site de la croix celtique

Une croix celtique témoigne de l’héritage de la communauté irlandaise toujours présente à Sainte-Agathe. La communauté irlandaise a érigé cette croix celtique en 2000 afin de rendre hommage aux immigrants d’Irlande. Les noms des colonisateurs de la municipalité qui sont arrivés vers 1830 y sont inscrits. Les descendants de ces pionniers ont aménagé ce site sur le modèle des sites celtiques d'Irlande. Il y a une plaque commémorative située tout près.

## Galerie
Voici une galerie d'images en lien avec la municipalité.

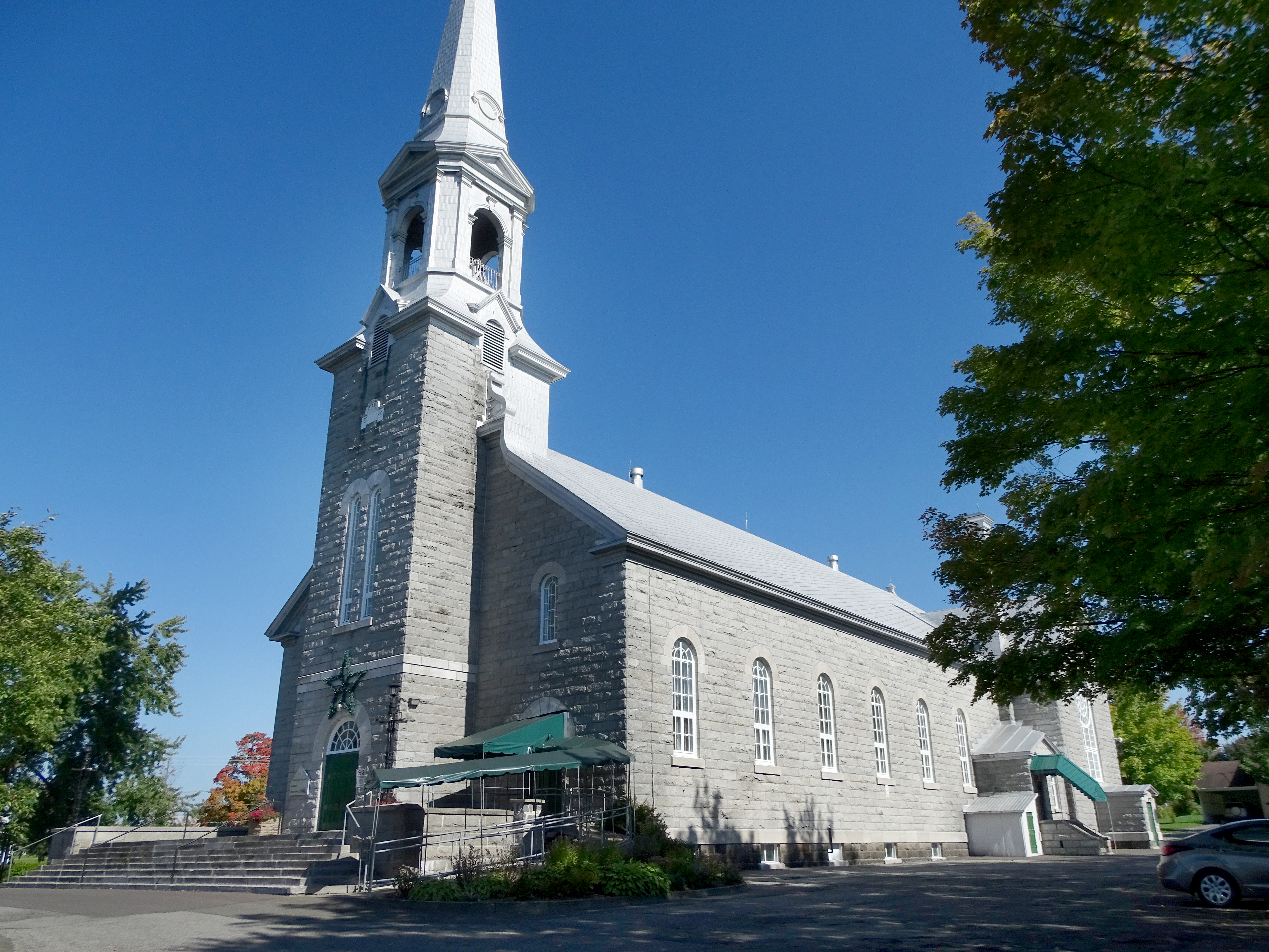
Église Sainte-Agathe
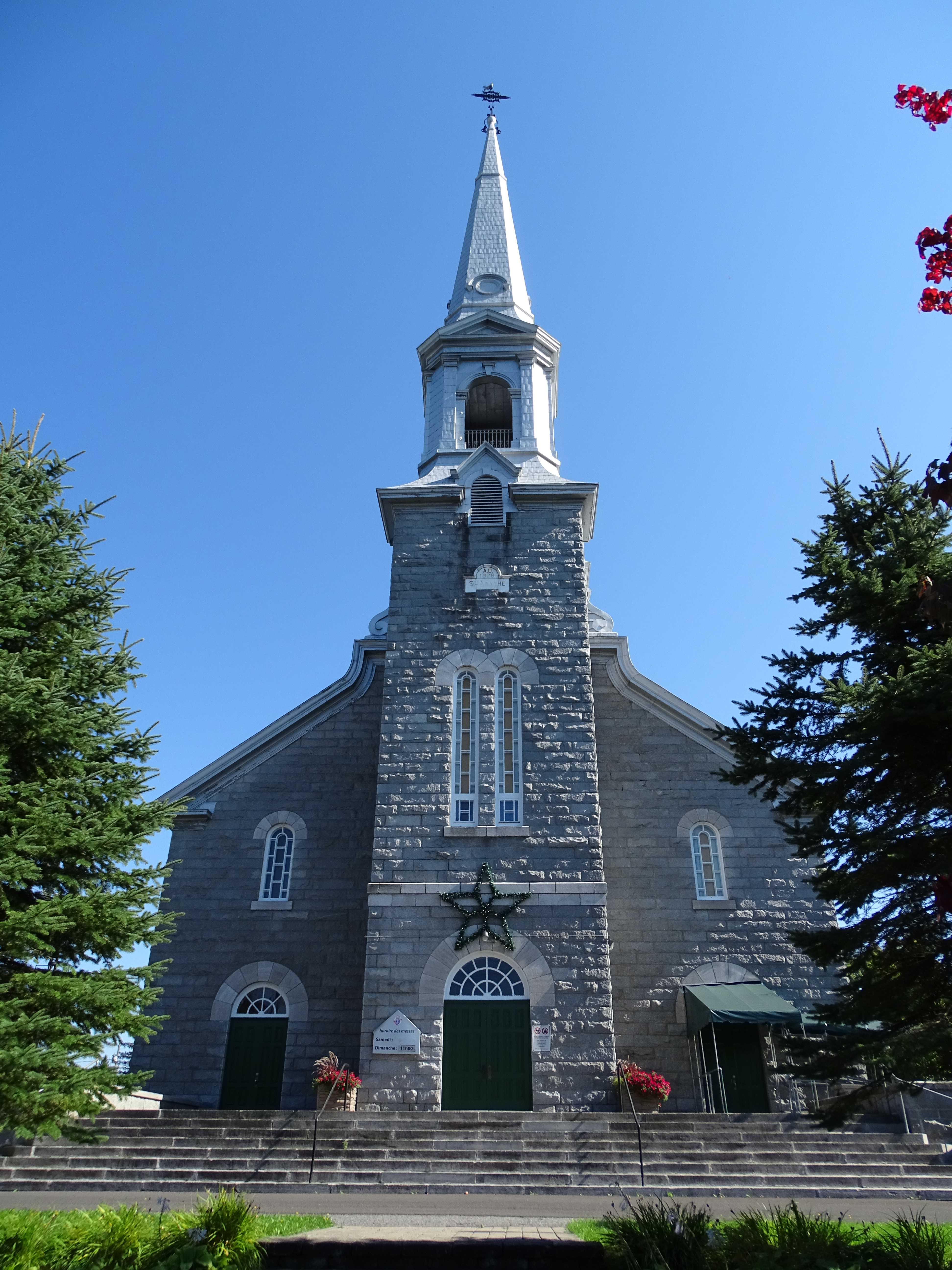
Église Sainte-Agathe
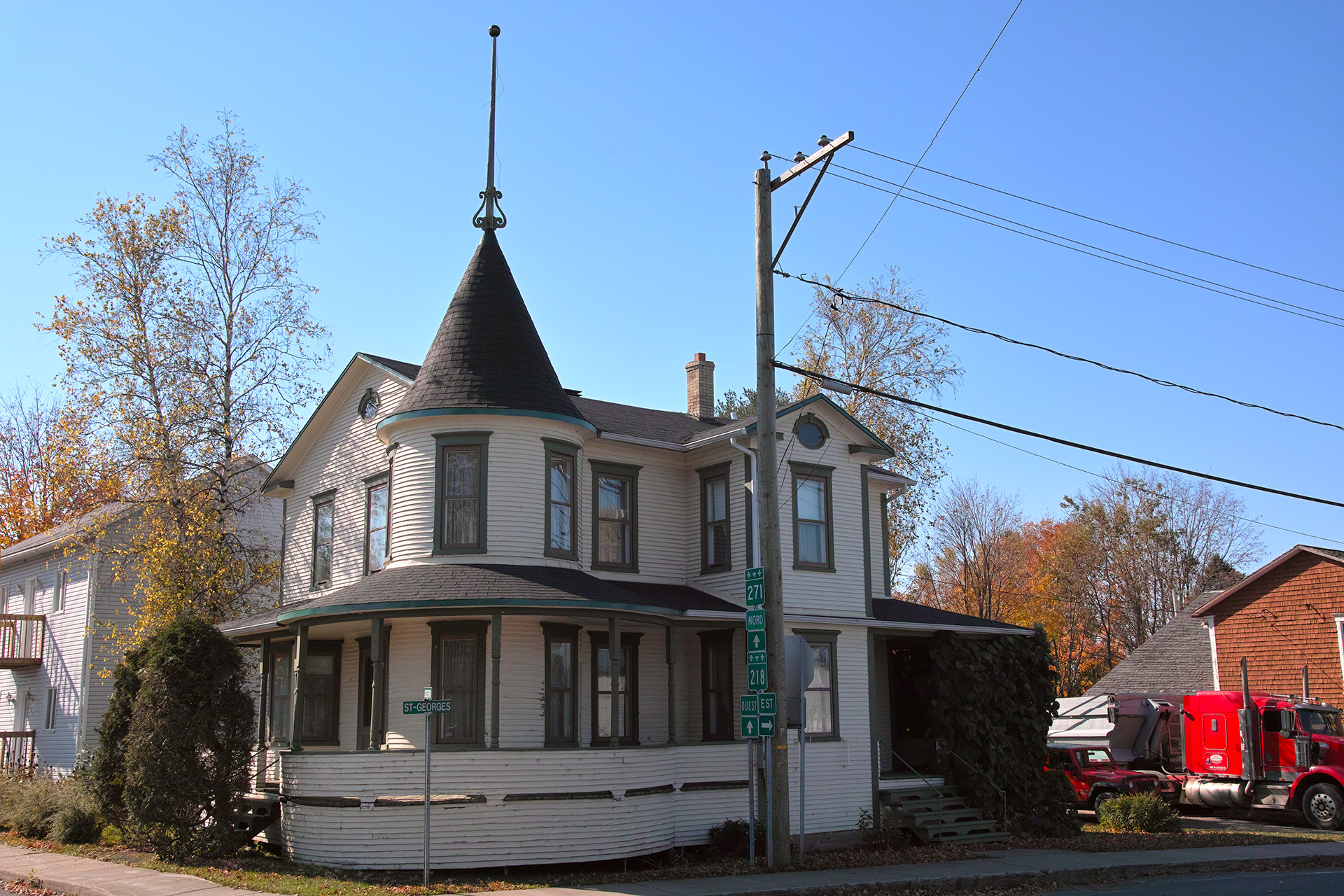
Maison Louis-Dumont
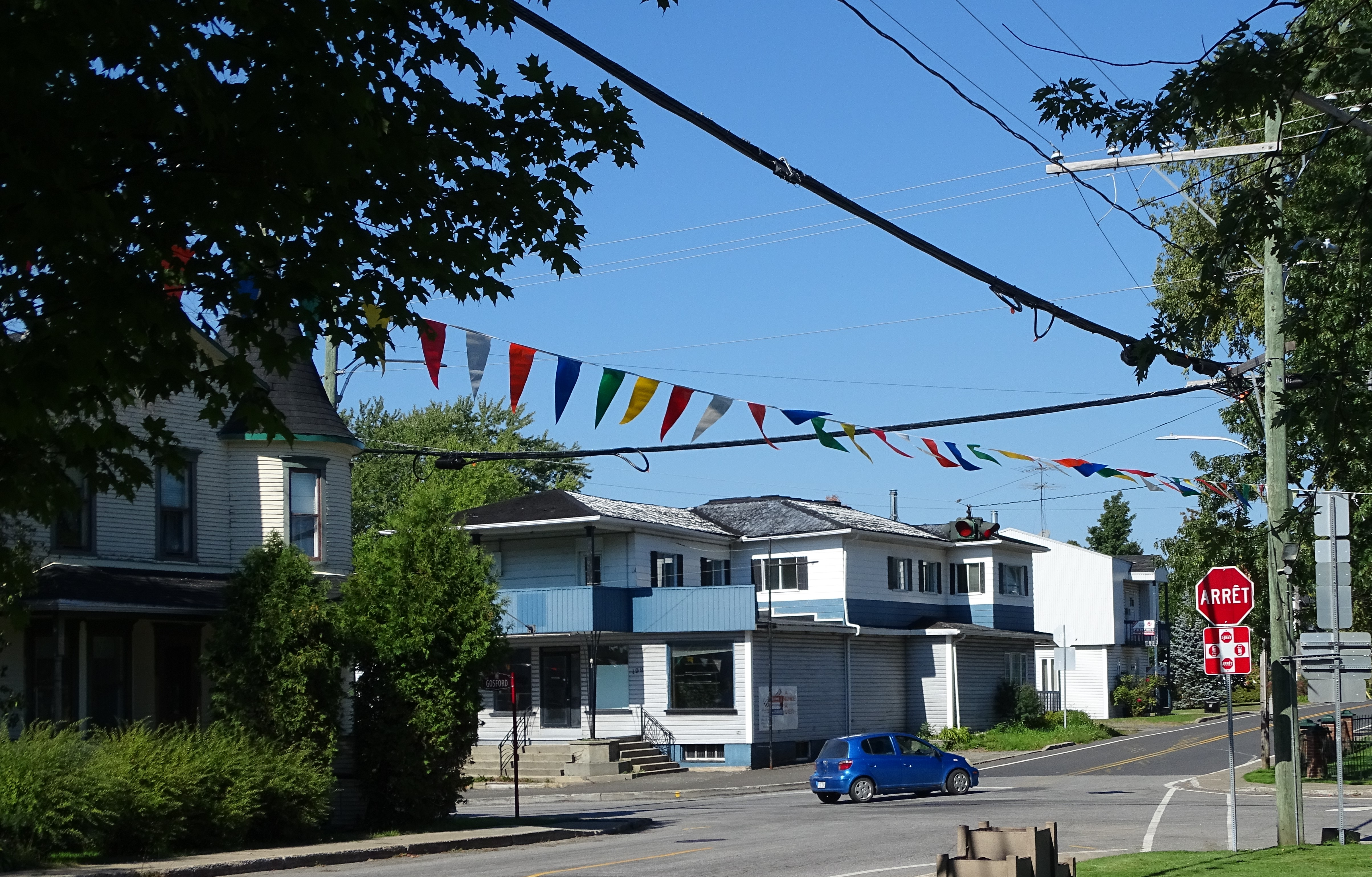
Village
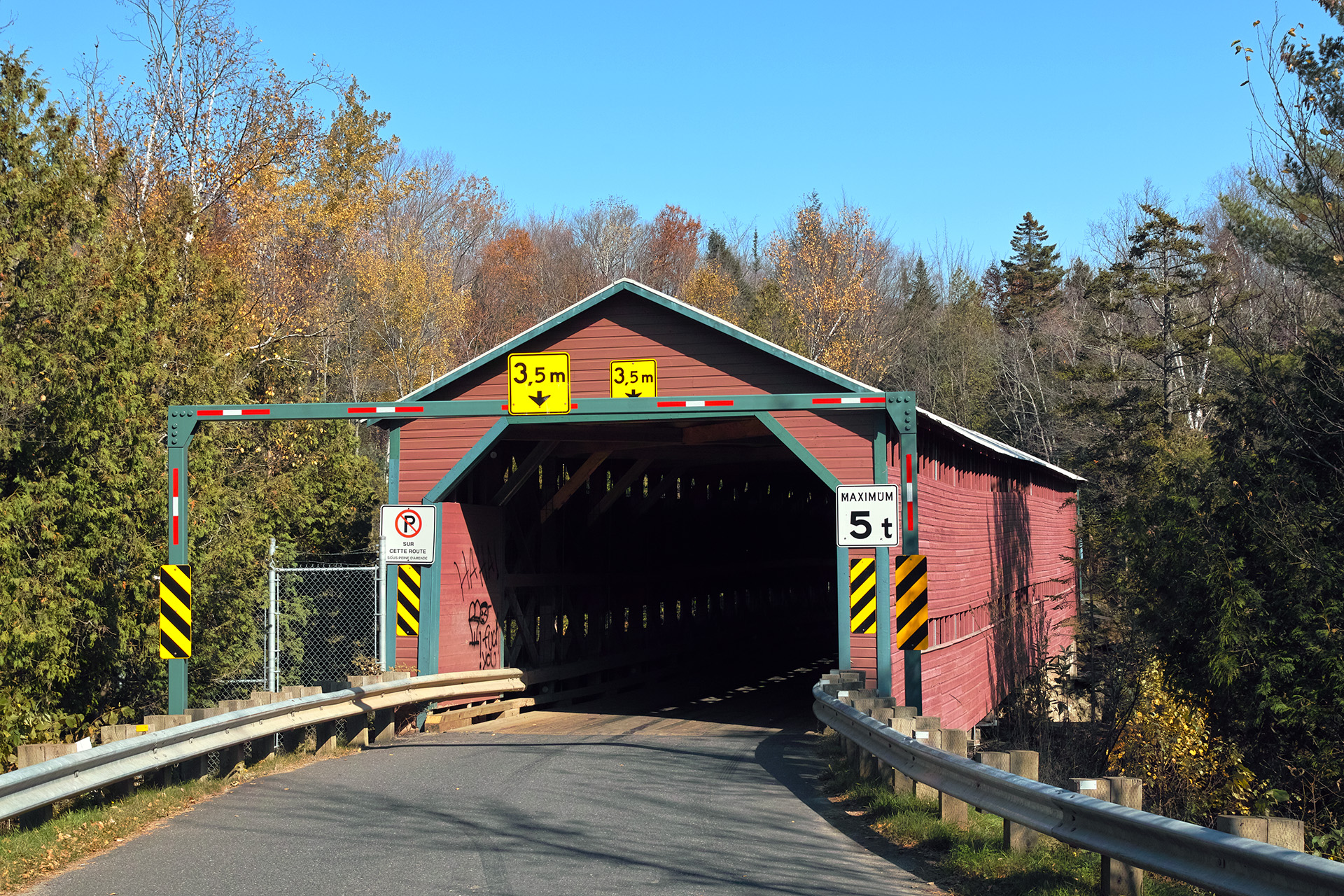
Pont Rouge
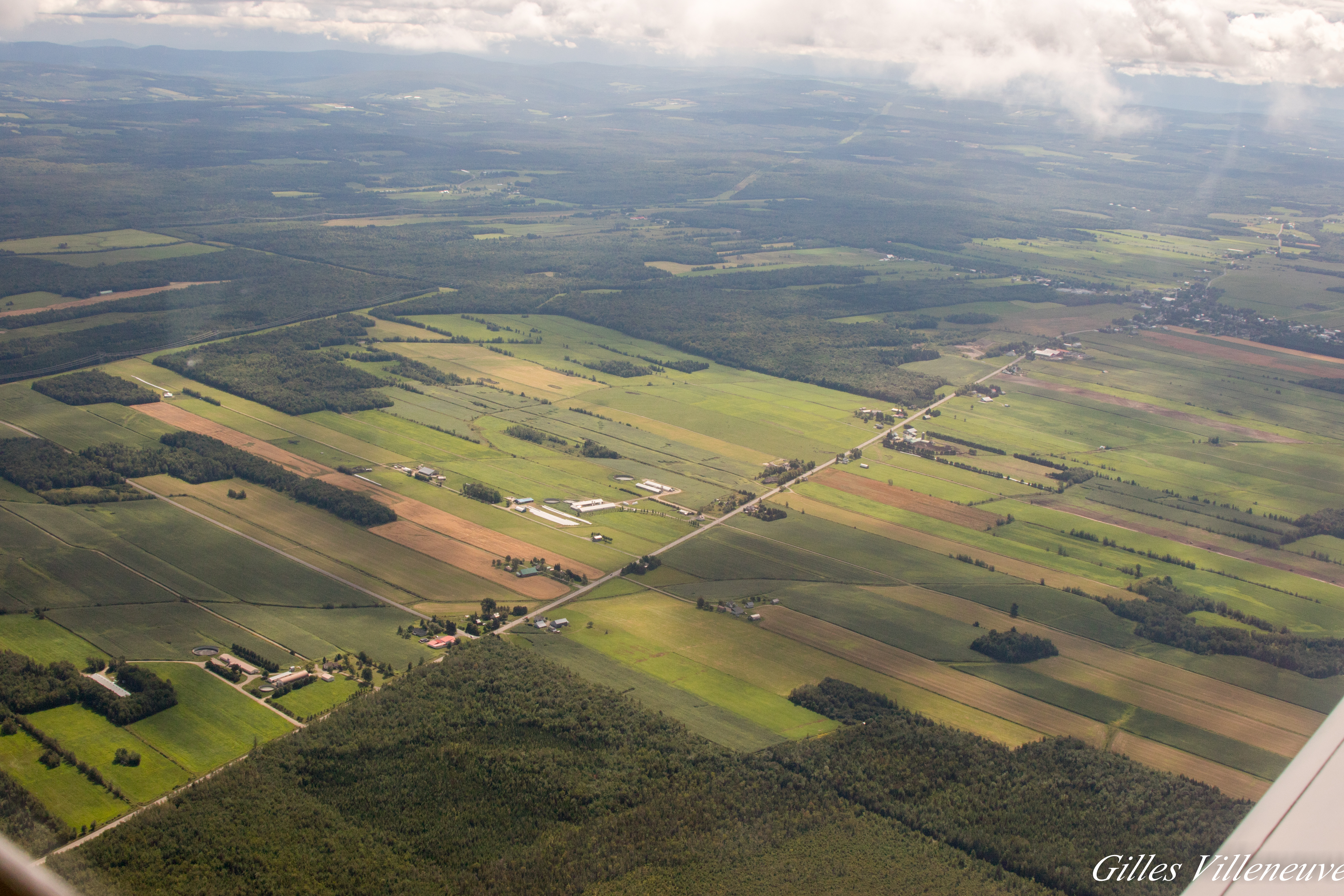
Vue aérienne
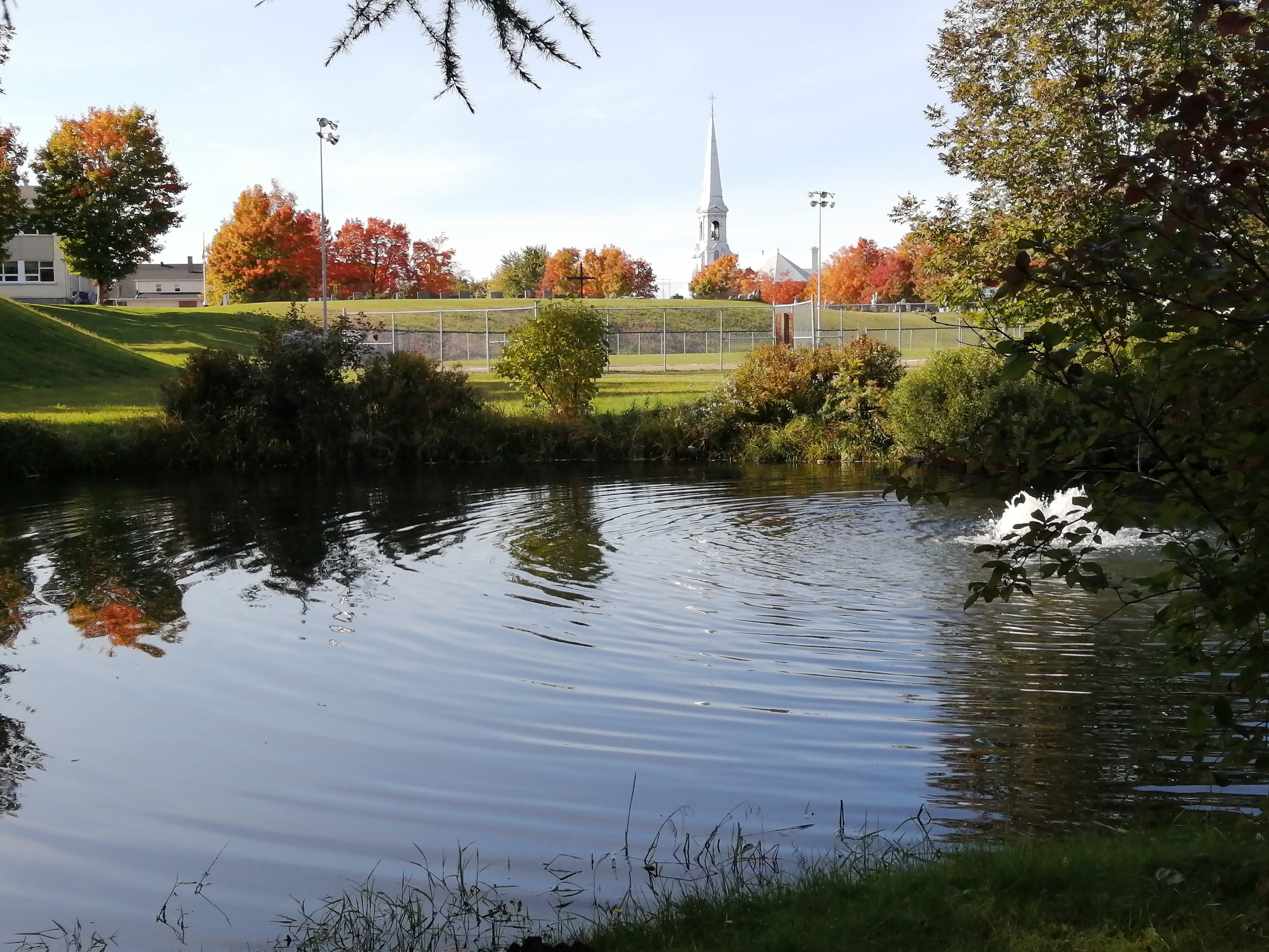
Sainte-Agathe-de-Lotbinière
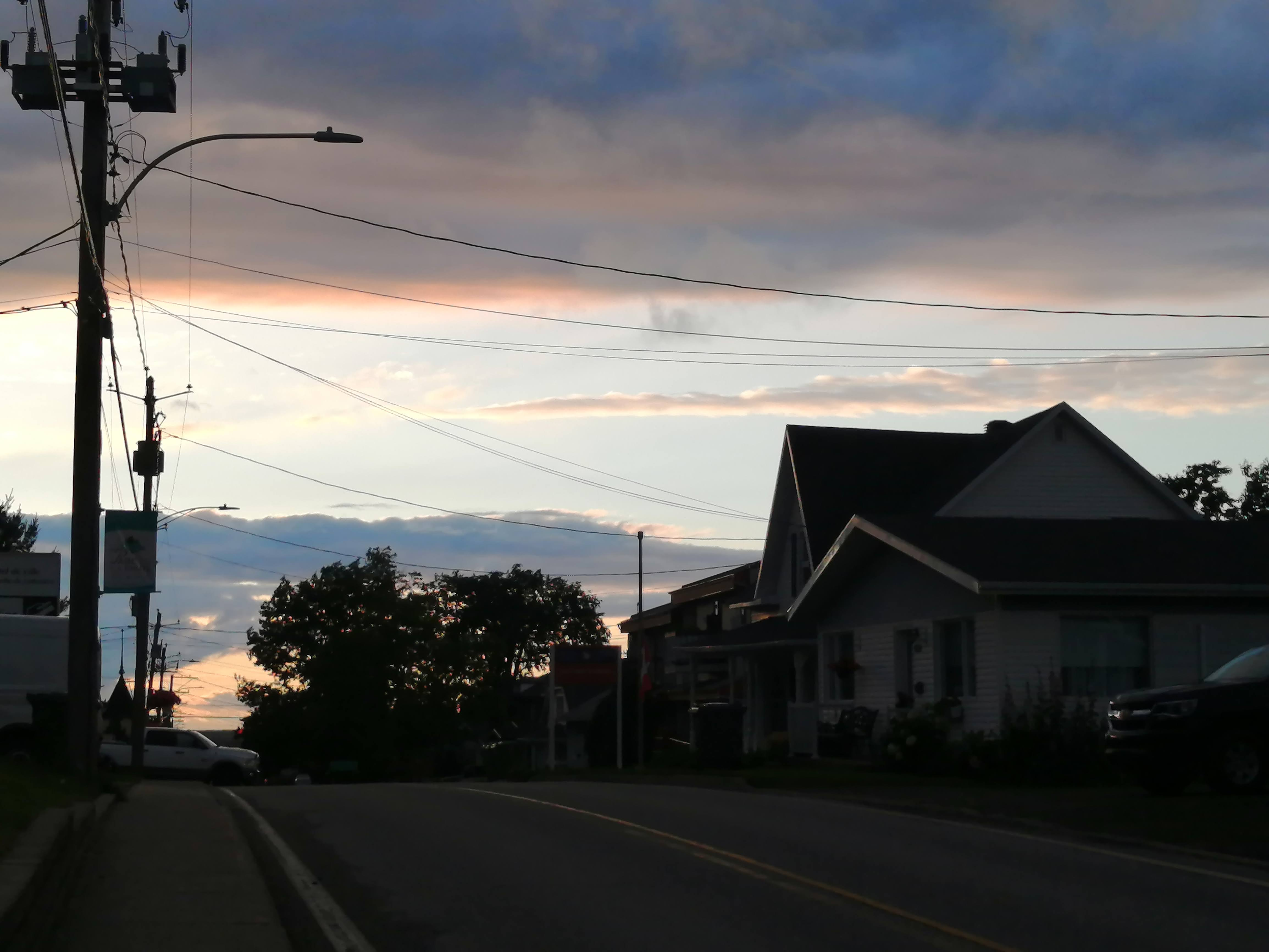
Coucher de soleil sur la rue Saint-Pierre à Sainte-Agathe-de-Lotbinière
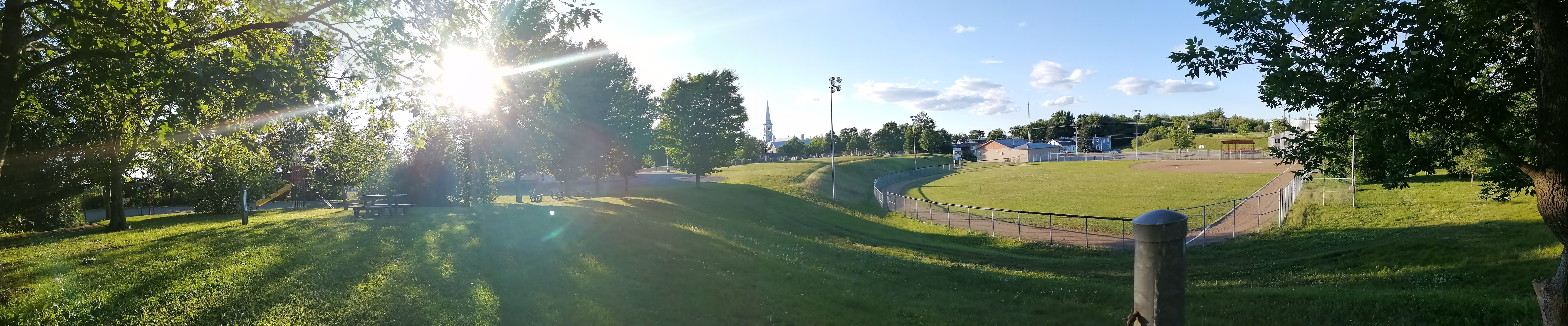
Panoramique de Sainte-Agathe-de-Lotbinière